# Incendie de Notre-Dame de Paris
L'incendie de Notre-Dame de Paris est un incendie majeur survenu à la cathédrale Notre-Dame de Paris, les 15 et 16 avril 2019, pendant près de quinze heures.
Le sinistre se déclare en fin d'après-midi à l'intérieur de sa charpente et prend rapidement une grande ampleur. Les flammes détruisent intégralement sa flèche, les toitures de la nef et du transept ainsi que sa charpente. En s'effondrant, la flèche provoque l'écroulement de la voûte de la croisée du transept et deux voûtains d'une travée de la nef. L'effondrement d'un voûtain du transept nord est causé par la chute d'une ferme.
L'intervention de centaines de pompiers, jusqu'au lever du jour, permet de sauver la structure globale de l'édifice et d'épargner la tour sud, sécurisée quelques heures après le début de l'incendie, ainsi que la façade occidentale, le trésor et l'essentiel des œuvres d'art de la cathédrale. Il s'agit du plus important sinistre subi par la cathédrale depuis sa construction.
L'incendie entraîne une très forte émotion, tant en France que dans le reste du monde, une importante couverture médiatique, ainsi que d'importants dons financiers privés et publics. Après des débats sur la construction d'un édifice plus moderne à l'emplacement de l'ancienne flèche conçue par Eugène Viollet-le-Duc en 1859, il est décidé de la reconstruire à l'identique. Le vœu du président de la République, Emmanuel Macron, de voir la cathédrale rénovée, rouvrir dans un délai de cinq ans est tenu en décembre 2024.

## Contexte

### Historique
La cathédrale Notre-Dame de Paris, construite entre les XIIe et XIVe siècles sur l'île de la Cité, au cœur de Paris, avait été restaurée au XIXe siècle. Elle n'avait jusqu'ici jamais été touchée par un incendie, alors que les départs de feu dans les églises étaient fréquents avant l’invention du paratonnerre au XVIIIe siècle, selon Odon Vallet, historien des religions. L'électricité n'avait jamais été installée dans la charpente (surnommée « la forêt ») pour limiter les risques d'incendie.

### Avertissements sur les risques d'incendie
En février 2015, un rapport relève la présence de nombreux mégots au sol dans la charpente.
D’après une enquête du Monde, plusieurs employés de l'entreprise de sécurité Elytis, chargée de surveiller la cathédrale, avaient alerté sur des défaillances depuis plusieurs années. Ainsi, à partir de 2014, il n'y avait qu'un seul agent au PC sécurité de Notre-Dame, chargé à la fois de l’écran de surveillance et de la ronde sur le terrain, contre deux précédemment. Les employés ont également critiqué l'impossibilité de s’entraîner à monter dans les tours et de faire les rondes de prévention nécessaires. Le PC sécurité n’aurait pas toujours été tenu au courant des travaux en cours. Des incidents sont rapportés, comme : « le 18 mai 2015, à 13 h 45, le chef d’équipe s’étonne que des travaux de point chaud aient été effectués sans permis feu ». Un agent de la cathédrale assure que « personne n’allait vérifier le chantier après le départ des ouvriers », alors qu'il s'agit d'un impératif sur ce type de travaux en l’absence de caméras thermiques.
En 2016, Paolo Vannucci, professeur d’ingénierie mécanique à l’université de Versailles, étudie pour le CNRS les risques d'incendie de Notre-Dame de Paris, notamment dans l'hypothèse d'un attentat terroriste. Son rapport, qui signale la nécessité de remédier à la quasi-inexistence de systèmes de protection de la toiture contre l'embrasement, est classé « Confidentiel-Défense » par le gouvernement de Manuel Valls au motif qu'il contient des informations susceptibles d'inspirer des incendiaires. En dépit de discussions entre les auteurs de l'étude et le CNRS, le rapport n’est pas utilisé. Également approchée, la mairie de Paris indique que Notre-Dame de Paris ne relève pas de sa compétence.

### Travaux de restauration en cours

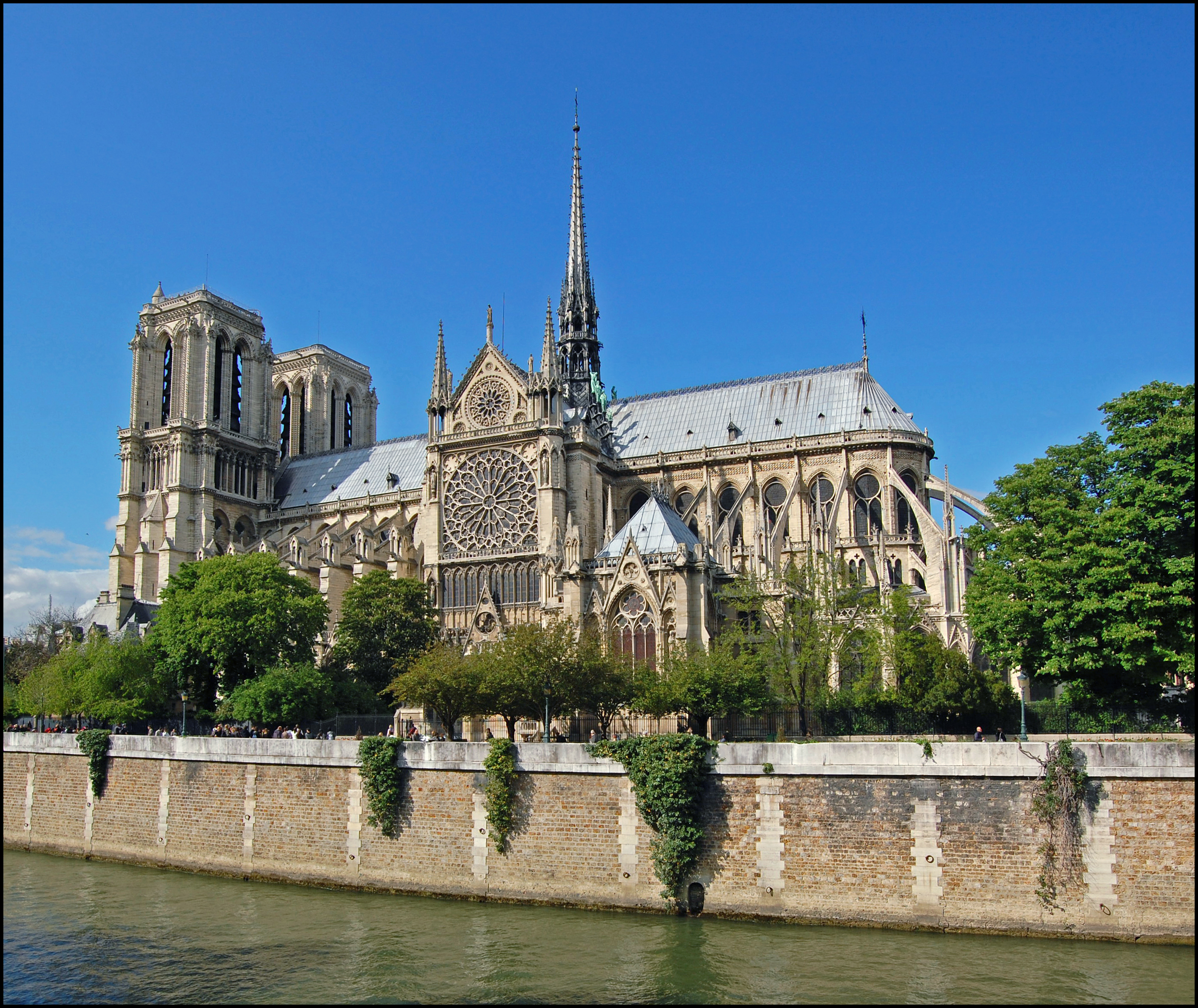
Façade sud de Notre-Dame de Paris en 2009 (dix ans avant l'incendie).

Depuis plusieurs mois avant l'incendie, dans le contexte d'un vaste projet d'ensemble pour l'île de la Cité,, une partie du monument était en travaux de restauration, notamment pour nettoyer l'extérieur de la flèche, noircie par la pollution, et un ensemble de sculptures métalliques, oxydées. Le chantier de la flèche devait durer quatre ans et, par la suite, le chœur devait être restauré sur dix ans. L'État avait financé à hauteur de 2,5 millions d'euros la restauration de la flèche, somme que Patrick Chauvet, recteur de la cathédrale, avait jugée insuffisante pour couvrir l'ensemble des travaux de rénovation. Il avait notamment été question de faire appel à des mécènes internationaux. Pour permettre cette restauration, un imposant échafaudage extérieur était en cours de montage, ainsi que des plateformes et autres structures dans les combles de la flèche. L'échafaudage extérieur était desservi par deux ascenseurs situés à 45 et 65 mètres de la flèche.

## Chronologie

### Origine du feu
L'incendie se déclare le lundi 15 avril 2019 (au début de la Semaine sainte), vers 18 h 20. Il trouve son origine au niveau de la charpente, à la base de la flèche, œuvre de l'architecte Viollet-le-Duc, constituée de 500 tonnes de bois et 250 tonnes de plomb, qui surmonte la croisée du transept et culmine à 93 mètres. D'après les pompiers, les flammes sont apparues au niveau des échafaudages installés sur la toiture et se sont propagées extrêmement vite, atteignant l'ensemble du toit et détruisant la charpente. Cette charpente était la plus vieille de Paris pour les parties de la nef et du transept. Elle était faite de 1 300 chênes, soit 21 hectares de forêt,.

### Alertes et début de l'incendie

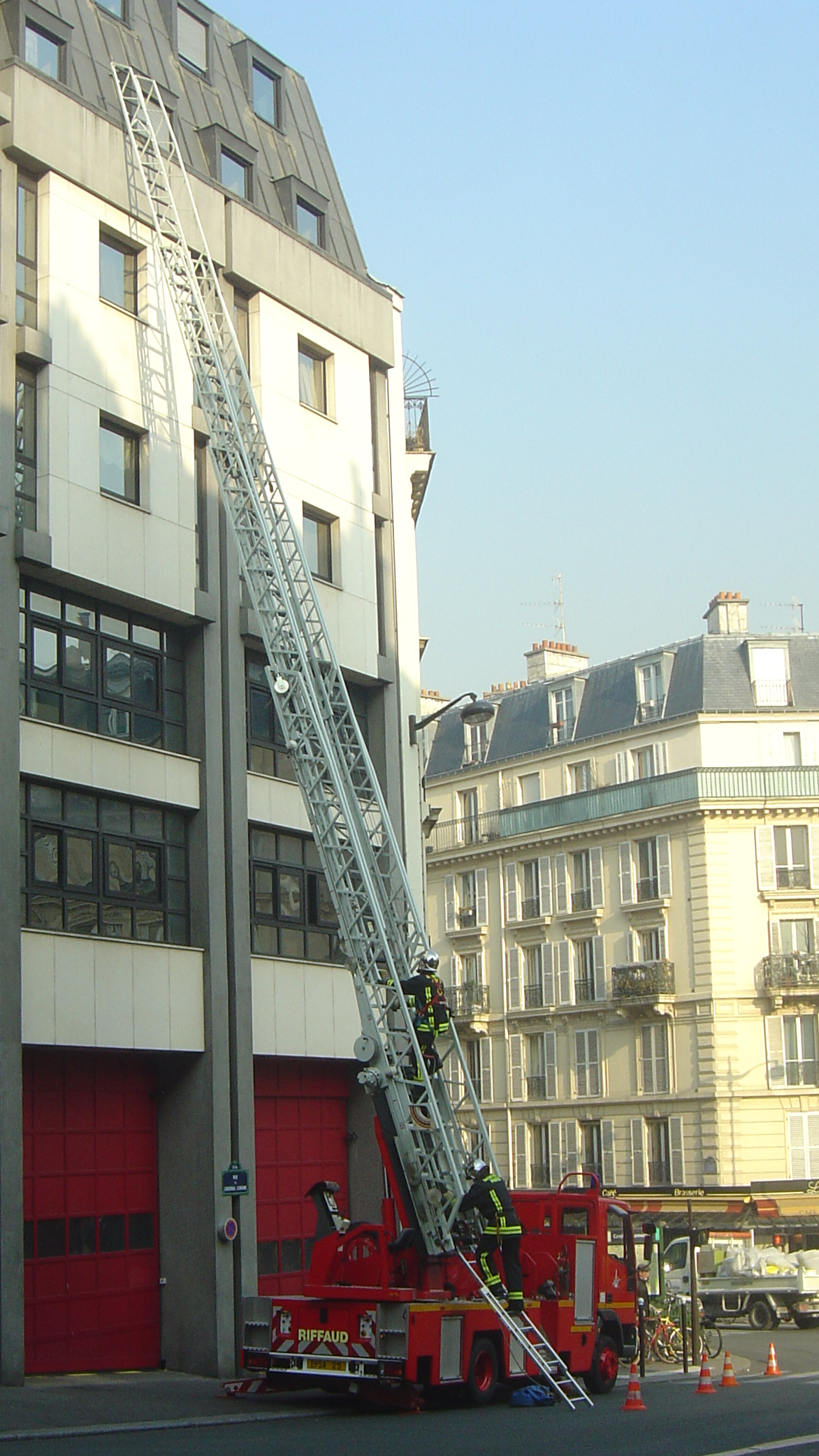
La Brigade de sapeurs-pompiers de Paris est alertée du sinistre à. C'est de la caserne Poissy (située rue du Cardinal-Lemoine) que partent les premiers engins.

D'après les informations du procureur de la République de Paris, Rémy Heitz, un agent de la société privée Elytis observe à 18 h 18 un voyant et un message d'alarme-feu sur son écran de contrôle du PC sécurité installé dans le presbytère, soit cinq minutes après le début de la messe du chanoine Jean-Pierre Caveau, qui commençait la lecture de l'Évangile au moment de cette première alerte. Cet agent alerte le surveillant d'astreinte (salarié du diocèse), qui se rend rapidement dans les combles de la sacristie pour effectuer une levée de doute. Cette première alerte a retenti grâce au déclenchement automatique d'un des détecteurs de fumées présents dans la cathédrale. Le surveillant ne constate aucun départ de feu ou incident, si bien que l'alerte est signalée comme négative, ce qui pourrait conduire à l'hypothèse d'une erreur humaine lors de la levée de doute. Selon The New York Times, une mauvaise interprétation des messages d'alarme ou un défaut de communication auraient conduit l'employé de sécurité à se rendre dans les combles de la sacristie au lieu de ceux de la nef. 

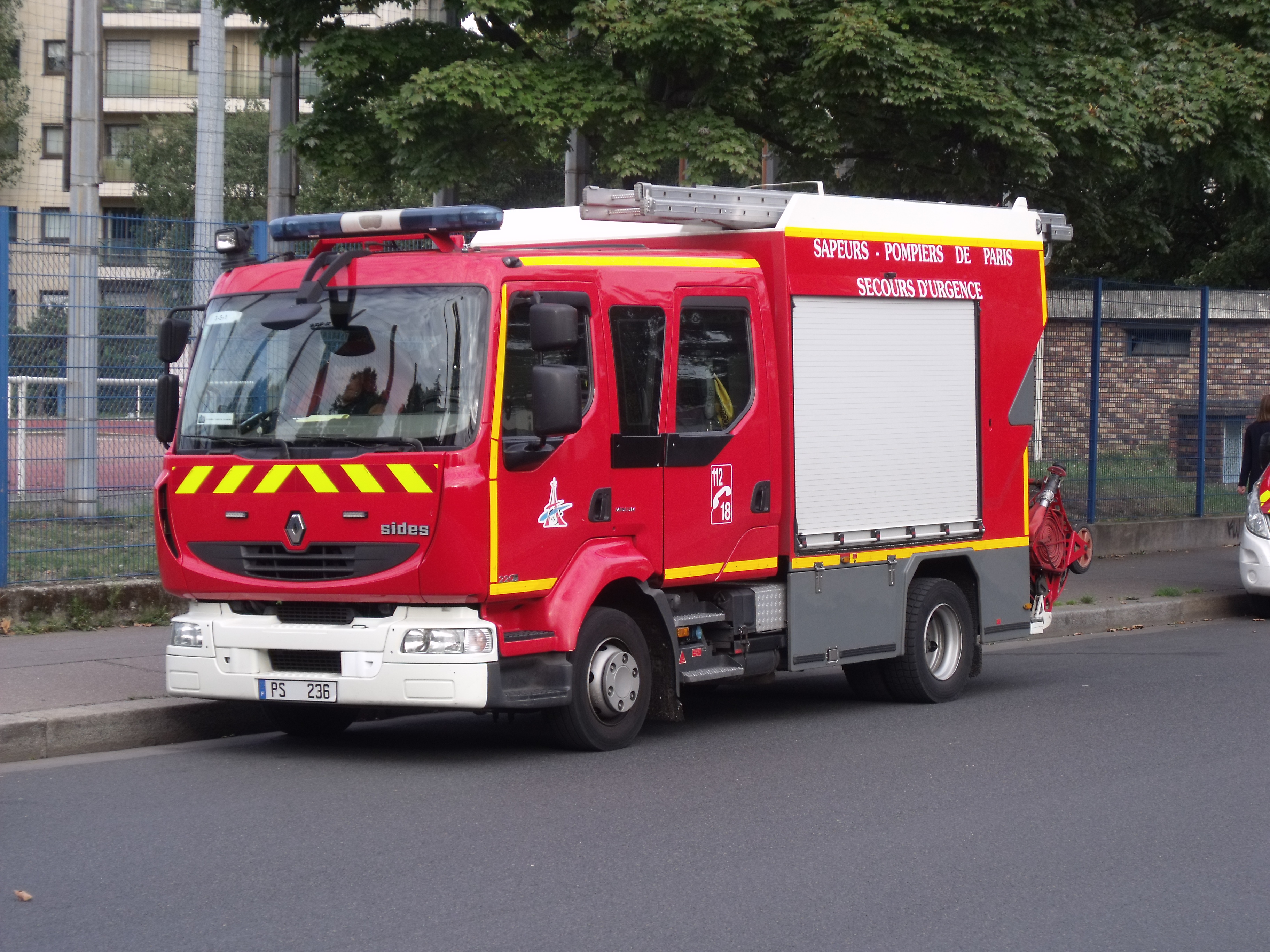
Le premier engin de pompiers à arriver sur les lieux est le PSE de la caserne Poissy, qui se présente à.

À 18 h 23, l'origine de l'alerte n'est toujours pas trouvée. Par les haut-parleurs retentit une sirène, puis une voix qui diffuse en français et en anglais un message d'évacuation générale. Tous les visiteurs et fidèles présents dans l'édifice se retrouvent sur le parvis. La levée de doute étant infructeuse, l'alarme est éteinte et les fidèles sont autorisés à reprendre l'office interrompu à 18 h 35.
À 18 h 43, l'agent de sécurité appelle au téléphone son responsable afin d'avoir des précisions sur le code qui s'est affiché sur l'écran de contrôle. Ce dernier lui explique que le message "combles nef/sacristie" désigne les combles de la nef, pas ceux de la sacristie. Une seconde levée de doute donne lieu à une vérification positive : le surveillant, accompagné cette fois du régisseur de la cathédrale, constatent le début d'incendie dans la charpente peu après qu'une deuxième alarme incendie se déclenche à 18 h 45 et qu'une nouvelle évacuation soit ordonnée.
La brigade de sapeurs-pompiers de Paris est alertée à 18 h 51 ; c'est la caserne de Poissy (située rue du Cardinal-Lemoine et appartenant à la deuxième compagnie du deuxième groupement d'incendie) qui est la plus proche. Son véhicule de Premiers Secours Évacuation sera le premier véhicule de pompiers à se présenter sur les lieux à 18 h 58, alors qu'une trentaine d'autres engins sont déclenchés simultanément. Les pompiers s’engagent alors à pied par les escaliers de la cathédrale pour rejoindre la charpente et établir leurs lances à l'intérieur de celle-ci ainsi que sur les corniches, afin de tenter d'enrayer la propagation du feu[réf. nécessaire].

### Progression du sinistre

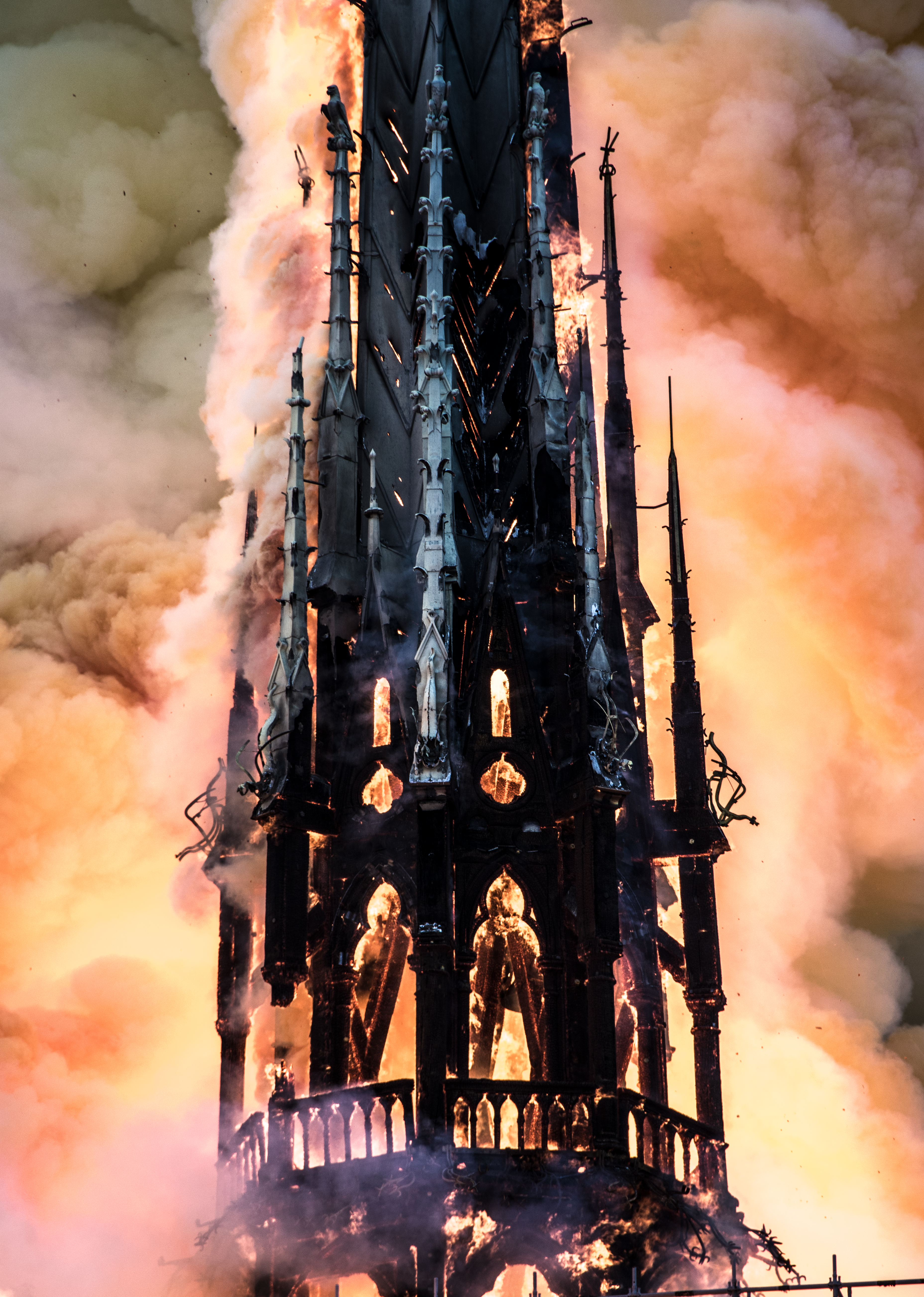
La flèche de Notre-Dame de Paris en feu. Elle s'effondrera à.

Peu de temps après la seconde alerte incendie, à 18 h 50, un gros dégagement de fumée et des flammes provenant de la zone de travaux commencent à s'échapper du toit. De nombreux témoins assistent à la scène depuis les abords de la cathédrale.
Des renforts supplémentaires sont demandés par les pompiers, notamment deux bras élévateurs articulés (BEA) de 46 mètres de haut, venant du département des Yvelines. En effet, les grandes échelles et les camions élévateurs de la brigade de sapeurs-pompiers de Paris ne peuvent atteindre qu'une hauteur maximale de 32 mètres. Le premier BEA arrivera sur les lieux à 19 h 30 et sera positionné rue du Cloître-Notre-Dame, l'autre arrivera à 20 heures et sera positionné au-devant de la façade.
À 19 h 50, la flèche de Notre-Dame de Paris s'effondre sous les yeux des passants et des médias. Progressivement, le feu diminue en intensité, malgré quelques réguliers embrasements silencieux qui doublent brusquement la hauteur des flammes et libèrent un volumineux panache de fumée jaune visible à plusieurs kilomètres de Paris,.
Peu après 21 heures, le feu regagne en intensité et touche la tour nord de la cathédrale. Un journaliste de France Info, présent à ce moment sur l'île de la Cité, constate que cette tour nord commence à prendre feu, ce qui est confirmé peu après par l'agence Reuters,.
Interrogée sur la possibilité de largage aérien d'eau à basse altitude, la direction de la Sécurité civile refuse cette solution, car le poids de l'eau risquerait de fragiliser la structure. Un porte-parole de la brigade de sapeurs-pompiers de Paris précise que d’importants moyens d’intervention sont mobilisés et des sapeurs-pompiers d'Île-de-France arrivent en renfort. L'une des difficultés rencontrées par les pompiers est l'absence de colonne sèche dans l'édifice.
À 21 h 30, Jean-Marie Gontier et Jean-Claude Gallet décident d'envoyer une vingtaine de pompiers réinvestir la tour nord pour attaquer les flammes à leur base. Leurs subordonnés, qui ont effectué des reconnaissances, proposent de passer par la coursive qui relie les deux tours. Lors de la manœuvre, l'un des pompiers passe au travers d'un plancher fragilisé dans la galerie des chimères. Il est retenu par ses bouteilles d'air, qui lui évitent une chute de 60 m.

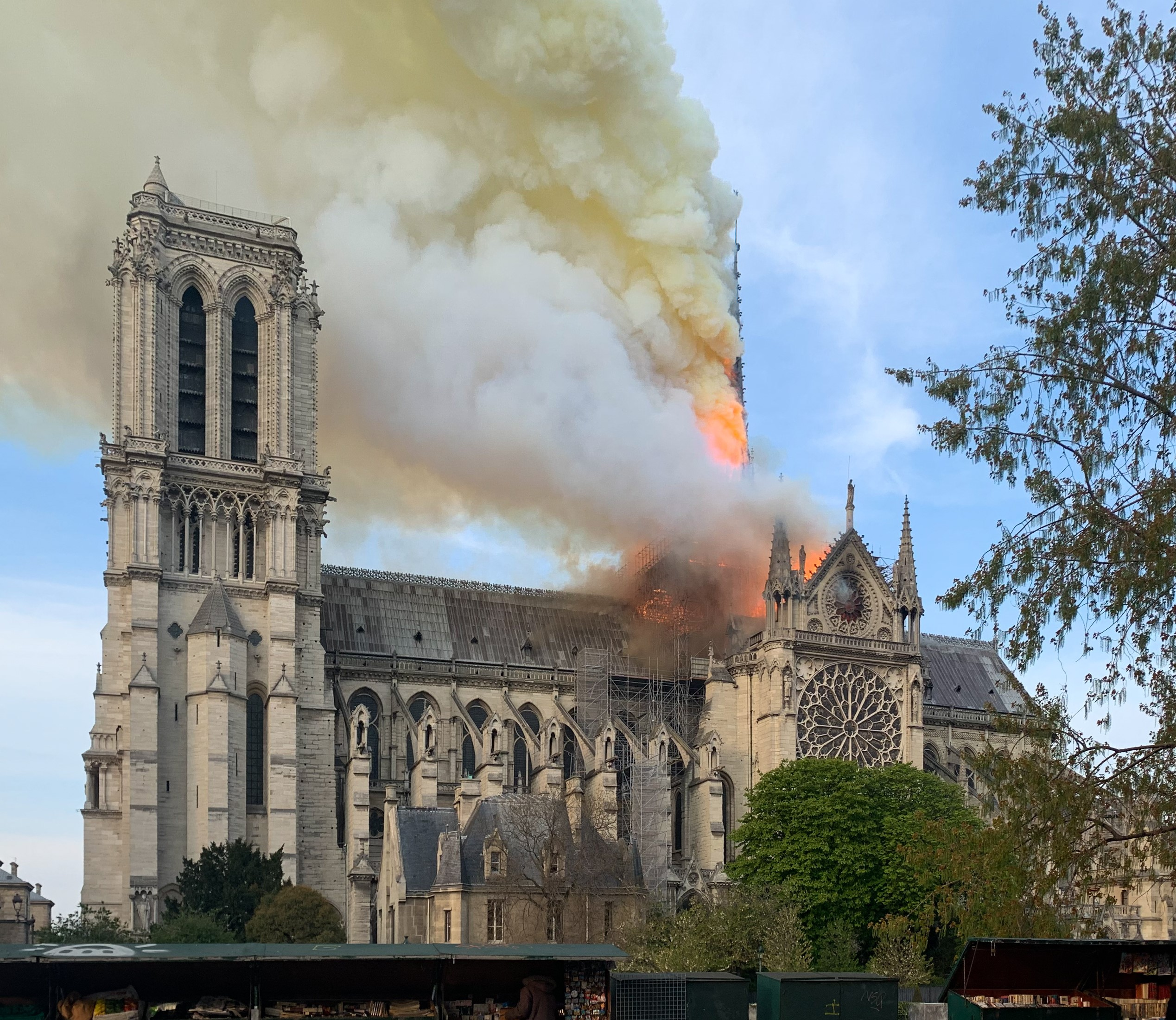
Après trente minutes d'incendie, toiture et flèche sont embrasées à 19 h 17.
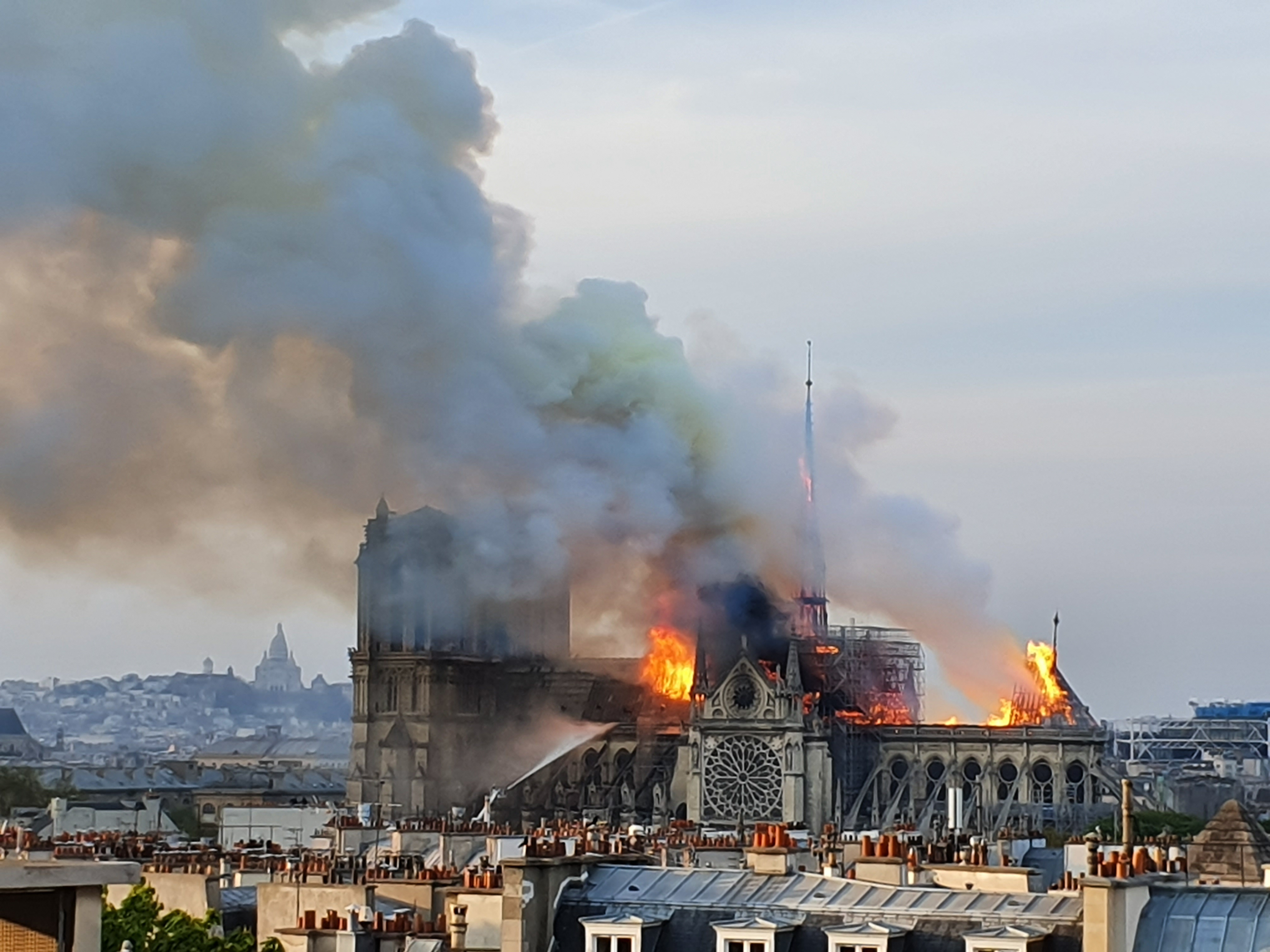
Incendie vu depuis le ministère de l'Enseignement supérieur à 19 h 38.
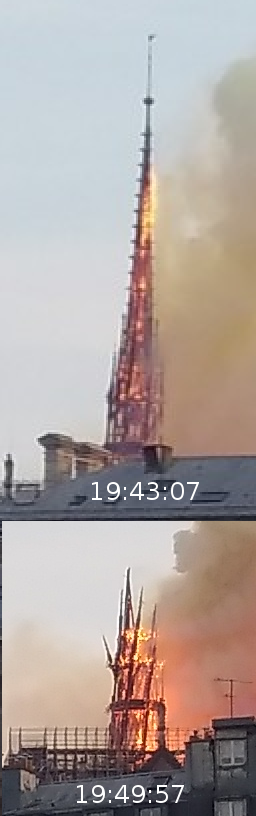
Effondrement de la flèche à 19 h 50.
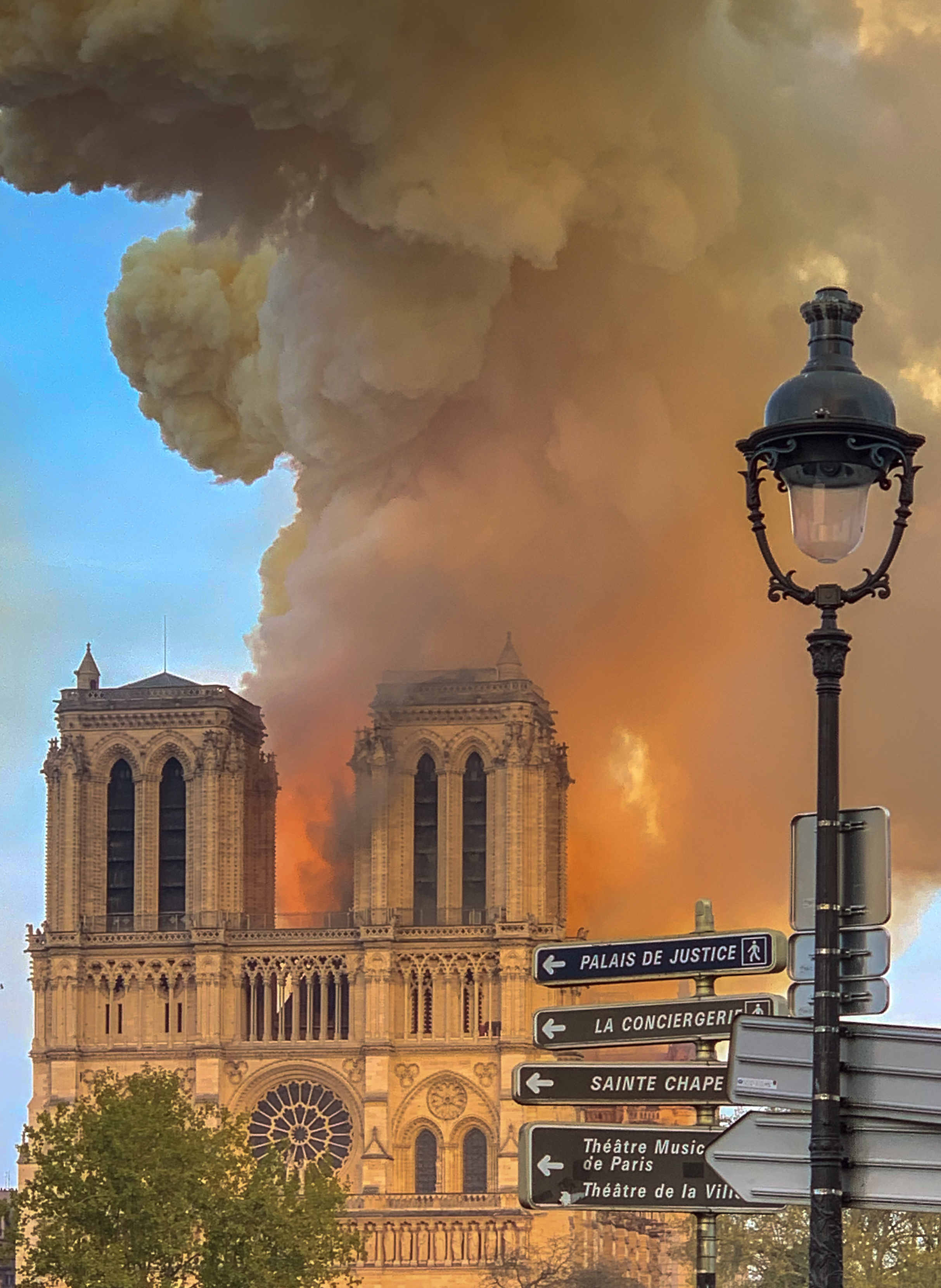
Incendie vu du côté ouest, les flammes dégagent une fumée jaune à 19 h 50.

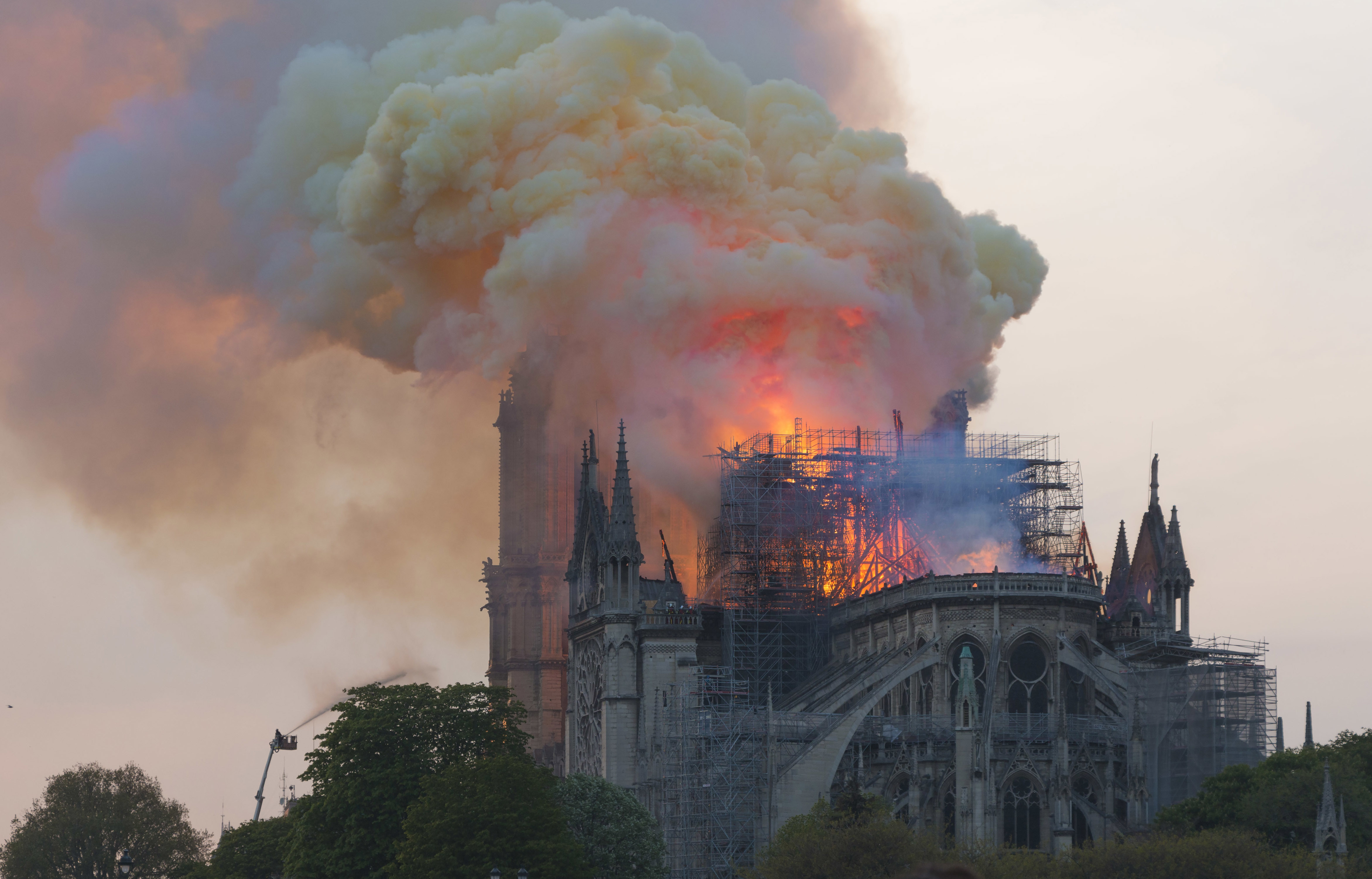
Après un léger apaisement, des flammes resurgissent à 20 heures.
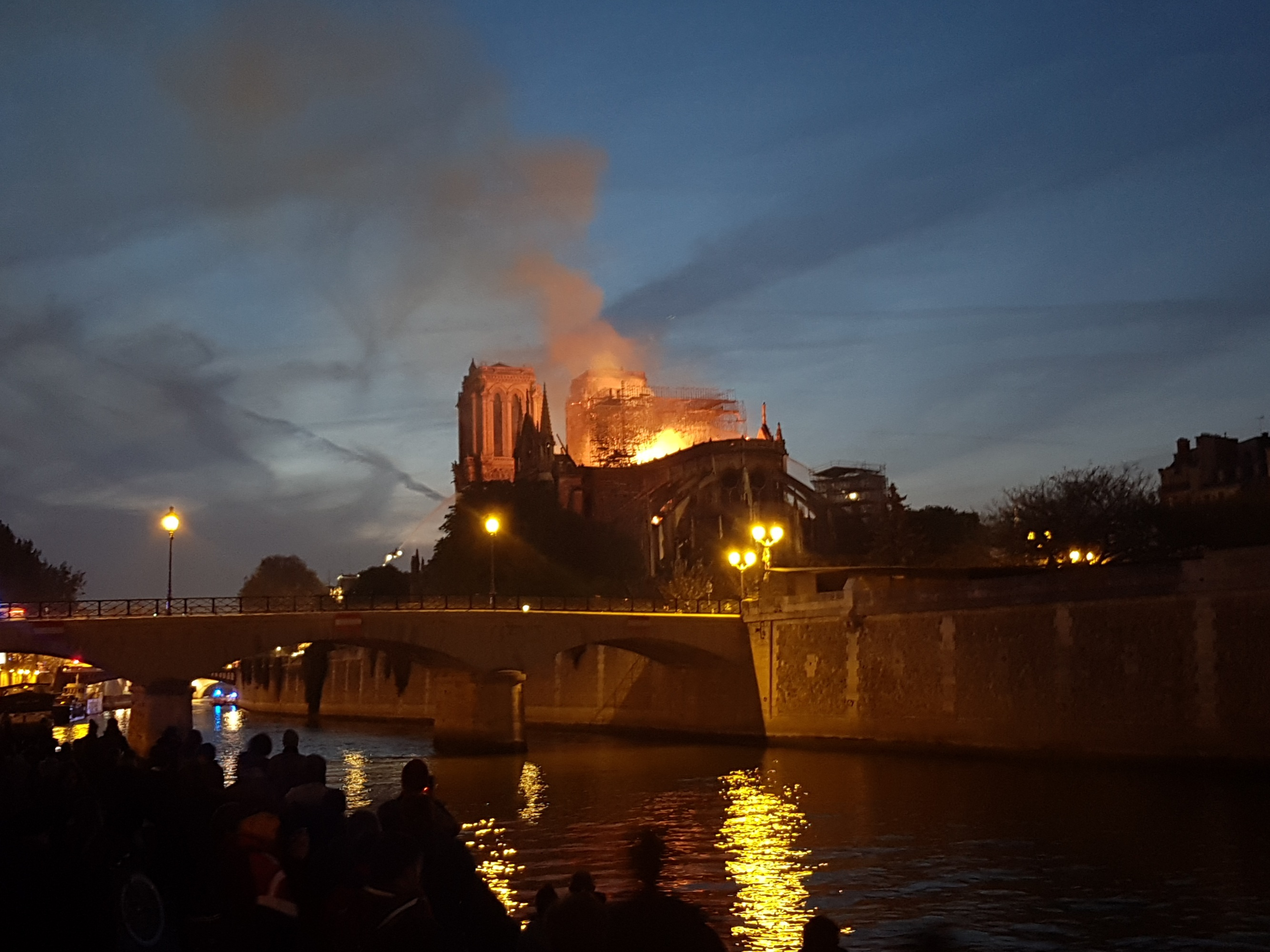
Incendie vu du côté est, la toiture est presque totalement détruite à 21 h 21.
- Vidéo montrant la toiture détruite et la voûte trouée.

### Procédure de sauvetage
Peu avant 22 heures, le secrétaire d'État à l'Intérieur, Laurent Nuñez, arrivé sur place, annonce à la presse que le sauvetage de la cathédrale est en cours et mobilise quelque quatre cents pompiers et l'utilisation de dix-huit lances à eau. Vers 22 h 50, le général Jean-Claude Gallet, commandant de la brigade de sapeurs-pompiers de Paris, annonce que les tours sont sauvées, l'action des pompiers ayant permis d'enrayer la propagation du feu dans la tour nord.

### Fin de l'incendie
Le 16 avril, vers 4 heures du matin, le lieutenant-colonel Gabriel Plus, porte-parole de la brigade de sapeurs-pompiers de Paris, annonce que l'incendie est maîtrisé et partiellement éteint. À 9 h 50, il indique que le feu est éteint et qu'il s'agit d'entrer dans la phase de l'expertise pour examiner l'ensemble des structures et déterminer les conditions de leur consolidation. Au total, l’incendie a duré quinze heures.
L'incendie a mobilisé au total plus de six cents pompiers, appuyés par dix-huit lances et plusieurs camions à grande échelle.

## Moyens d'action mis en œuvre

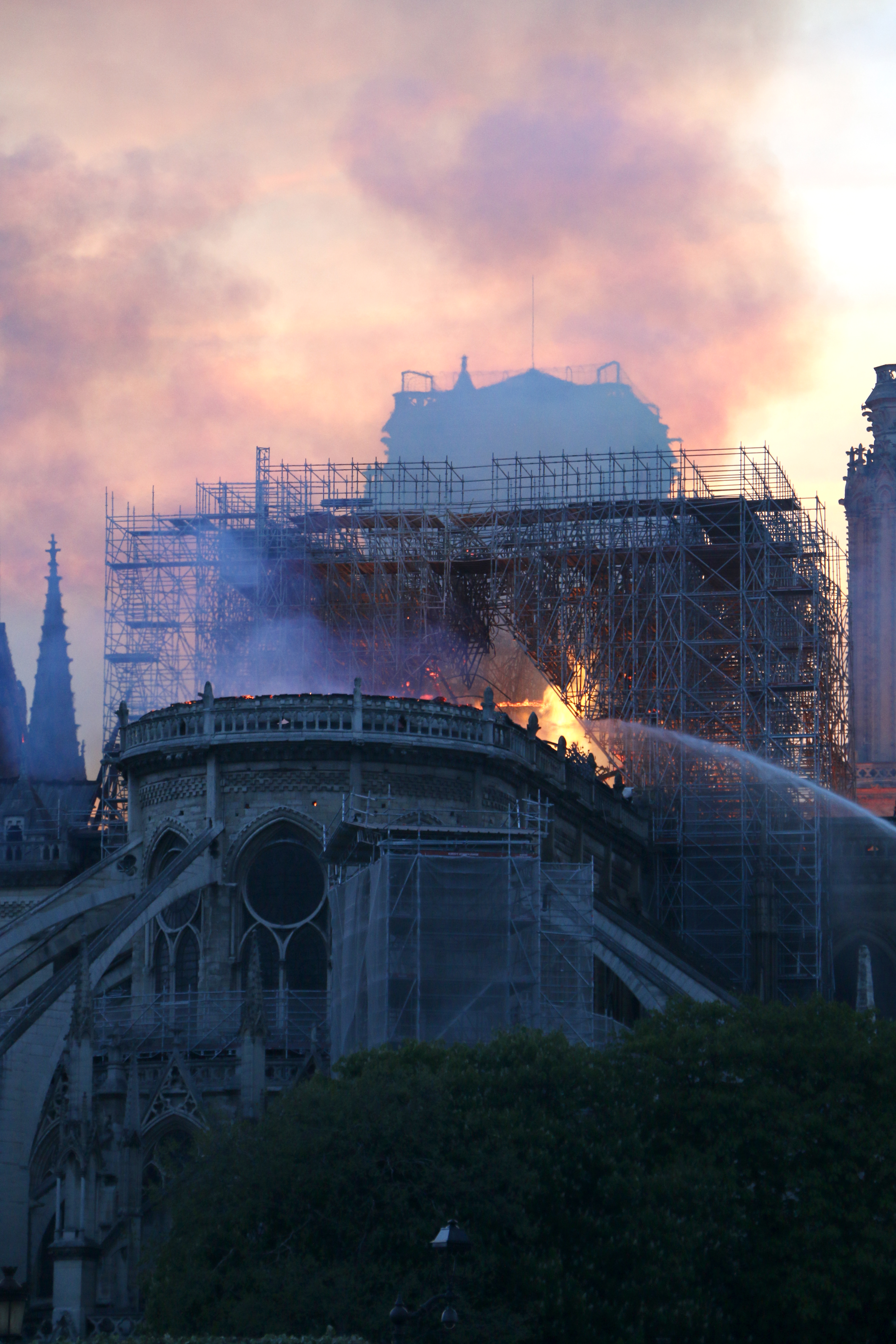
Jet d’eau pendant l’incendie.

La puissance de l’incendie atteint des proportions exceptionnelles. Un calcul très approximatif, partant du principe qu'un feu de charpente en bois dégage une puissance de 1 MW par mètre cube enflammé et qu'au paroxysme du feu, 50 % des quelque 6 500 m3 des combles étaient engagés dans l’incendie, arrive à une estimation de la puissance maximale à 2 500 MW. D'une autre manière, tout aussi sommaire, il est possible de considérer les 1 000 tonnes de chêne dont la combustion produit 17,5 MJ/kg (Eurocode feu). Si, au paroxysme du feu, qui a duré une heure sur les quatre de l'incendie, la moitié de la masse combustible a été consumée, on obtient une puissance maximale de 1 800 MW. Ces deux puissances calculées, très similaires, sont à comparer avec celle d'un feu généralisé d’appartement qui dépasse rarement les 2 à 5 MW, ou celles retenues pour le dimensionnement des tunnels routiers, 30 MW pour un poids lourd, 200 MW pour un poids lourd citerne plein d’essence. Il est aussi possible d’imaginer, sachant qu'une lance d'incendie standard de 500 L/min permet d'absorber théoriquement 20 MW (par échauffement et vaporisation de la totalité de l'eau), qu’il aurait fallu disposer de plus de 120 lances à efficacité parfaite pour maîtriser le feu.
De nombreux moyens de lutte sont mis en œuvre selon la technique et le besoin pour traiter le feu en fonction des zones de la cathédrale. Le général Jean-Marie Gontier commandait les opérations.
À l'intérieur de la nef, le choix se porte sur un drone terrestre pour faire baisser la température de la nef et éviter le risque humain en cas d'effondrement de la voûte. Le robot lanceur d'eau Colossus de Shark Robotics, un engin sur chenilles d'une masse de cinq cent kilogrammes, permet d'emporter deux cents mètres de tuyaux et d'envoyer trois mille litres d'eau par minute,.
Les drones aériens sont utilisés par la police pour survoler la cathédrale et repérer les départs de feu. Un dessin opérationnel est également réalisé afin d'identifier les différents foyers et de maîtriser au mieux l'incendie ainsi que la stratégie à adopter.
Le feu est combattu par l'intérieur des tours et non par l'extérieur. Cette technique française permet d'éviter de repousser les gaz chauds vers l'intérieur de la tour et de limiter la montée en température,. L'absence de colonnes sèches dans l'édifice a diminué l'efficacité de l'intervention des pompiers. Seule la rosace nord sera traitée par l'extérieur depuis une grande échelle pour la refroidir.
Les moyens humains sont estimés à 400 pompiers dont une vingtaine a pris le risque de pénétrer dans le monument pour sauver les tours. Le combat par l'extérieur se fait avec dix-huit lances sur grandes échelles et bras articulés. Deux bateaux-pompes sont présents sur la Seine ainsi que de nombreuses pompes pour alimenter les lances.

## Conséquences

### Patrimoine

La flèche et la toiture en feu.
La flèche et la toiture détruites ainsi que trois endroits de la voûte.
En rouge, les trous dans les voûtes.
En rouge, les parties détruites.
En rouge, bois d'un beffroi ; en bleu, pierre de la tour.

L'incendie a entraîné l'effondrement d'environ 15 % des voûtes de la cathédrale bien que leur extrados soit recouvert d'une chape de plâtre les protégeant du feu : perte de la voûte de la croisée à la suite de l'effondrement du tabouret de la flèche, destruction d'un voûtain du transept nord causée par la chute d'une ferme, et celle de deux voûtains et d'un arc-doubleau d'une voûte de la nef, engendrée par la chute de la flèche.

#### Structure

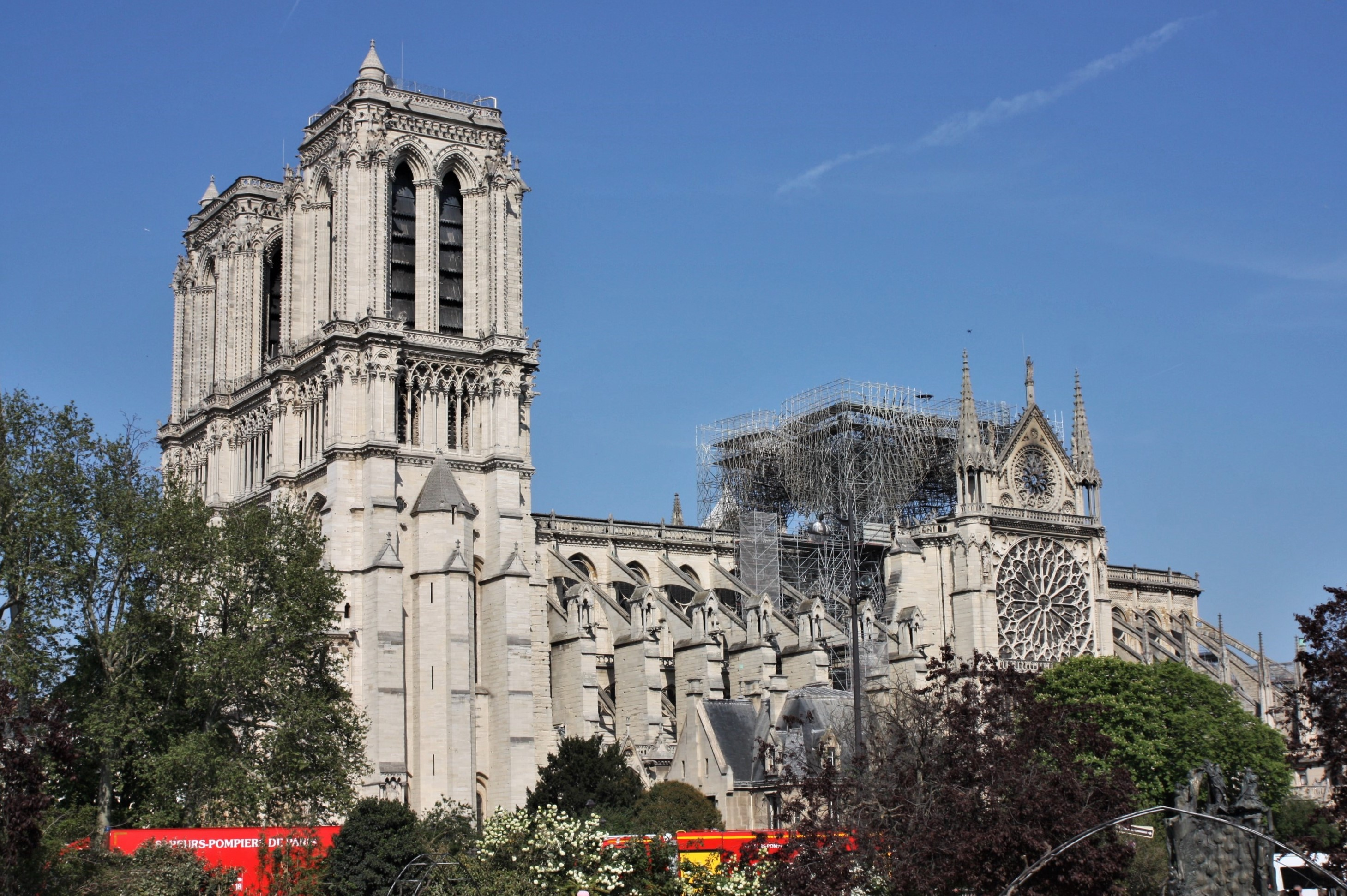
La cathédrale sinistrée, le 19 avril.

La flèche de Notre-Dame de Paris s'est effondrée pendant l'incendie. Elle était constituée d'une charpente de 500 tonnes de bois, recouverte de 250 tonnes de plaques de plomb (oxydé en surface). À la température de l'incendie (près de 1 300 °C) , le plomb a fondu mais n’a probablement pas été vaporisé (passage en phase gazeuse) au point d'ébullition de 1 749 °C , mais une migration aérienne de nanoparticules de plomb (« aérosols ») peut être envisagée.
Les deux tiers de la toiture, dont la charpente en bois de chêne — datant de l’époque de la construction de la cathédrale : du début du XIIIe siècle pour la nef et du XIIe siècle pour le chevet —, sont détruits,. Une partie des voûtes est touchée. La résistance aux vents violents et aux tempêtes de la structure est fortement compromise, d'après un ingénieur du CNRS connaissant bien la cathédrale.
Les deux tours, la structure architecturale et les vitraux des XIIe et XIIIe siècles des rosaces sont préservés ; plusieurs autres vitraux plus récents ont subi des dommages importants, dont les deux petites rosaces aux pignons du transept.
Le pignon nord du transept, fragilisé et instable, a dû être renforcé et sécurisé afin d'éviter sa chute à l'intérieur du monument, au risque de dommages supplémentaires[réf. nécessaire].

#### Mobilier et œuvres de la cathédrale
Le ministère de la Culture annonce que la plupart des trésors, comme la Sainte Couronne ou la chemise de Saint Louis, ont pu être sauvés. C'est également le cas d'autres reliques et 1 500 œuvres d'art recensées à Notre-Dame : un fragment de la Vraie Croix et un clou de la Passion, ainsi que la totalité des œuvres conservées dans le « trésor », dont la Visitation de Jean Jouvenet et la grande Pietà de Nicolas Coustou. La presse internationale salue le rôle décisif de l'abbé Jean-Marc Fournier, aumônier des pompiers de Paris, dans le sauvetage de la couronne d'épines, de la chemise de Saint Louis et du Saint-Sacrement, hostie consacrée dans laquelle, pour les catholiques, le Christ est réellement présent,. Quant aux seize statues de cuivre (les douze apôtres et les quatre tétramorphes symbolisant les évangélistes) installées par Viollet-le-Duc à la base de la flèche, elles venaient tout juste d'être retirées du site le 11 avril 2019 pour être transférées en Dordogne, à la Socra, société spécialisée dans la restauration d'œuvres d'art,,.

Comparaison depuis un même point de vue la cathédrale Notre-Dame avant et après l'incendie.

Les premières photographies prises depuis la nuit du 15 avril montrent que les deux grandes rosaces des bras sud et nord du transept semblent intactes, de même que les sculptures d'Antoine Coysevox et de Guillaume et Nicolas Coustou dans le chœur[réf. nécessaire].
La Vierge à l'Enfant sculptée du XIVe siècle, dite Notre Dame de Paris et située au pied du pilier sud-est de la croisée du transept, a simplement été mouillée par les lances anti-incendie, mais n'est pas endommagée (c'est auprès de cette statue que Paul Claudel se convertit au catholicisme). Les tableaux accrochés dans la cathédrale n'ont pas été abîmés.
Pratiquement à la base de la flèche, se trouvait une grande horloge Collin datant de 1867. Elle a été détruite par l'incendie, ne subsistant plus que quelques vestiges (sans certitude qu'ils soient réutilisables) retrouvés parmi les décombres de la flèche. Cette horloge menait à quatre cadrans (deux par croisillons), qui ont tous été détruits. Contrairement à la charpente, l'horloge de Notre-Dame ne fut jamais numérisée et aucun plan n'est parvenu à nos jours. L'horloge Collin était donc considérée définitivement perdue à la suite du sinistre, jusqu'à la découverte que l'église de la Sainte-Trinité de Paris est dotée d'une horloge identique aux dimensions près (même modèle, même ateliers constructeurs, construite la même année). L'étude de la réplique de la Sainte-Trinité pourra donc servir de base à la reconstruction, à l'identique de l'horloge de Notre-Dame[réf. nécessaire].

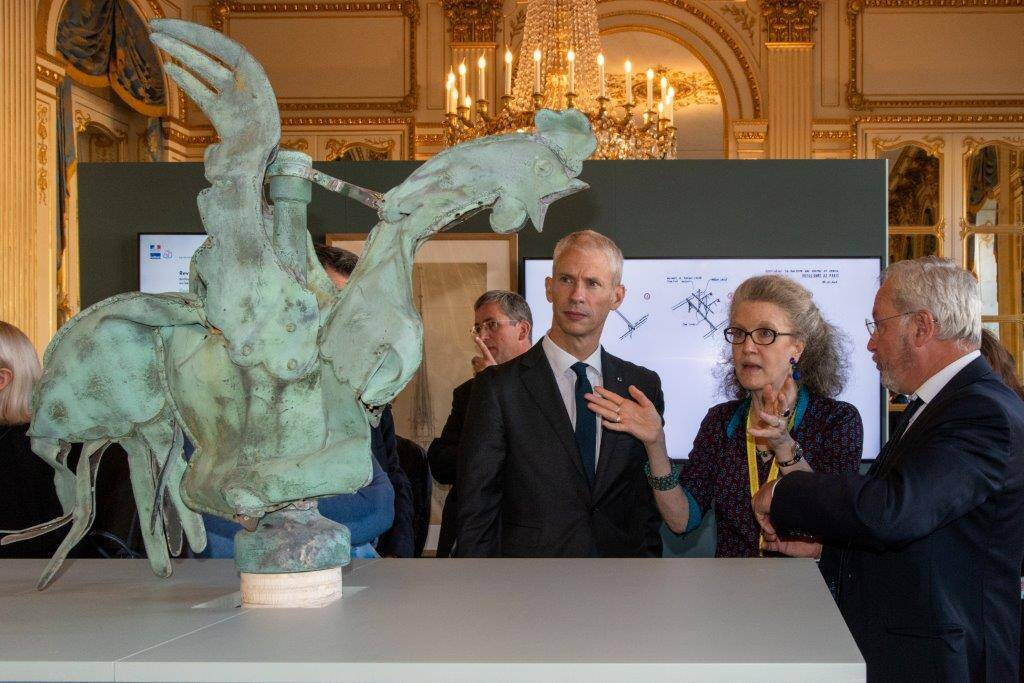
Coq présenté au ministère de la Culture après l'incendie.

Au sommet de la flèche figurait une girouette surmontée d'un coq. Celui-ci renferme trois reliques : une parcelle de la couronne d'épines, une relique de saint Denis et une autre de sainte Geneviève. Le coq devait être décroché de la flèche au moment où l'échafaudage atteindrait le sommet de celle-ci, soit en juin 2019, et être transféré à la Socra, en Dordogne, pour être restauré. D'abord cru perdu, le coq est retrouvé le lendemain du sinistre ; il n'est pas gravement endommagé,.
L'endommagement le plus emblématique est celui de l'autel Touret, écrasé par un amas de pierres et de poutres brûlées après l'incendie. L’ancien autel traditionnel (maître-autel) de la Pieta au fond du chœur est épargné tout comme sa grande croix en bois doré de Marc Couturier,,.
Le grand orgue de Cavaillé-Coll de 1868, rendu provisoirement inutilisable par la suie et la poussière (il devra être démonté de fond en comble), ne semble avoir subi aucun autre dommage,,. Eric Brottier, technicien-conseil auprès du ministère de la Culture, responsable du chantier de rénovation de l'orgue de Notre-Dame entre 2012 et 2014, a indiqué à France Musique que « relativement épargné […] patrimonialement, il existe toujours, il n'est pas perdu »,.
Vincent Dubois, cotitulaire de la tribune de la cathédrale avec Olivier Latry et Philippe Lefebvre, rapporte cependant à La Lettre du musicien l'inquiétude des organistes : « le grand orgue Cavaillé-Coll, dont la dernière restauration remonte à 2014, a été a priori sauvé par la dalle de couverture en pierre qui relie les deux tours ; il n'y a pas de charpente à cet endroit-là du toit, l'eau envoyée par les pompiers a coulé de part et d'autre et n'est pas tombée sur la tribune de l'orgue ; le buffet et la tuyauterie seraient donc épargnés mais si les voûtes de la nef, très fragilisées, ne sont pas rapidement consolidées, il faudra probablement démonter l'instrument et trouver un atelier assez grand pour le mettre à l'abri ; il n’en existe pas de tel en région parisienne ; tout l'enjeu est de savoir, très vite, si les voûtes vont résister au poids de l'eau et du plomb fondu qui s'y est déversé ».
L'orgue de chœur n'a pas brûlé non plus, les tuyaux n'ont pas fondu, mais il a totalement pris l'eau. Johann Vexo, organiste de chœur de Notre-Dame depuis quinze ans, jouait dans la cathédrale quand l'alarme a retenti vers 18 h 30.
Les dix grandes cloches des deux tours ne semblent pas avoir souffert, même si le beffroi de la tour nord qui en soutient huit a été ponctuellement endommagé par le feu. Le beffroi de la tour nord est légèrement touché : le mouton (support) d'une de ces cloches est à surveiller et l'escalier menant au second niveau de cloches est brûlé. Des vestiges parmi les six cloches furent retrouvés dans les décombres et soigneusement conservés.

### Environnement

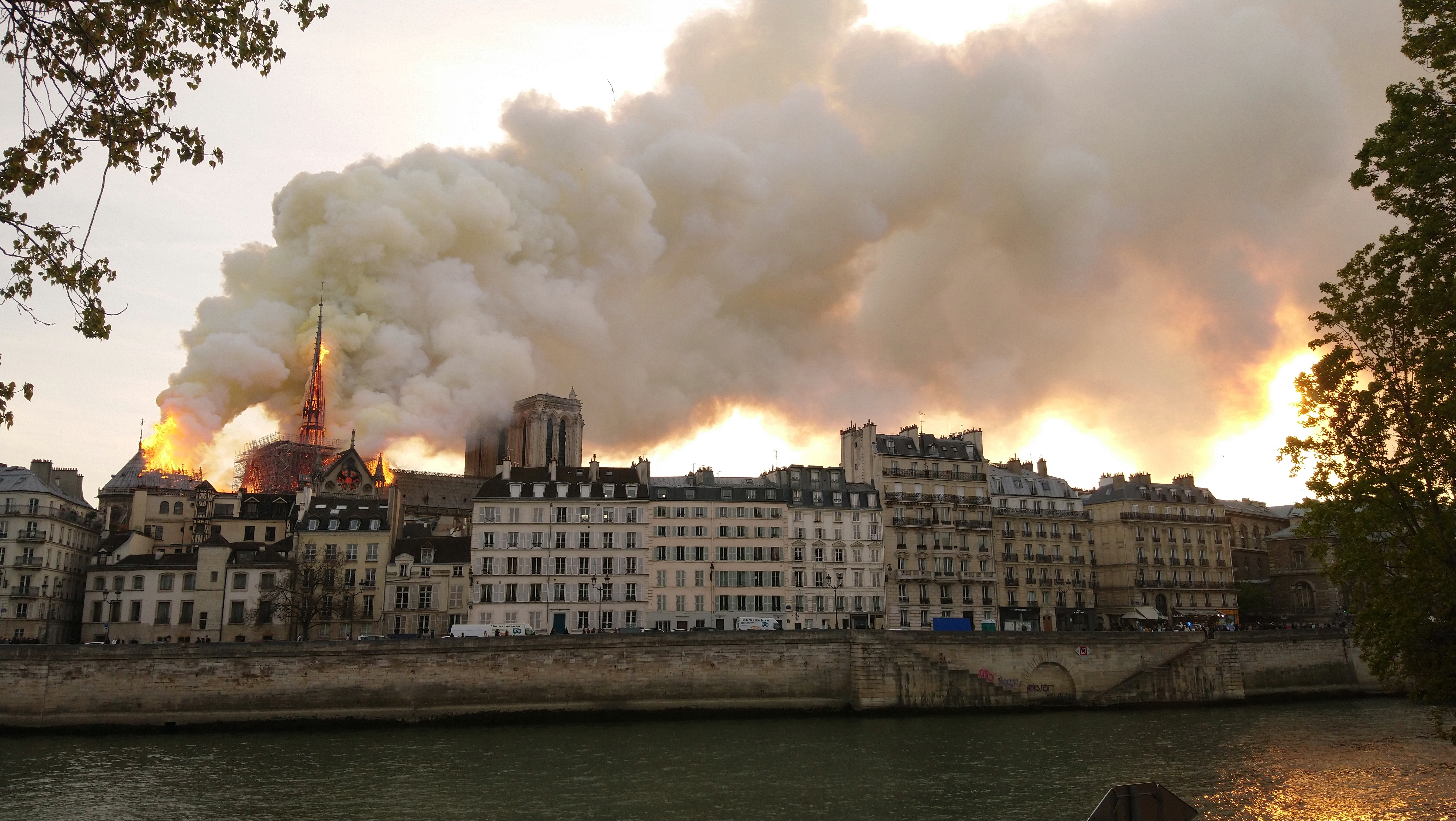
Nuage de fumée se dégageant pendant l’incendie.

Une fumée blanche à jaunâtre, très opaque, a été visible à des kilomètres ; 250 tonnes de plomb, métal fondant à basse température (327,5 °C) et avec un point d’ébullition de 1 749 °C, recouvraient la flèche et 210 tonnes de plomb constituaient les 1 326 feuilles ou tuiles de plomb couvrant le reste de la charpente. Les panaches de fumée jaune observés à certains moments, pourraient traduire la formation de particules d'oxyde de plomb. Pour parer aux risques d’intoxication, les habitations proches sont évacuées.
Selon les relevés d’Airparif du 16 avril, les conditions météorologiques « particulièrement dispersives avec un vent est-sud-est de 3 m/s » (et une couche limite située à 1,2 km d'altitude), ont canalisé le panache de manière privilégiée dans le couloir de la Seine sur la partie parisienne, ce qui a permis d’éviter une stagnation de la pollution. De plus, en raison de la température du foyer, la fumée s’est élevée à plusieurs dizaines de mètres sans contaminer localement les basses couches de l’air, mais « l'incendie a provoqué le rejet d'une quantité très importante de particules ».
L'essentiel du panache de pollution semble avoir été entièrement déporté hors de Paris, car les cinq stations de mesures de la qualité de l'air les plus proches de l’incendie n’ont pas enregistré d’augmentation des particules fines, pas plus que les capteurs les plus éloignés. Aucun « véritable dépassement de seuil de pollution de l'air » n’a été enregistré par les capteurs durant l'incendie ou dans les heures qui l’ont suivi. Des témoins présents au début ont néanmoins décrit un air irrespirable ou une forte odeur de brûlé quand les flammes ont commencé à être visibles sur la toiture ; Airparif n'exclut donc pas une pollution très locale.
Les trois ruches installées en 2013 sur le toit de la sacristie ont été épargnées et les 200 000 abeilles qu'elles abritent ont survécu à l'incendie. En revanche, le bon déroulement de la reproduction des deux faucons crécerelles qui nichaient sur le transept nord de la cathédrale est incertain.

#### Pollution au plomb et chantiers de dépollution
Les analyses du Laboratoire central de la préfecture de police faites a posteriori ont confirmé « la présence de plomb dans certaines zones, très localisées, notamment dans des locaux qui ont pu être laissés ouverts au moment de l'incendie ». Le 27 avril, un communiqué préfectoral a recommandé de procéder au ménage des habitations et autres locaux riverains de la cathédrale, au moyen de lingettes humides afin d'y nettoyer les traces du plomb qui s'y serait éventuellement déposées, précisant que « les zones présentant une présence de retombée de plomb sont d’ores et déjà interdites au public ». Le 9 mai 2019, l'Agence régionale de santé (ARS) indique que la présence de plomb dans des quantités supérieures aux seuils réglementaires ne peut avoir un impact sur la santé qu’en cas d’ingestions répétées ; elle communique des mesures de protection élémentaires pour les riverains.
Selon Mediapart (4 juillet 2019), les autorités ont caché des relevés de taux de plomb 400 à 700 fois supérieurs au seuil autorisé à l’intérieur de la cathédrale et aux alentours. Selon un expert, de tels taux ne se rencontrent jamais et nécessitent impérieusement un suivi médical.
Le 18 juillet 2019, l'Agence régionale de santé (ARS) révèle des teneurs en plomb très élevées (jusqu'à 1 300 000 μg/m2, soit 1,3 g/m2) sur le parvis, dans les bandes sableuses et les jardins publics alentour et dans la cour du groupe scolaire de la rue Saint-Benoît. La ville de Paris entreprend à partir du 7 août une dépollution en utilisant un gel absorbant le plomb à appliquer sur les sols contaminés, puis à retirer trois jours après séchage.
En janvier 2020, l'ANSES rend son avis sur la contamination des espaces publics extérieurs par le plomb et le risque induit de saturnisme, concluant que les conditions d'une bonne modélisation ne sont pas réunies, mais que les surfaces dures sont à ne pas sous-estimer dans les sources de contamination (des enfants notamment).
Fin juillet 2020, une étude basée sur l'analyse de trente-six échantillons de miel de ruches collectés en juillet (trois mois après l'incendie), a montré que, à l'ouest de Paris (sous le panache de fumée), plus on est proche du foyer, plus le miel contient de plomb : 0,08 microgramme par gramme dans une ruche située à moins de cinq kilomètres à l'ouest de la cathédrale, à comparer à la teneur moyenne avant l’incendie : 0,009 microgramme de plomb par gramme, ou au 0,004 µg/g en région Rhône-Alpes. Cela évoque une contamination environnementale multipliée par près de dix pour les abeilles, mais le miel ne dépasse pas (à cinq kilomètres du foyer) 0,10 μg/g qui est la dose à ne pas dépasser en Europe pour les sirops, les édulcorants et les jus. L'analyse isotopique de ce plomb confirme son origine,.

### Bilan humain
L'incendie n'a fait aucune victime civile. Toutefois, parmi les pompiers, un blessé a été pris en charge par l'AP-HP. D'autres victimes parmi les premiers sapeurs-pompiers de la brigade de sapeurs-pompiers de Paris (BSPP) qui sont intervenus sur les lieux au début de l'incendie ont été constatées et ont été prises en charge médicalement pour intoxications aux gaz et fumées,. Moins de dix personnes ont été prises en charge par les secours[réf. nécessaire].

### Aspect social
Une partie des agents employés par l'État pour le fonctionnement de la cathédrale sont reclassés dans les musées de l'île de la Cité, comme la Conciergerie ou la Sainte-Chapelle. Trente-huit des soixante-sept employés de l'association diocésaine sont licenciés dans les mois suivant l'incendie. Une quarantaine d'emplois sont supprimés dans les commerces aux alentours de la cathédrale. L'association Musique sacrée à Notre-Dame de Paris licencie cinq personnes.

### Politiques
En raison de l'incendie, le président de la République française, Emmanuel Macron, décide de reporter la diffusion de l’allocution télévisée qu’il devait prononcer le 15 avril 2019 à 20 heures pour la restitution du grand débat national. Il se rend sur les lieux et prend la parole vers 23 h 40, annonçant : « Cette cathédrale, nous avons su l’édifier, la faire grandir, l’améliorer. Nous la rebâtirons tous ensemble parce qu’elle est une part du destin français ». Plusieurs candidats suspendent leur campagne pour les élections européennes. Le ministre de l'Intérieur, Christophe Castaner, écourte son déplacement à Mayotte.
Le 18 avril 2019, les équipes de pompiers, de policiers, de membres de la Croix-Rouge et de la Protection civile sont reçues au palais de l'Élysée par le président de la République, et devant l’hôtel de ville de Paris, où une cérémonie est organisée.

### Vie religieuse
La liturgie de la cathédrale trouve refuge dans un premier temps à l'église Saint-Sulpice,. Les cérémonies de la Semaine sainte, comme la messe chrismale, la messe en mémoire de la Cène du Seigneur, l'office de la passion du Seigneur et la veillée pascale, ont lieu dans ce qui est la plus grande église parisienne et dont la capacité d'accueil est de 2 200 places assises. La messe diocésaine de Pâques est célébrée par Michel Aupetit à l'église Saint-Eustache,.
Jusqu'en septembre 2019, les messes dominicales, ainsi que les autres cérémonies diocésaines, habituellement célébrées à Notre-Dame, sont dites en l'église Saint-Sulpice. À partir de la rentrée de cette même année, c'est l'église Saint-Germain-l'Auxerrois qui accueille la liturgie de la cathédrale, Saint-Sulpice n'accueillant plus que les cérémonies extraordinaires, comme les ordinations épiscopales et sacerdotales, et les funérailles nationales de l'ancien président Jacques Chirac.

### Vie musicale
Outre les dégâts subis par les différentes orgues, la vie musicale organisée autour de la vie religieuse de la cathédrale par l'association Musique sacrée à Notre-Dame de Paris est bouleversée. Cette association gère notamment la maîtrise de Notre-Dame de Paris, qui forme de nombreux chanteurs, de la petite enfance à la fin des études supérieures, dont la plupart deviennent professionnels. La formation offre notamment une spécialisation en musique médiévale afin de faire vivre la tradition des chantres de l'École de Notre-Dame qui perdure depuis le XIIe siècle. Avant l'incendie, les différents chœurs de la maîtrise animaient les offices quotidiens et dominicaux de la cathédrale tout en donnant de nombreux concerts à l'intérieur de celle-ci. Dès juillet 2019, après l'incendie, les chœurs animent les offices à Saint-Eustache, Saint-Sulpice puis à Saint-Germain-l'Auxerrois et ils donnent des concerts dans d'autres églises parisiennes, en attirant un nombre bien inférieur de spectateurs. L'incendie entraîne donc une perte considérable de recettes pour l'association. Celle-ci licencie cinq de ses enseignants dont le professeur chargé de l'enseignement de la musique médiévale. Ces licenciements suscitent, durant les semaines qui suivent, une grève des maîtrisiens. Ils ne donnent plus de concerts et ne participent plus aux offices,. La grève est soutenue par plusieurs artistes et intellectuels.

### Surveillance des monuments historiques
Les quarante architectes en chef des Monuments historiques expriment leur souhait de changer certaines pratiques pour la surveillance du patrimoine français, en particulier sur la sécurité incendie. Parmi les propositions, la présence humaine est évoquée, notamment pendant les phases de travaux.

## L'origine de l'incendie

### Controverse sur les causes du sinistre
Au lendemain de l'incendie, Benjamin Mouton, ancien architecte en chef des monuments historiques, chargé de la cathédrale de 2000 à 2013, dit ne pas comprendre ce qui a pu causer le feu. Selon lui la protection incendie avait été portée « à son plus haut niveau » et il affirme avoir « limité tous les appareils électriques, qui étaient interdits dans les combles ». Un expert anonyme du secteur de la construction avance quant à lui que « l'incendie n'a pas pu partir d'un court-circuit, d'un simple incident ponctuel. Il faut une vraie charge calorifique au départ pour lancer un tel sinistre. Le chêne est un bois particulièrement résistant », ce que confirment des artisans connaisseurs de la cathédrale, selon lesquels « le bois des charpentes était dur comme de la pierre, vieux de plusieurs siècles ».
Le 23 avril 2019, le magazine Marianne met en ligne des informations révélées le même jour par Le Canard enchaîné : des cloches installées en 2007 et 2012 au-dessus du chœur et dans la flèche avaient été électrifiées « à la demande expresse du clergé », « en contradiction absolue avec toutes les règles sur ces vieux bâtiments ». Elles ont été utilisées pour la dernière fois le 15 avril, pour sonner à 18 heures, soit quelques dizaines de minutes avant le départ de feu. Le Figaro cite le même article du Canard enchaîné, qui énumère plusieurs graves manquements aux normes de sécurité, indiquant par exemple que des fils électriques se trouvaient sous les combles, au risque de provoquer un court-circuit, et que sept mégots de cigarettes avaient été retrouvés sur l'échafaudage extérieur. Les enquêteurs du Canard enchaîné notent également un délai de 35 minutes pour appeler les pompiers après la première alerte incendie, ainsi qu'une absence de conformité au dispositif anti-incendie de la direction régionale des Affaires culturelles, qui prévoyait un poste de commandement (PC) sécurité 24 heures sur 24, avec deux employés rémunérés par l'État. Le Monde rapporte de nombreuses failles dans le dispositif incendie et écrit que les difficultés pour interpréter le signal d’alarme du SSI ont particulièrement retardé l’intervention des secours.
Le 6 décembre 2024, veille de la réouverture de Notre-Dame de Paris, Mediapart reprend à son compte la thèse de l'incendie déclenchée par l'électrification des cloches placées sous la flèche, qu'il considère comme la plus plausible en l'absence d'activité sur le chantier à cet endroit-là dans les jours qui ont précédé l'incendie, selon des sources concordantes. Le quotidien en ligne pointe l'« omertà » tant du côté de l'archevêché que des pouvoirs publics sur ce point, confirmée par plusieurs sources qui ont souhaité garder l'anonymat dont un architecte en chef des monuments historiques qui affirme : « Une telle cause, plausible, de l’incendie, parce qu’elle “mouille” le clergé, explique le pas de deux entre le président de la République et l’archevêque de Paris ; le premier tenant ainsi le second par la barbichette... ». Selon Maryvonne de Saint-Pulgent, haute fonctionnaire ayant eu d'importantes responsabilités au ministère de la Culture, « personne n’a intérêt à obtenir, ni même à chercher, de réponse. Ne serait-ce que pour des raisons économiques colossales, puisque les assurances ne resteraient pas inactives, au vu de l'importance du sinistre, si une responsabilité se voyait désignée. Toutes les conditions sont donc réunies pour qu'on réfléchisse indéfiniment à ce mystère... »

### Enquête judiciaire
Le parquet de Paris ouvre une enquête pour « destruction involontaire par incendie » le jour même, afin de déterminer les causes du sinistre. Celle-ci est confiée à la police judiciaire de Paris. Le préfet de police a institué, par l'arrêté no 2019-00371, un périmètre de sécurité autour de la cathédrale au sein duquel le séjour des personnes est réglementé jusqu'au 22 avril 2019. Le 21 avril 2019, le préfet de police, dans un nouvel arrêté, abroge le précédent, et fixe un nouveau périmètre de sécurité jusqu'à nouvel ordre,.
Les spécialistes du laboratoire central de la préfecture de police guident les techniciens de l'identité judiciaire pour les débuts de l'enquête, sous le contrôle des spécialistes de la procédure judiciaire à la brigade criminelle.
Selon une source policière citée par Le Monde, l'enquête devrait « marier des éléments policiers et des éléments techniques, avec des expertises qui vont être missionnées ». Les ouvriers du chantier sont entendus dès la nuit du 15 avril par les enquêteurs. Au lendemain du sinistre, le procureur de la République de Paris indique que « rien ne va dans le sens d'un acte volontaire », privilégiant ainsi la piste accidentelle. Six jours après l'incendie, « les enquêteurs restent prudents sur les circonstances du départ de feu, même si la piste d'une défaillance électrique est privilégiée. L'hypothèse d'un acte volontaire, comme celle d'un dysfonctionnement informatique, est écartée ».
Patrick Chauvet, recteur de Notre-Dame de Paris, annonce le 22 avril qu'il va déposer une plainte pour destruction involontaire après l'incendie de la cathédrale.
Le 25 avril, les techniciens de l'identité judiciaire, les enquêteurs de la brigade criminelle et les experts du laboratoire central de la préfecture de police de Paris sont autorisés à commencer leurs prélèvements et constatations in situ.
À la fin du mois de juin, les enquêteurs indiquent avoir relevé « certaines défaillances » sans avoir déterminé les causes de l’incendie, tout en écartant, « en l’état », la piste criminelle.
Dans un communiqué diffusé le 26 juin, le procureur Rémy Heitz annonce avoir « clôturé l'enquête préliminaire » ouverte le soir de l'incendie. Dans cette enquête de « 1 125 feuillets », si « aucun élément ne permet d'accréditer l'hypothèse d'une origine criminelle », les enquêteurs ont établi, « sans déterminer les causes de l'incendie », la piste « d'un dysfonctionnement du système électrique ou celle d'un départ de feu occasionné par une cigarette mal éteinte ». Ces hypothèses nécessitent « des investigations plus approfondies » devant être « réalisées dans le cadre d'une information judiciaire ouverte ce jour, contre X, du chef de dégradations involontaires par incendie par violation manifestement délibérée d'une obligation de prudence ou de sécurité imposée par la loi ou le règlement ». Trois magistrats instructeurs sont désignés pour mener ce nouveau cadre procédural d'enquête.
En juillet 2019, l'enquête est en phase de préinventaire, réalisé avec Rémi Fromont, Architecte en chef des monuments historiques.
En mars 2022, le Canard Enchaîné révèle l'existence d'une pièce à conviction en possession des enquêteurs, l'un des marteaux qui servaient à faire sonner les carillons de petites cloches, retrouvé bloqué en « position de frappe » de la cloche, pièce qui accrédite la thèse d'un court-circuit électrique. L'hebdomadaire précise qu'en 2007, les carillons des trois petites cloches de la croisée du transept avaient été électrifiées. Par la suite, trois autres cloches sur la flèche ont été automatisées. Bien que ce dispositif ait été prévu comme temporaire jusqu'à la fin des travaux de rénovation des beffrois entamés en 2011, le dispositif électrique n'a jamais été retiré à l'issue des travaux contrairement à ce qui était imposé.
En 2024, l'enquête est toujours en cours. Les 15 ouvriers impliqués dans la restauration de la flèche et suspectés initialement d'avoir fumé et mal éteint leurs mégots ont été de nouveau auditionnés et tous ont été mis hors de cause.

## Réactions

### Monde religieux et culturel

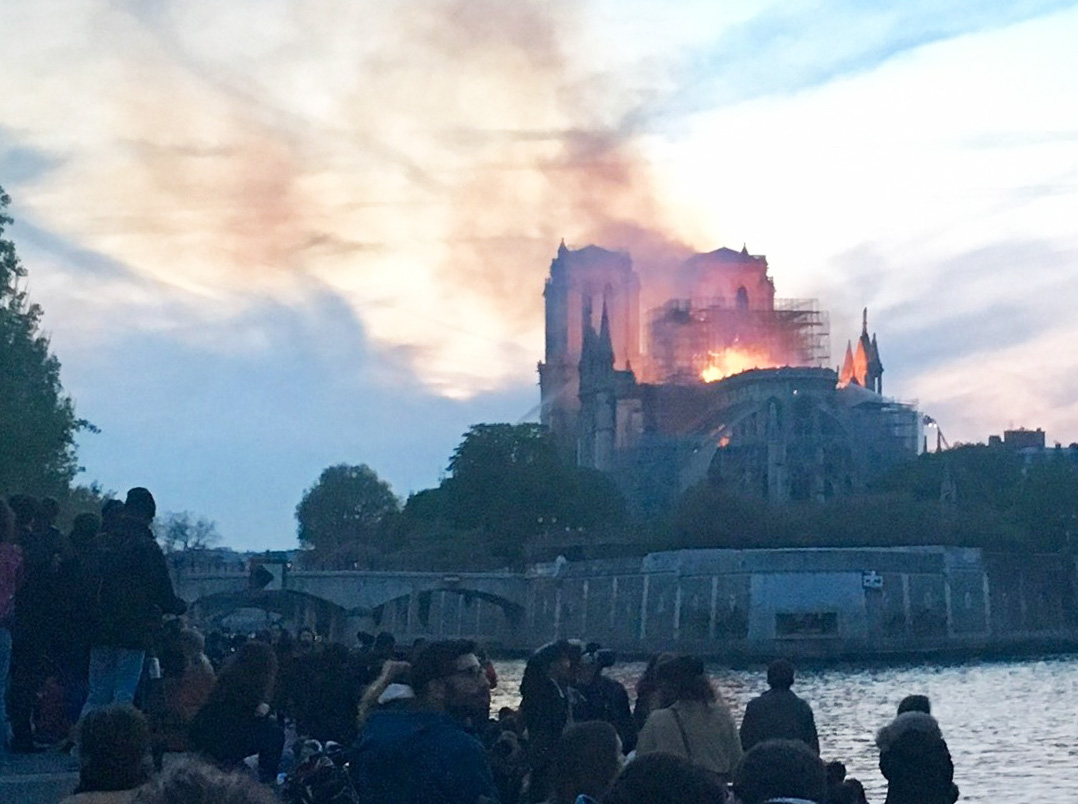
La foule assistant à l'incendie, au port de la Tournelle, à partir de.

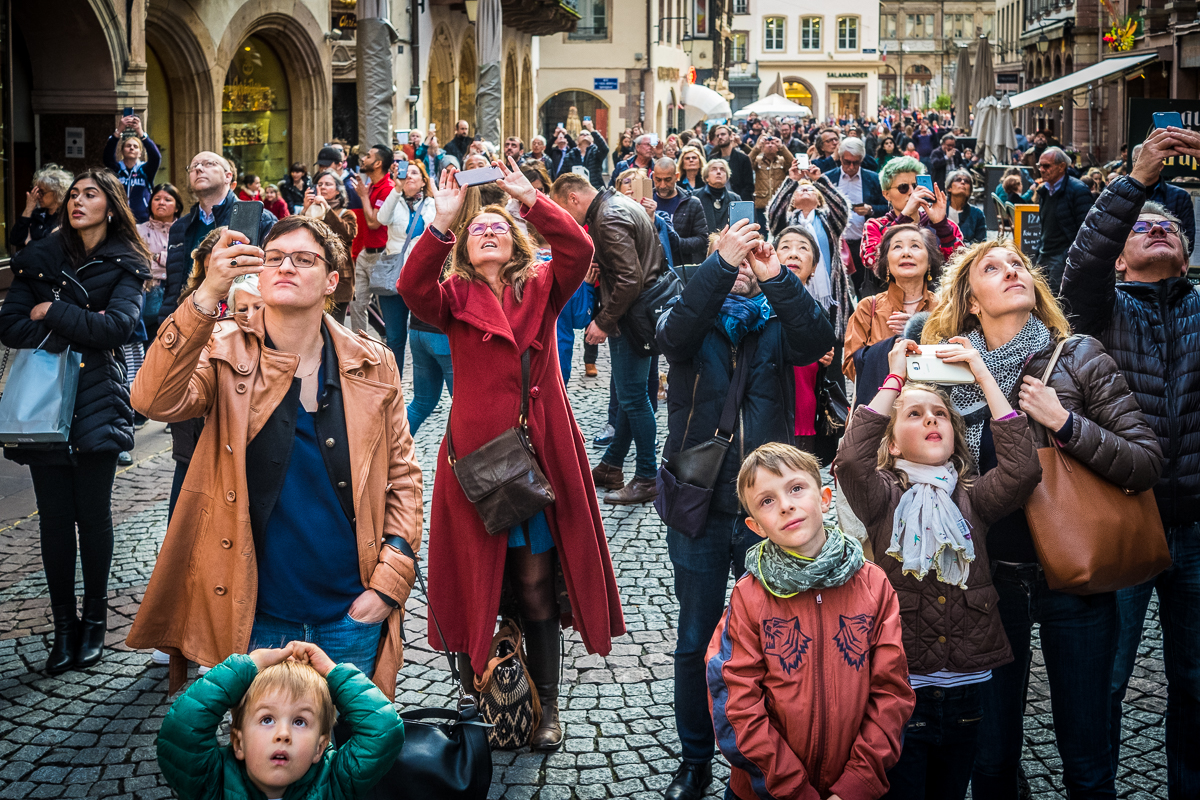
La foule réunie devant la cathédrale Notre-Dame de Strasbourg le 17 avril 2019 à, pendant la sonnerie des cloches en solidarité avec le diocèse de Paris à la suite de l’incendie de Notre-Dame de Paris.

Des milliers de personnes se rassemblent spontanément pour prier et entonner des cantiques aux abords de la cathédrale pendant l'incendie, notamment place Saint-Michel et quai de la Tournelle. À partir de 22 heures, le soir de l'incendie, des églises françaises font sonner leurs cloches comme invitation à la prière. Une procession se tient de Saint-Sulpice au quai Saint-Bernard, alors que la tour nord menace de s'effondrer et des veillées de prière s'organisent, notamment devant le parvis de la basilique du Sacré-Cœur d'où l'incendie est visible. Au lendemain du sinistre, le plénum de la cathédrale Notre-Dame de Strasbourg sonne à midi en signe de solidarité, suivi par les cloches d'une quinzaine de cathédrales européennes.
Le Saint-Siège fait part de sa tristesse et de son incrédulité. Le pape François qualifie cet incendie de « catastrophe » dans un message adressé à l’archevêque de Paris, rappelant le symbole que représente pour la chrétienté la cathédrale Notre-Dame de Paris, en France et dans le monde. L’archevêque de Monaco, Bernard Barsi, se dit en « union de prière avec tous les catholiques de France » et exprime son soutien à « tous les pompiers qui luttent pour la sauvegarde de ce haut lieu du patrimoine religieux français ». Le grand-rabbin de France Haïm Korsia adresse un message de solidarité à l'archevêque de Paris Michel Aupetit. Il exprime sa sympathie au monde catholique en déclarant : « Pâques pour les chrétiens, c’est la mort et la résurrection. Je crois qu’il faut qu’on sache qu’il y aura la résurrection de ce bâtiment qu’on voit brûler » ». Le recteur de la mosquée al-Azhar Ahmed el-Tayeb exprime sa tristesse devant « l'incendie massif qui touche le chef-d’œuvre architectural historique qu'est la cathédrale Notre-Dame de Paris. Nos cœurs sont tournés vers nos frères en France, qui méritent notre plein soutien ». Le lendemain de l'incendie, le Conseil français du culte musulman et le recteur de la mosquée de Lyon Kamel Kabtane appellent les musulmans de France à « manifester leur solidarité » et à « participer à l'effort financier » pour reconstruire la cathédrale Notre-Dame de Paris.
Au matin du 16 avril, le violoncelliste Gautier Capuçon joue sur un trottoir, en face de la cathédrale, Après un rêve, mélodie profane écrite à l'origine pour une voix et piano par Gabriel Fauré.
À l’appel de la Conférence des évêques de France, et en solidarité avec le diocèse de Paris, toutes les cloches des cathédrales et des églises de France sonnent le 17 avril à 18 h 50, heure du début de l’incendie à Notre-Dame de Paris.
Certains bâtiments arborent le drapeau tricolore en hommage à la cathédrale Notre-Dame. L'Empire State Building, le nouvel édifice qui s'élève sur le site de Ground Zero, la chapelle Notre-Dame-de-Jérusalem (Chapel of Our Lady of Jerusalem (en)) et la préfecture de police de Paris font partie des bâtiments qui se sont illuminés aux couleurs de la France.
Au soir de l'incendie, La Fenice a posté sur son compte Twitter un témoignage d'amitié et de soutien : « Nous avons été assaillis par le feu, mais par le feu nous sommes devenus plus forts qu'auparavant. Amis, nous sommes à vos côtés, ne craignez rien ! »,.
Ken Follett a également publié un message sur Twitter déclarant qu'il avait le cœur brisé. L'auteur gallois de romans historiques s'était inspiré de Notre-Dame de Paris pour décrire dans les Piliers de la Terre en 1989 la construction tout au long du XIIe siècle de la cathédrale de Kingsbridge après la destruction du prieuré par le feu.

### Au niveau national
De nombreuses personnalités et institutions de tous les domaines confondus réagissent sur différents réseaux sociaux et à la télévision[réf. nécessaire].
Le président de la République française, Emmanuel Macron, en première réaction auprès des médias, annonce sa tristesse. Anne Hidalgo, maire de Paris, déplore « un terrible incendie ». Édouard Philippe, Premier ministre, exprime sa solidarité envers les forces de l'ordre et sa tristesse dans un message publié sur Twitter. Christophe Castaner, ministre de l'Intérieur (en déplacement à Mayotte), exprime sa solidarité avec les sapeurs-pompiers et les Parisiens. Agnès Buzyn, ministre des Solidarités et de la Santé, réagit sur Twitter, et apporte notamment son soutien aux pompiers de Paris.
Au lendemain de la catastrophe, Emmanuel Macron s’adresse aux Français, déclarant notamment : « Nous rebâtirons la cathédrale plus belle encore et je veux que ce soit achevé d'ici cinq années. L'incendie de Notre-Dame nous rappelle que notre histoire ne s'arrête jamais et que nous aurons toujours des épreuves à surmonter. Nous sommes ce peuple de bâtisseurs, nous avons tant à reconstruire ». Le 17 avril, le Conseil des ministres est entièrement consacré aux suites de l'incendie de la cathédrale, selon l'Élysée. Il est suivi d'une réunion de lancement de la souscription nationale pour la reconstruction de Notre-Dame.
Nicolas Sarkozy, ancien président de la République, déclare : « la France est touchée dans sa chair, dans son identité, dans son histoire ». Son successeur, François Hollande, estime que « Notre-Dame est notre patrimoine commun, c’est une blessure de la voir ainsi ravagée par les flammes ». Pour Jean-Luc Mélenchon, député La France insoumise, « ce bâtiment est un membre de notre famille ».
Dans les jours suivants, les ventes de livres liés à la cathédrale augmentent fortement. Selon le baromètre d’Amazon, les dix-huit premières places sont de la sorte occupées, notamment par le roman de Victor Hugo, Notre-Dame de Paris, qui est largement en tête du classement et qui est en rupture de stock dans plusieurs librairies. Un phénomène comparable avait été observé quelques années plus tôt, lors des attentats de janvier 2015, où les ventes du roman Paris est une fête, d'Ernest Hemingway, s'étaient envolées, tout comme Traité sur la tolérance, de Voltaire. Les ventes de la comédie musicale Notre-Dame de Paris augmentent considérablement sur Amazon et iTunes.
Des réactions discordantes et plus polémiques se font entendre. Ainsi, Édouard Le Bert, membre du bureau national de l'organisation étudiante UNEF, et Hafsa Askar, sa vice-présidente à Lille, moquent le recueillement qui accompagne l’incendie, qualifiant l'événement de « délire de petits blancs »,.

### Reconnaissance à l'égard des sapeurs-pompiers

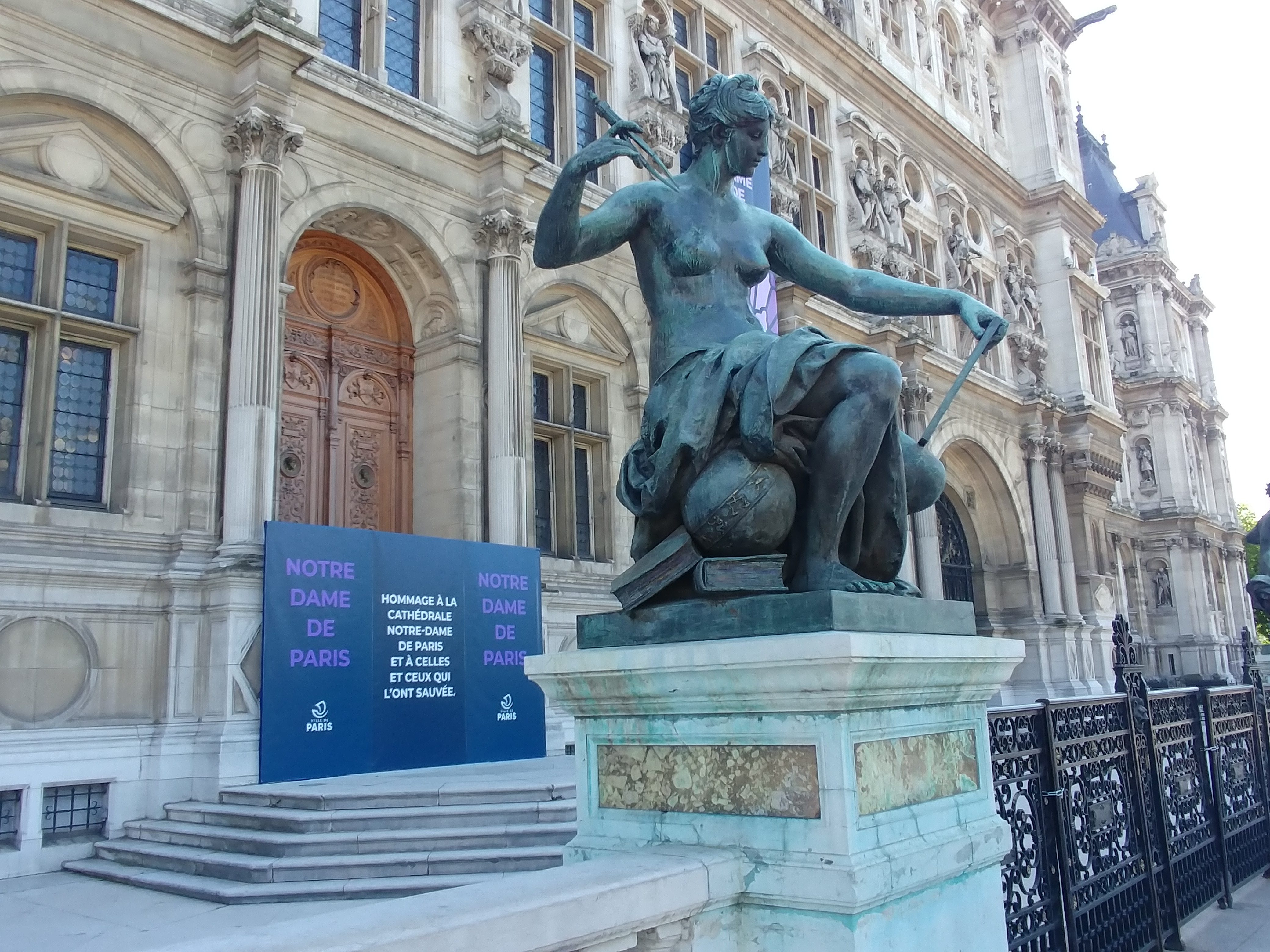
Plaque rendant hommage aux sauveteurs de Notre-Dame apposée par la mairie de Paris, devant l'hôtel de ville de Paris (20 avril 2019).

Le 15 avril 2019, les Sapeurs-pompiers de Paris sauvaient Notre-Dame. « Une part de l’âme de la France » décrivait le 1er juillet 2019 Christophe Castaner, le ministre de l’Intérieur, lors d'une cérémonie à la caserne Champerret avec Florence Parly, la ministre des Armées, lors de laquelle le drapeau de la brigade de sapeurs-pompiers de Paris a été décoré. La BSPP devient la première unité à porter, à son drapeau et à son bras, la fourragère d’or pour actes de courage et de dévouement[réf. nécessaire].
En hommage à leur sens du devoir et à leur engagement, la médaille de vermeil d'honneur pour actes de courage et dévouement est également décernée à titre individuel à une dizaine de militaires de la Brigade de Sapeurs-Pompiers de Paris, parmi les plusieurs centaines déployées, pour leurs actions décisives lors de la nuit du 15 avril 2019. Parmi eux, figurent le général de division Jean-Claude Gallet, commandant la BSPP, le général de brigade Jean-Marie Gontier, commandant en second et commandant des opérations de secours, le colonel Joseph Dupré la Tour, le lieutenant-colonel Ronan le Barbier de Blignières, le capitaine Franck Bonnier, le capitaine Jean-Baptiste Repain, le capitaine Marc Porret-Blanc, l'adjudant-chef Jérôme Demay ou encore le sergent-chef Rémi Lemaire.

### À l’étranger
De nombreuses personnalités (chefs d'État et maires de grandes villes mondiales, ainsi que des personnalités internationales) et institutions ont réagi dès qu'elles ont été informées de l'événement[réf. nécessaire].

### Couverture médiatique

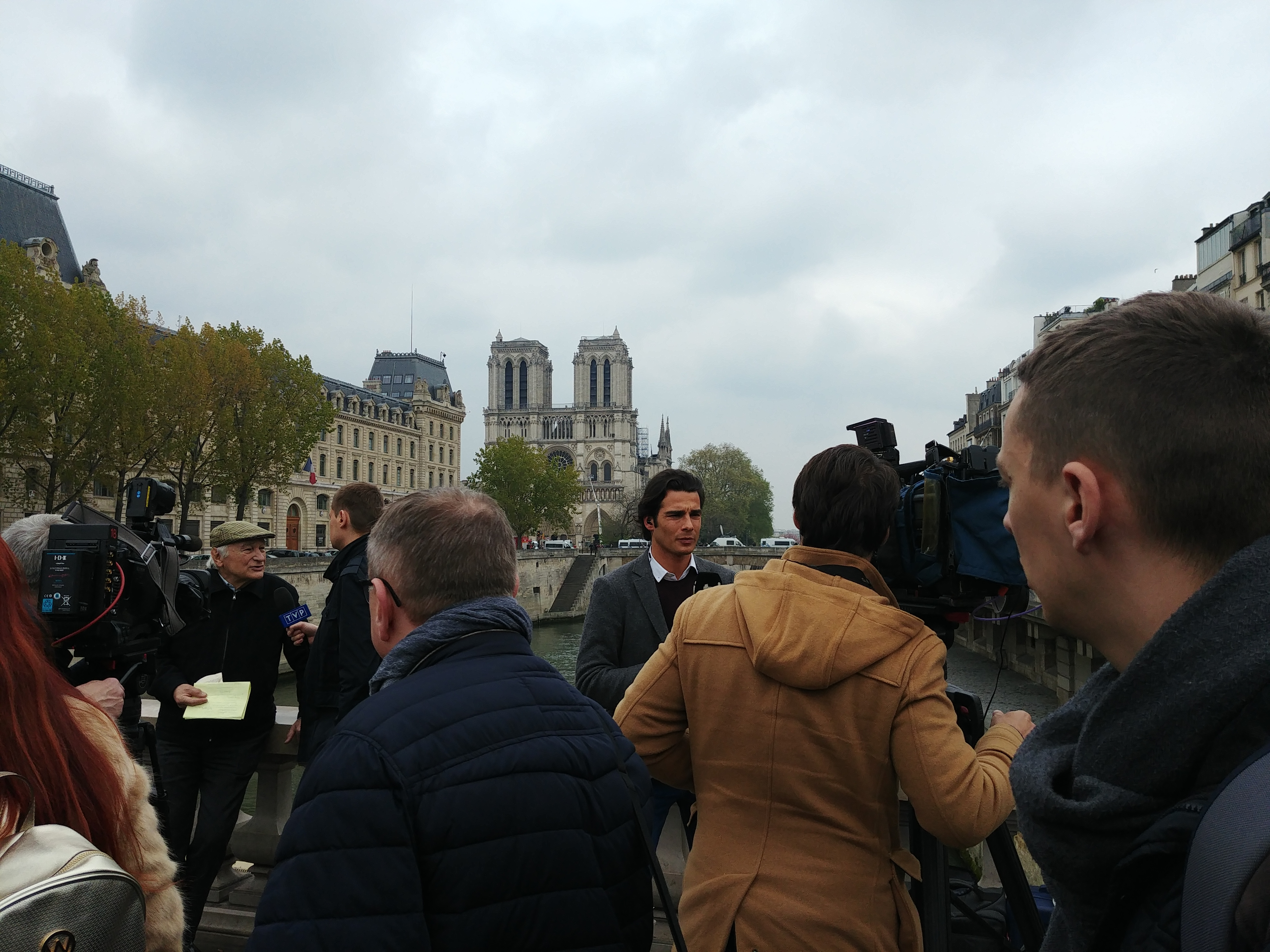
L'incendie de Notre-Dame de Paris est l'objet d'une couverture médiatique importante.

Les chaînes d'information en continu nationales et internationales couvrent l'événement,. Les deux principales chaînes de télévision de France, TF1 et France 2, y consacrent leur soirée. France 3 et M6 prennent l'antenne en fin de soirée pour une édition spéciale. Différentes chaînes d'information internationales y consacrent de longs directs, comme CNN ou la BBC. L'événement fait la une des principaux journaux télévisés en Allemagne et en Italie et plus généralement dans le monde entier. La presse japonaise souligne que la cathédrale était un des rares lieux touristiques au monde où il était possible d'entrer librement.
Le lendemain, le 16 avril, la cathédrale en feu apparaît dans les unes de journaux de plusieurs pays.
Plusieurs chaînes de télévision française déprogramment certaines émissions comme TF1 qui diffuse un numéro spécial de Qui veut gagner des millions en première partie de soirée, consacré à la reconstruction de la cathédrale. France 2 diffuse un numéro spécial d’Envoyé spécial et présente une émission, animée par Stéphane Bern, afin de récolter des dons. Un grand concert réunit de nombreux artistes et près de deux millions de téléspectateurs. Lors de cette soirée, le ministre de la Culture, Franck Riester, a déclaré que la cathédrale était « presque sauvée » et la ministre des armées, Florence Parly, transmettra en direct un message vidéo provenant du porte-avions Charles-de-Gaulle où on peut voir les marins former sur le pont du porte-avions le dessin de la façade de la cathédrale et le mot Paris en bleu-blanc-rouge,. W9 diffuse un numéro spécial d'Enquête d'action consacré aux pompiers de Paris et la comédie musicale Notre-Dame de Paris rediffusée sur M6 quelques jours plus tard en deuxième partie de soirée,. Arte diffusera le film Quasimodo, le bossu de Notre-Dame. TFX propose un Appels d'urgence spécial consacré aux pompiers de Paris. TF1 Séries Films propose la rediffusion du film franco-italien Notre-Dame de Paris de Jean Delannoy. France 5 propose un numéro spécial en direct de La Grande Librairie, entièrement consacré à Notre-Dame. RMC Découverte propose aussi une soirée spéciale avec la diffusion du documentaire Au cœur de Notre-Dame.

### Choix des moyens d'intervention
En réaction aux propos du président américain Donald Trump sur l'utilisation des avions Canadair pour combattre l'incendie, de nombreux médias expliquent l'inanité et le danger d'une telle action. D'abord parce que l'utilisation d'un avion bombardier d'eau « ce serait comme jouer au bowling avec la cathédrale, tout s'effondrerait », répond mardi le porte-parole de la Sécurité civile,. Le doute sur une intervention aérienne est levé en raison de l'éloignement des appareils, basés près de Nîmes, à deux heures de vol de Paris : ils n'auraient pu intervenir de nuit en raison de la législation et du danger du vol de nuit en basse altitude. Concernant les hélicoptères bombardiers d'eau, ce type d'appareil ne semble pas exister en région parisienne.
L’intervention terrestre est rendue complexe par le manque de moyens adaptés aux caractéristiques du monument. En effet, il culmine à 69 mètres et les grandes échelles permettent de monter à 30 mètres de haut tandis que les bras élévateurs montent à 45 mètres.

## Actions de réhabilitation et de reconstruction

### Statut de l'édifice et assurances
La cathédrale Notre-Dame de Paris n’était pas assurée auprès d'une compagnie d'assurance par l'État, son propriétaire, puisqu'il est son propre assureur. La portée de l'assurance souscrite par l'association diocésaine, affectataire de la cathédrale, était en cours d'analyse par son assureur quelques jours après l'incendie, mais ne concernerait que les objets cultuels et les œuvres d'art détenues ou conservées par elle. Le montant d'éventuelles indemnisations au titre des sociétés intervenues dans les opérations de rénovation débutantes, si leur responsabilité était retenue, serait dans tous les cas insuffisantes pour couvrir les travaux de reconstruction,.

### Financement

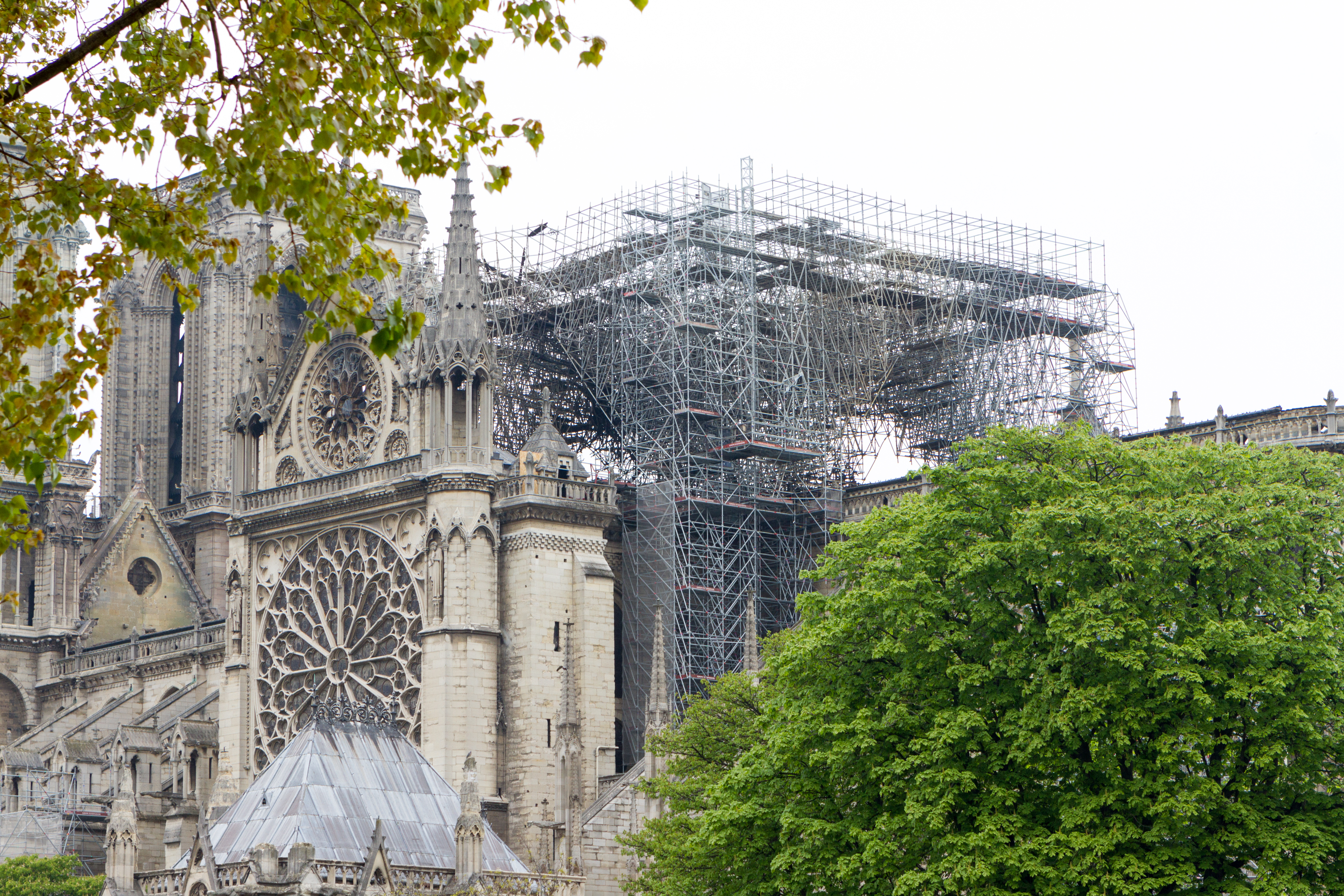
La cathédrale au lendemain de l'incendie.

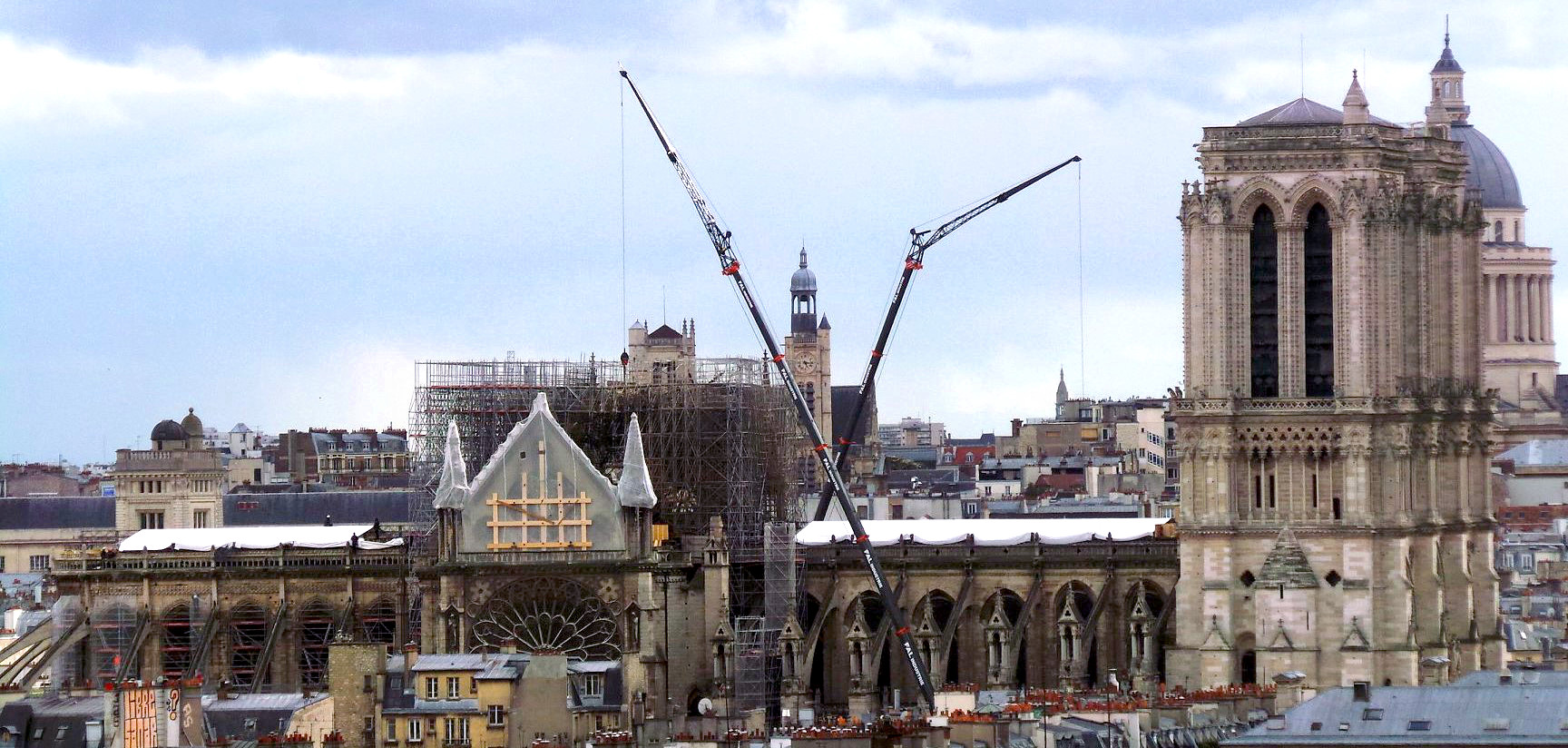
Notre-Dame de Paris en grande partie bâchée le 25 avril 2019.

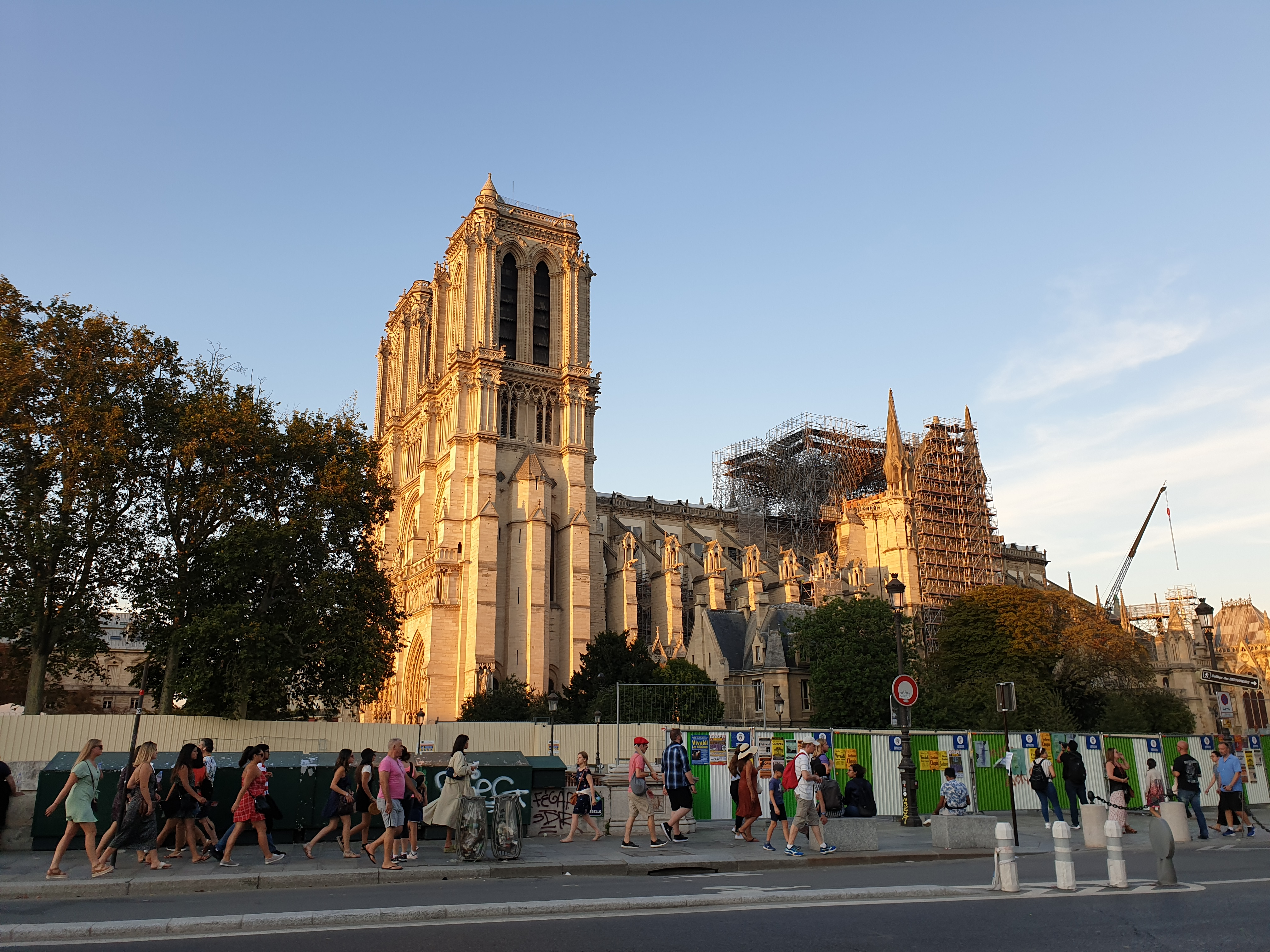
Chantier de Notre-Dame en août 2019.

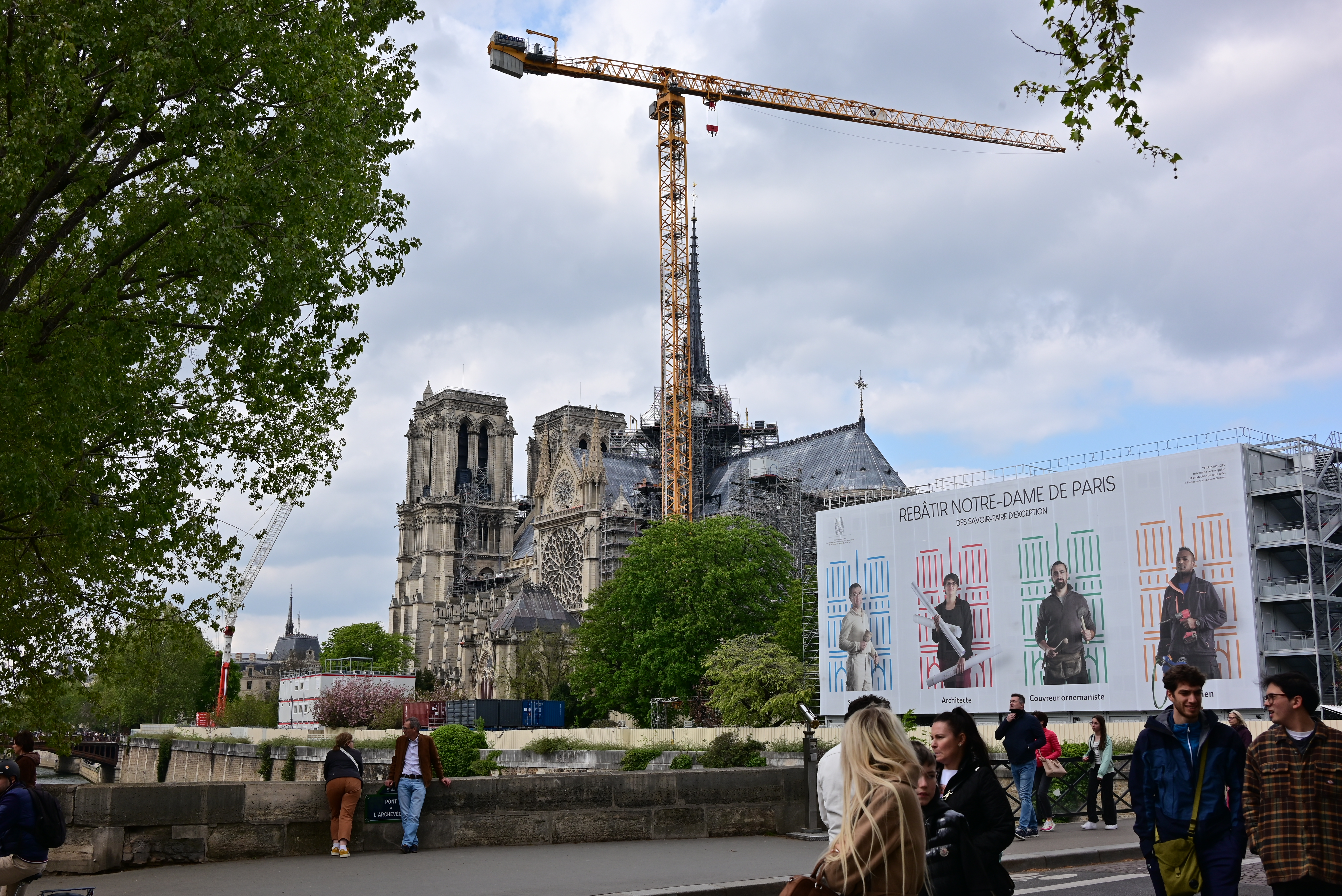
La cathédrale Notre Dame de Paris en 2025.

L'incendie de la cathédrale a eu un retentissement mondial. Stupéfiées par cet évènement encore en cours, des personnes ont immédiatement voulu exprimer leur attachement au monument par des dons financiers et en nature que l'État essaye d'organiser, de façon à permettre la rénovation de Notre-Dame[réf. nécessaire].

#### Cadre pour les donations
À la suite du Conseil des ministres du 17 avril 2019 consacré à la reconstruction de la cathédrale, un projet de loi sera proposé pour apporter, selon les propos du Premier ministre Édouard Philippe, « les garanties de transparence et de bonne gestion » dans la gestion des dons,.
Le Gouvernement, par l’intermédiaire de son site internet « Rebâtir Notre-Dame », organise la collecte des dons des particuliers à travers quatre acteurs : Centre des monuments nationaux, Fondation de France, Fondation Notre-Dame et Fondation du patrimoine.
Avant l'incendie et en soutien aux travaux de restauration entrepris en 2018, la convention-cadre, conclue le 25 septembre 2018 entre l'État, la Fondation Notre-Dame, l'organisme américain de type 501c3 Friends of Notre-Dame de Paris et la Fondation Avenir du patrimoine à Paris (FAPP) afin d'accélérer le rythme des travaux, prévoyait que les financements privés devaient être centralisés par la FAPP, l'État s'engageant, dans la limite de 4 millions par an, à augmenter sa subvention annuelle d'un euro supplémentaire pour chaque euro récolté par le mécénat privé.
Le délégué à la Fondation Notre-Dame indique que « les œuvres sociales, charitables sont indissociables de la construction d'un édifice religieux » en précisant que « si la cathédrale appartient à l'État, la Fondation Notre-Dame se montrera tout de même attentive sur la répartition des fonds, notamment en soulignant l'importance de refinancer les installations techniques qui rendent l'édifice utilisable pour célébrer les offices ». Il précise que le don de la famille Arnault est accueilli dans le fond de la Fondation Notre-Dame, venant compléter les trois millions d'euros collectés jusque-là.
Le Gouvernement français annonce un cadre légal pour les donations dévolues à la réparation de la cathédrale, accompagnées d'incitation fiscale pour les particuliers (75 % au lieu de 66 %). Un dispositif fiscal spécifique pour les dons de particuliers est promis par le gouvernement (déduction fiscale pour les particuliers à hauteur de 75 % pour des dons jusqu'à 1 000 euros, puis 66 % au-delà de ce montant, avec un plafonnement à 20 % du revenu imposable).

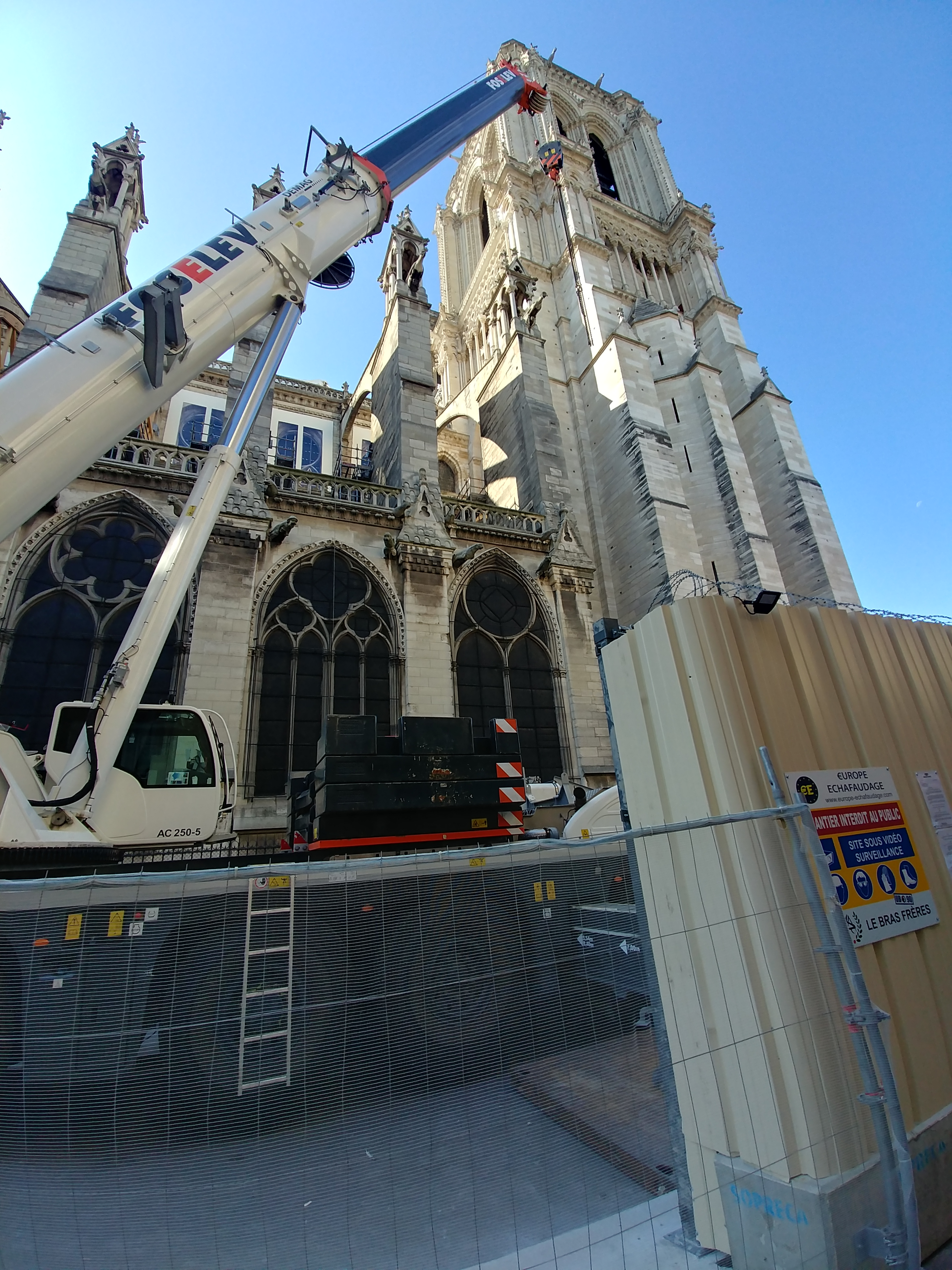
Notre-Dame de Paris en travaux en septembre 2019.

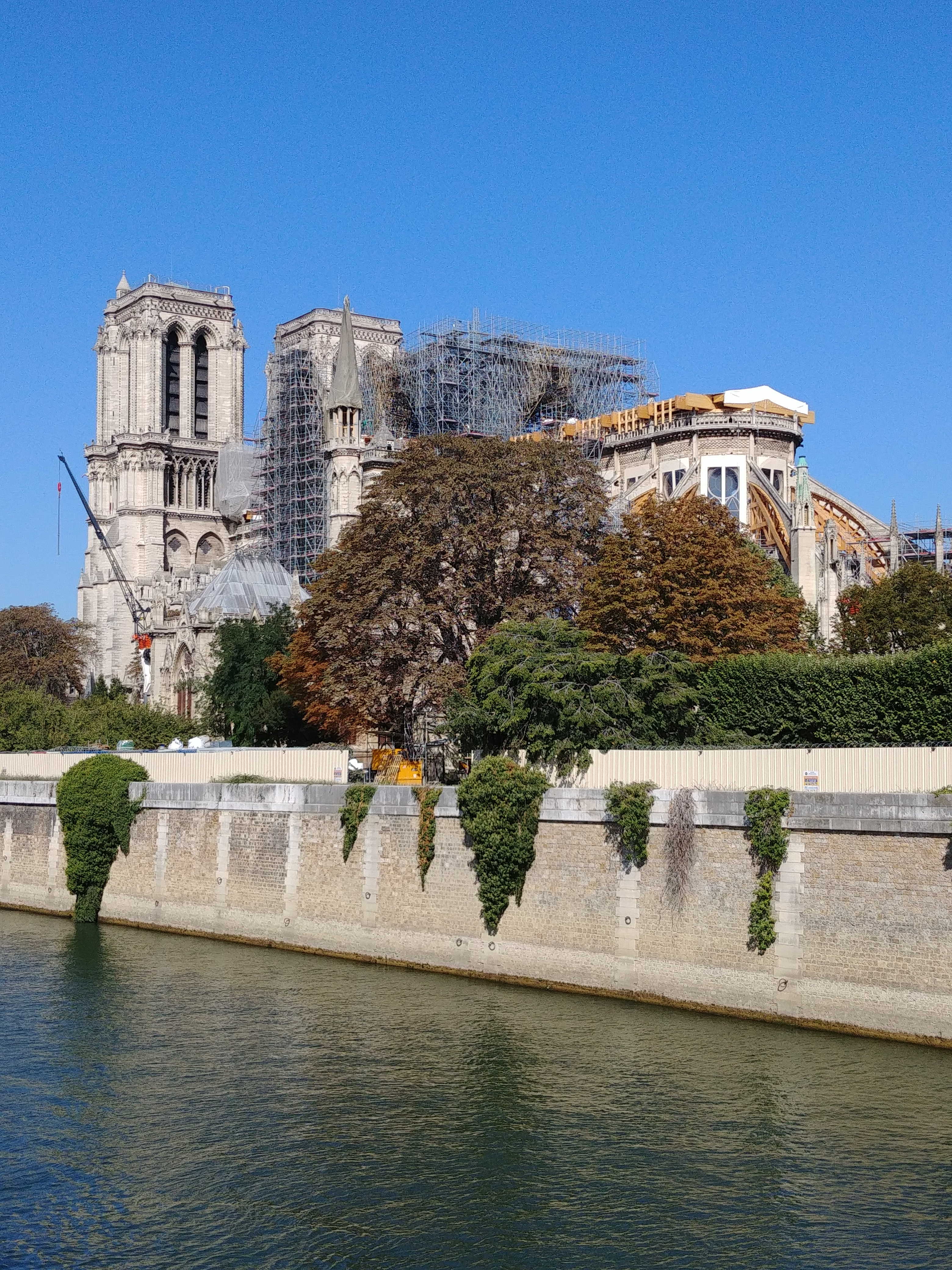
Notre-Dame de Paris en travaux en septembre 2019.

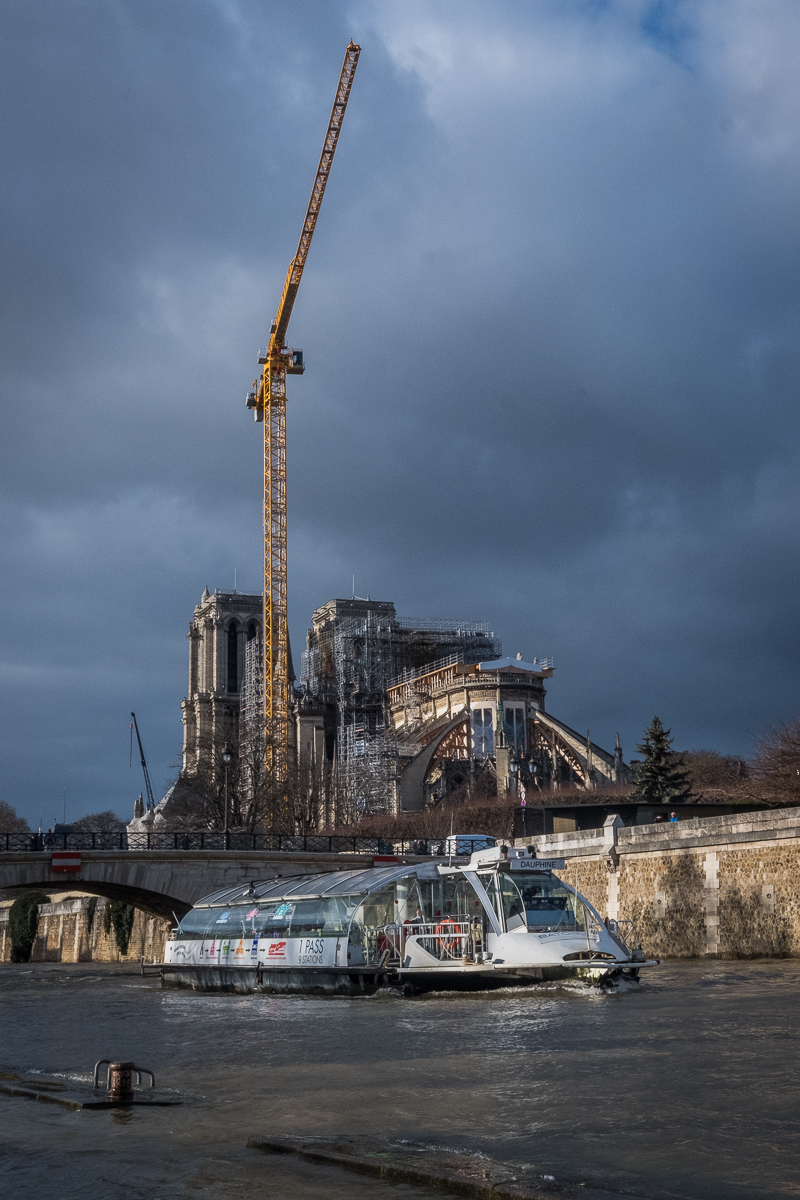
Une grue de 80 m de hauteur, utilisée pour le démontage de l’échafaudage (4 février 2020).

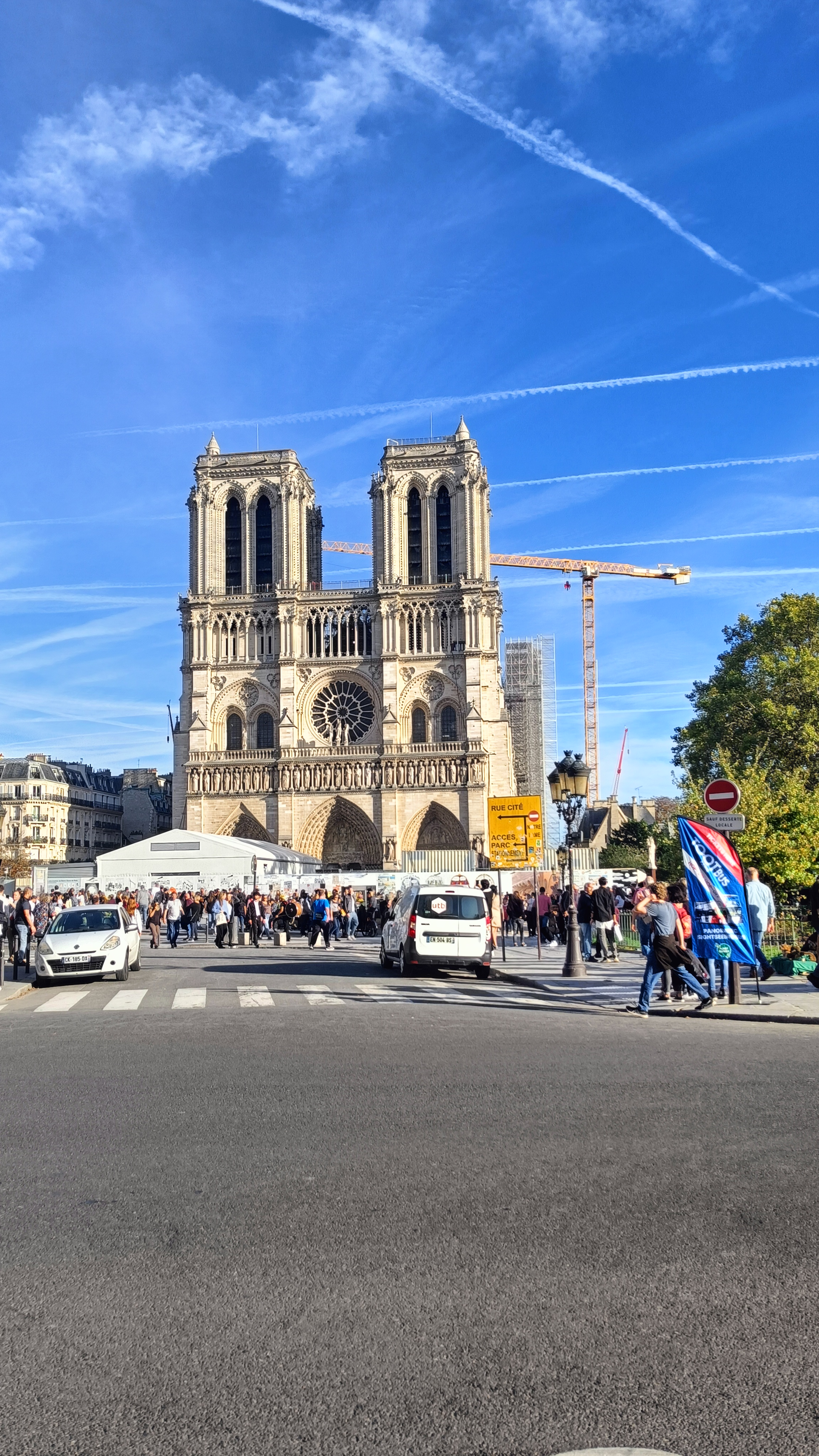
Notre Dame de Paris en travaux, octobre 2022.

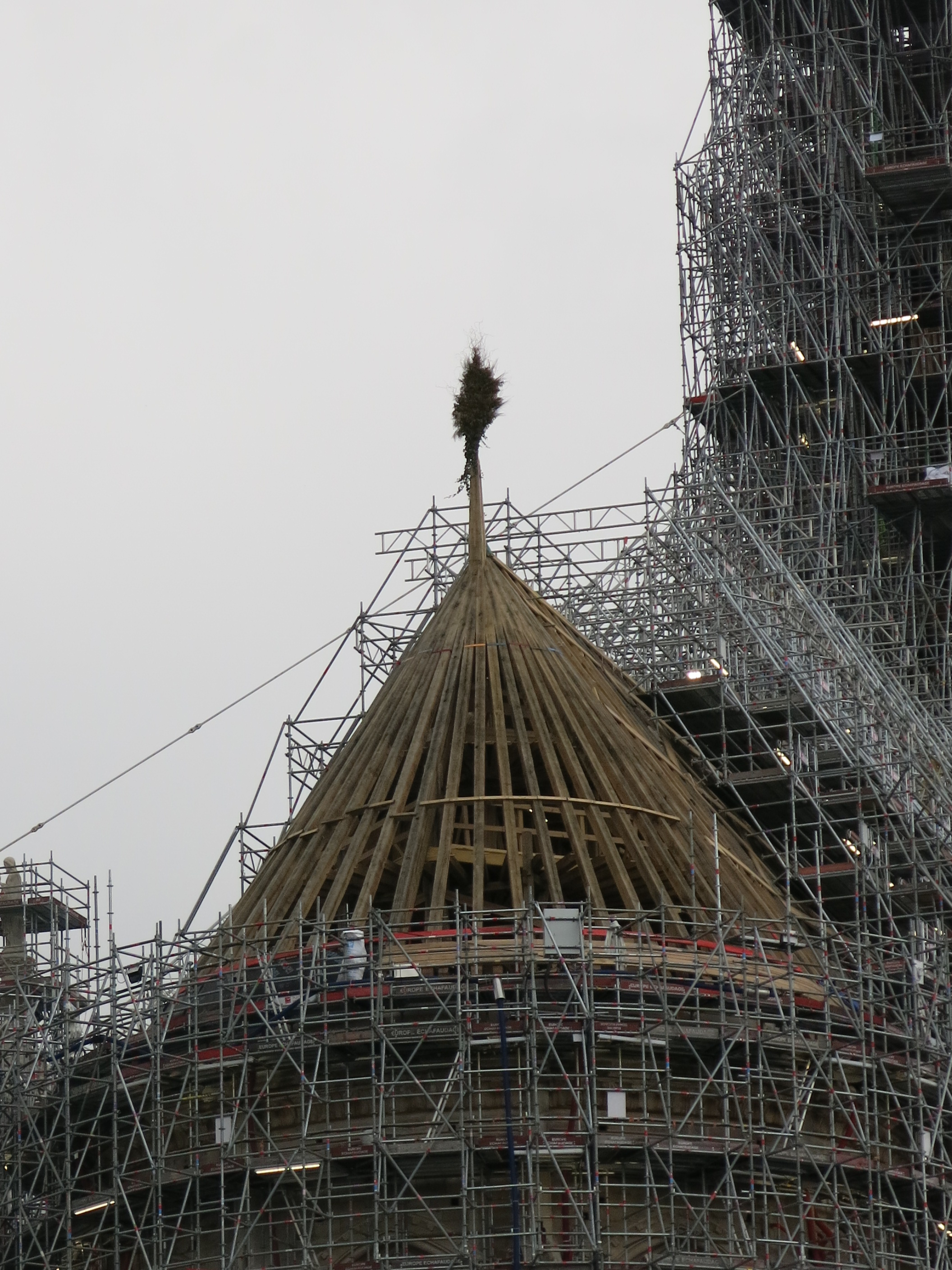
La pose traditionnelle du bouquet de fleurs sur le sommet de l'abside, le 12 janvier 2024, symbolise l'achèvement de la charpente médiévale du chœur de la cathédrale.

#### Controverse sur la légalité des subventions publiques
Plusieurs avocats soulèvent ce qui est selon eux un point d'illégalité sur les subventions débloquées par les villes ou collectivités locales situées en dehors de l'Île-de-France pour aider à la reconstruction de la cathédrale,. Les avocats indiquent que les subventions des collectivités doivent répondre d'un intérêt local.
Le Conseil d'État, saisi le 18 avril 2019 dans le cadre de la proposition de loi pour la reconstruction de Notre-Dame, rappelle aux collectivités non concernées territorialement qu'elles ne peuvent verser de dons.
La proposition de loi « pour la restauration et la conservation de la cathédrale Notre-Dame de Paris » propose un fondement légal pour les collectivités qui souhaitent donner en dehors de leurs compétences territoriales.

#### Dons et promesses de dons monétaires
Au soir de l'incendie, le président Emmanuel Macron annonce la mise en place d’une souscription nationale pour rebâtir la cathédrale. Le Premier ministre réunit le lendemain les ministres de la Culture et des Comptes publics, ainsi que le secrétaire d’État à l'Intérieur, pour préparer un « plan de reconstruction » de Notre-Dame.
Rapidement, des citoyens, associations et élus émettent l'idée de créer des souscriptions afin de financer la reconstruction de l’édifice,. La Fondation du patrimoine lance dès le 16 avril une « collecte nationale » pour rassembler des fonds.
Le site de la Fondation du patrimoine est saturé par l’afflux de visiteurs le soir de l'incendie. La plateforme en ligne Leetchi ouvre une page liée au financement des réparations. Au total, les dons des grandes fortunes et entreprises de France s’élèveraient au 17 avril 2019 à 600 millions de promesses de dons. Les dons importants émanant des grandes fortunes françaises suscitent cependant une controverse dans le monde politique, en raison de la déduction fiscale de 66 % dont elles peuvent bénéficier au titre de la niche fiscale sur le mécénat. Les familles Pinault et Arnault indiquent qu'elles n'utiliseront pas l'avoir fiscal attaché à ces dons.
Le monde de la construction fait également des annonces : Vinci s'engage à apporter un mécénat de compétences et annonce sa participation financière à la souscription, tout comme la famille Duval (A&D). L'entreprise lance également un appel à une union du secteur français du BTP. Groupama annonce vouloir offrir 1 300 chênes pour la reconstruction de la charpente.
Exprimant « son immense tristesse », le Conseil français du culte musulman (CFCM) lance un appel aux dons auprès des musulmans de France.
Dans le secteur sportif, côté hippisme, il est décidé de rebaptiser le Prix du président de la République, qui doit se tenir dimanche de Pâques à Auteuil, du nom de la cathédrale et « d’en reverser le bénéfice au profit de la reconstruction » du monument. SRO Motorsport annonce également verser la somme de 50 000 euros pour financer la reconstruction de l'édifice. Le Comité international olympique promet ensuite un don de 500 000 euros.[réf. nécessaire]
La ville hongroise de Szeged annonce faire un don de 10 000 euros, en mémoire de l'aide qu'elle avait reçue de Paris en 1879 pour sa reconstruction à la suite d'une inondation dévastatrice,. La French Heritage Society (siège à New York), association américaine à but non lucratif qui aide à la préservation du patrimoine français, qu'il se trouve en France ou aux États-Unis, a mis en place un fonds pour recueillir les donations qui seront nécessaires à la reconstruction de la cathédrale. La philanthrope brésilienne Lily Safra fait un « don important », soit 10 millions d'euros à la Fondation du patrimoine, dès le lendemain de l'incendie,. Apple, par la voix de Tim Cook, s'engage également à faire un don. L'université Notre-Dame-du-Lac aux États-Unis promet un don de 100 000 dollars pour « une église dont l'architecture gothique exquise a élevé vers Dieu les esprits et les cœurs pendant des siècles », selon son président. La Serbie, au nom de « l'amitié centenaire avec le peuple français », donne un million d'euros pour reconstruire la cathédrale.
Ubisoft en plus d'un don de 500 000 euros offre temporairement en téléchargement son jeu vidéo Assassin's Creed Unity, qui contient notamment une reproduction détaillée de la cathédrale. Facebook et Amazon mettent en place des cagnottes afin de récolter de l'argent pour financer la reconstruction de la cathédrale. Les diocèses de Paris et de Monaco lancent des cagnottes sur la plateforme Leetchi,.
Les éditions Robert Laffont publient le 9 mai un communiqué annonçant que Ken Follett reversera à la Fondation du patrimoine les bénéfices du livre et les droits d'auteur attachés au texte inédit qu'il fera paraître le 13 juin pour participer à l'œuvre de reconstruction.
Un mois après l’incendie, la Fondation du patrimoine décide d’interrompre sa collecte de dons pour la reconstruction de la cathédrale pour des cas plus « urgents ».
Au total, en décembre 2024, 846 millions d'euros de dons sont récoltés auprès de 340 000 donateurs, de 150 pays différents,

#### Promesses de dons
Le tableau suivant reprend les principales promesses de dons, par ordre décroissant :
| Donateur | Type                  | Origine                  | Montant (en euros)               |
| --- | --------------------- | ------------------------ | -------------------------------- |
| Famille Arnault & LVMH                                                                                          | Privé/entreprise      | France                   | 200 millions                     |
| Famille Bettencourt & L'Oréal                                                                                   | Privé/entreprise      | France                   | 200 millions                     |
| Famille Pinault & Artémis                                                                                       | Privé/entreprise      | France                   | 100 millions                     |
| France-Total | Privé/entreprise      | France                   | 100 millions                     |
| JCDecaux | Privé/entreprise      | France                   | 20 millions                      |
| BNP Paribas | Privé/entreprise      | France                   | 20 millions                      |
| AXA | Privé/entreprise      | France                   | 10 millions[source insuffisante] |
| Famille Bouygues                                                                                                | Privé                 | France                   | 10 millions                      |
| Fimalac | Privé/entreprise      | France                   | 10 millions                      |
| Famille Safra                                                                                                   | Privé                 | Brésil États-Unis Israël | 10 millions                      |
| Société générale                                                                                                | Privé/entreprise      | France                   | 10 millions                      |
| BPCE | Privé/entreprise      | France                   | 10 millions                      |
| Sanofi | Privé/entreprise      | France                   | 10 millions                      |
| Financement public                                                                                              |                       |                          |                                  |
| Mairie de Paris                                                                                                 | Public                | France                   | 50 millions                      |
| Départements d'Île-de-France (sans Paris)                                                                       | Public                | France                   | 20 millions                      |
| Région Île-de-France                                                                                            | Public                | France                   | 10 millions                      |
| Région Auvergne-Rhône-Alpes                                                                                     | Public                | France                   | 2 millions                       |
| Région Occitanie                                                                                                | Public                | France                   | 1,5 million                      |
| Serbie (premier don officiel d'un pays)                                                                         | Public                | Serbie                   | 1 million,                       |
| Organismes labellisés « Rebâtir Notre-Dame »                                                                    |                       |                          |                                  |
| Fondation du patrimoine (y compris le don de 100 millions d'euros de Total, accueilli dans son fonds)           | Organismes labellisés | France                   | ~164 millions                    |
| Fondation de France                                                                                             | Organismes labellisés | France                   | ~25 millions                     |
| Fondation Notre-Dame (y compris le don de 200 millions d'euros de la famille Arnault, accueilli dans son fonds) | Organismes labellisés | France                   | ~211,3 millions                  |
| Centre des monuments nationaux                                                                                  | Organismes labellisés | France                   | ~3 millions                      |

#### Dons en nature
En parallèle, des promesses de dons en nature sont faites par différentes organisations, notamment :
- Groupama, qui propose de donner 1 300 chênes centenaires pour la reconstruction de la charpente en bois[298] ;
- ArcelorMittal, qui offre de l'acier pour contribuer à la reconstruction, et propose également ses compétences en matière de construction et d'architecture[299] ;
- EDF, qui propose ses compétences et son expertise dans les réseaux électriques de secours et la sécurisation des chantiers électriques[300] ;
- Air France, qui propose d'assurer le transport gratuit des acteurs officiels qui participeront à la reconstruction de la cathédrale[301] ;
- le Chili, qui propose du cuivre et du bois[302] ;
- le Canada, qui propose du bois et de l'acier[303].

#### Autres actions caritatives liées à l'incendie
Le club de football PSG met en vente un maillot floqué avec Notre-Dame, au profit des associations liées aux pompiers,. Sur iTunes, un album de soutien à l'effort de reconstruction de Notre-Dame est mis en avant dans le carrousel.
La Monnaie de Paris réédite une série de plusieurs médailles et pièces allant de 8 euros à 2 200 euros. Le magazine La Vie sort un numéro spécial de 68 pages à 10 euros, dont 2 euros doivent être reversés pour la reconstruction de la cathédrale. Une vente aux enchères de grands crus organisée par le domaine viticole Château Mouton Rothschild permet de récolter environ 871 000 euros.
Le pont du Gard reverse les recettes de sa billetterie, don estimé à plus de 25 000 euros. Les principaux opérateurs téléphoniques, Orange, Bouygues Telecom et SFR, mettent en place un numéro spécial permettant à tout le monde de faire un don en envoyant un SMS.
Certaines enseignes de supermarché proposent des dons à l’arrondi en caisse pour financer la reconstruction. Le groupe Auchan met en vente un album Notre Dame. Les Galeries Lafayette font un don d'un million d'euros aux Sapeurs Pompiers de Paris. Le groupe Carrefour annonce une grande collecte dans ses magasins, un abondement de la fondation Carrefour et un million de repas à ceux qui vont œuvrer sur le chantier.

### Premières évaluations et mise en sécurité
Deux jours après l’incendie, le ministre de la Culture Franck Riester estime que la structure principale est sauvée, mais les architectes, dont Philippe Villeneuve (architecte en chef des monuments historiques) et son prédécesseur Benjamin Mouton, sont inquiets des effets des eaux d’extinction. L’effondrement de la flèche en feu, puis du reste de la charpente ont aussi créé un choc mécanique important et les pierres de la voûte calcinée sont probablement fragilisées. Les pierres tendent à se transformer en chaux, et les jets d'eau lancés par les pompiers leur ont fait subir un choc thermique supplémentaire. Le pignon du transept nord et une partie de la tour sud sont probablement aussi fragilisés.
Dans les quarante-huit heures suivant la catastrophe, des travaux de consolidation sont entrepris, notamment pour le pignon nord qui doit être déposé,.
Pour protéger la cathédrale de la pluie, une bâche sera installée très rapidement. Elle devrait prendre la forme d'un toit pointu, plus haut que l'ancien toit de la cathédrale, afin de laisser un certain espace de travail aux artisans qui œuvreront à la reconstruction de la charpente. Selon Franck Riester, « s'il se mettait à pleuvoir, il y aurait une accumulation d'eau et ça pèserait sur la voûte ». En cas de précipitations, l'eau pourra ainsi s'écouler le long des parois de la bâche.
Au 18 avril 2019, le ministre de la Culture, Franck Riester, évoque trois points de fragilité majeurs, :
1. le pignon nord du transept menace de s'écrouler et des travaux de consolidation sont réalisés dans la nuit du 21 avril ;
2. le pignon occidental est très fragilisé, la statue de l'ange est fendue sur toute sa hauteur ;
3. l'angle de la tour sud ayant surchauffé, les pierres sont devenues friables, augmentant le risque que les chimères s'effondrent. Une opération pour les déposer est lancée.

Il exprime aussi son inquiétude sur trois points problématiques dus à l'effondrement de la voûte au niveau de la nef, de la croisée et du bras nord du transept. Un programme de consolidation par échafaudages est mis en place dès le 18 avril 2019 pour limiter le risque d'effondrement des autres parties de la voûte. Un filet de protection est posé le 22 avril sur les deux rosaces pour éviter les chutes de pierres.
L'architecte en chef de Notre-Dame, Philippe Villeneuve, fait part de ses craintes sur les intempéries à venir, malgré la mise en place du grand parapluie. Les voûtes sont équipées de capteurs de mouvement afin d'avertir le personnel qui travaille sur le site.
Quatre architectes en chef sont nommés pour la reconstruction de la cathédrale. L'architecte en chef Charlotte Hubert annonce que les vitraux supérieurs pourront être facilement retirés dès le 24 avril. L'objectif de leur dépose est de permettre d'installer un plancher sous la voûte du transept afin de consolider celle-ci mais aussi de permettre les travaux au niveau du sol.
Une étude de Paolo Vannucci, ingénieur du CNRS, démontre une perte de l'ordre de 60 % de la résistance au vent de la structure, en raison des effondrements de la voûte, mais aussi de la perte de la capacité de résistance en compression des pierres surchauffées. D'après lui, des tests et des mesures devront être réalisés pour déterminer si la voûte sera à reconstruire entièrement ou simplement à restaurer.

#### Assainissement du site
Les 300 tonnes de plomb fondu de la flèche, les eaux d'extinction et les cendres vont nécessiter une attention particulière lors de l'assainissement du site afin de limiter les pollutions toxiques,. L'organisation de surveillance de la qualité de l'air Airparif procède à des analyses en laboratoire des filtres sur le risque lié au plomb.

### Sécurisation et restauration des œuvres

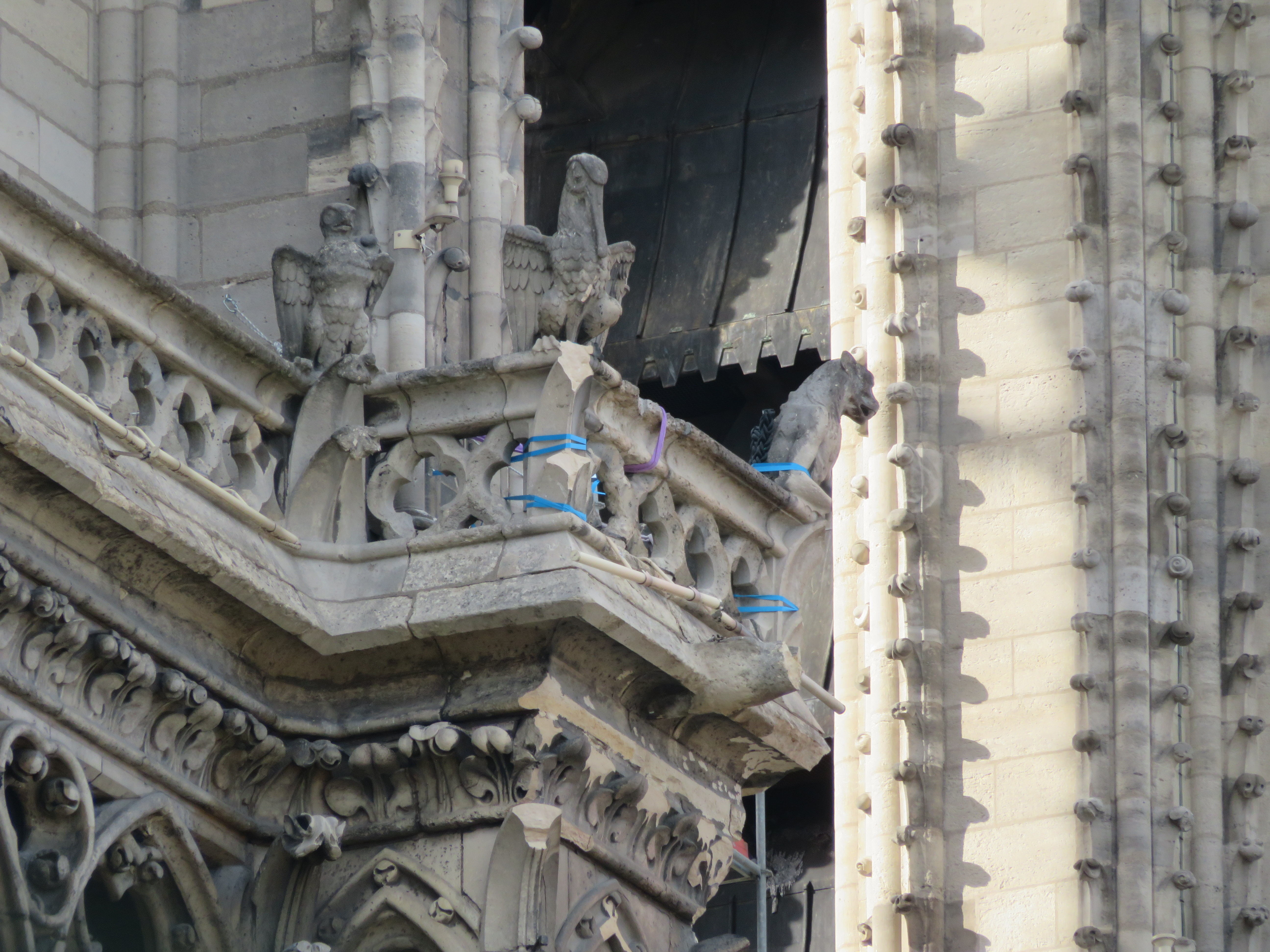
Consolidation de la galerie des chimères de Notre-Dame de Paris (21 avril 2019).

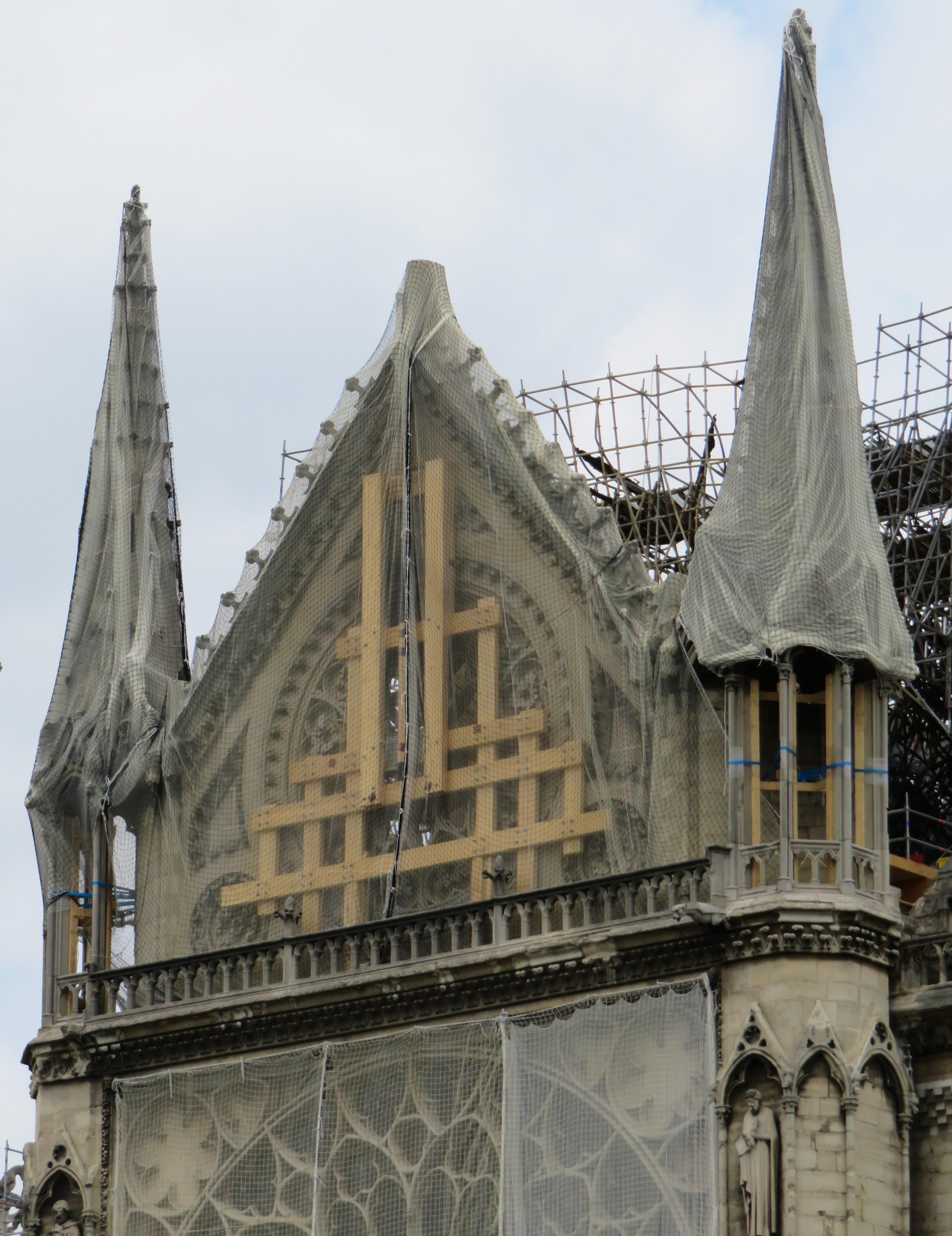
Protection de la rosace et du pignon de la façade sud (31 mai 2019).

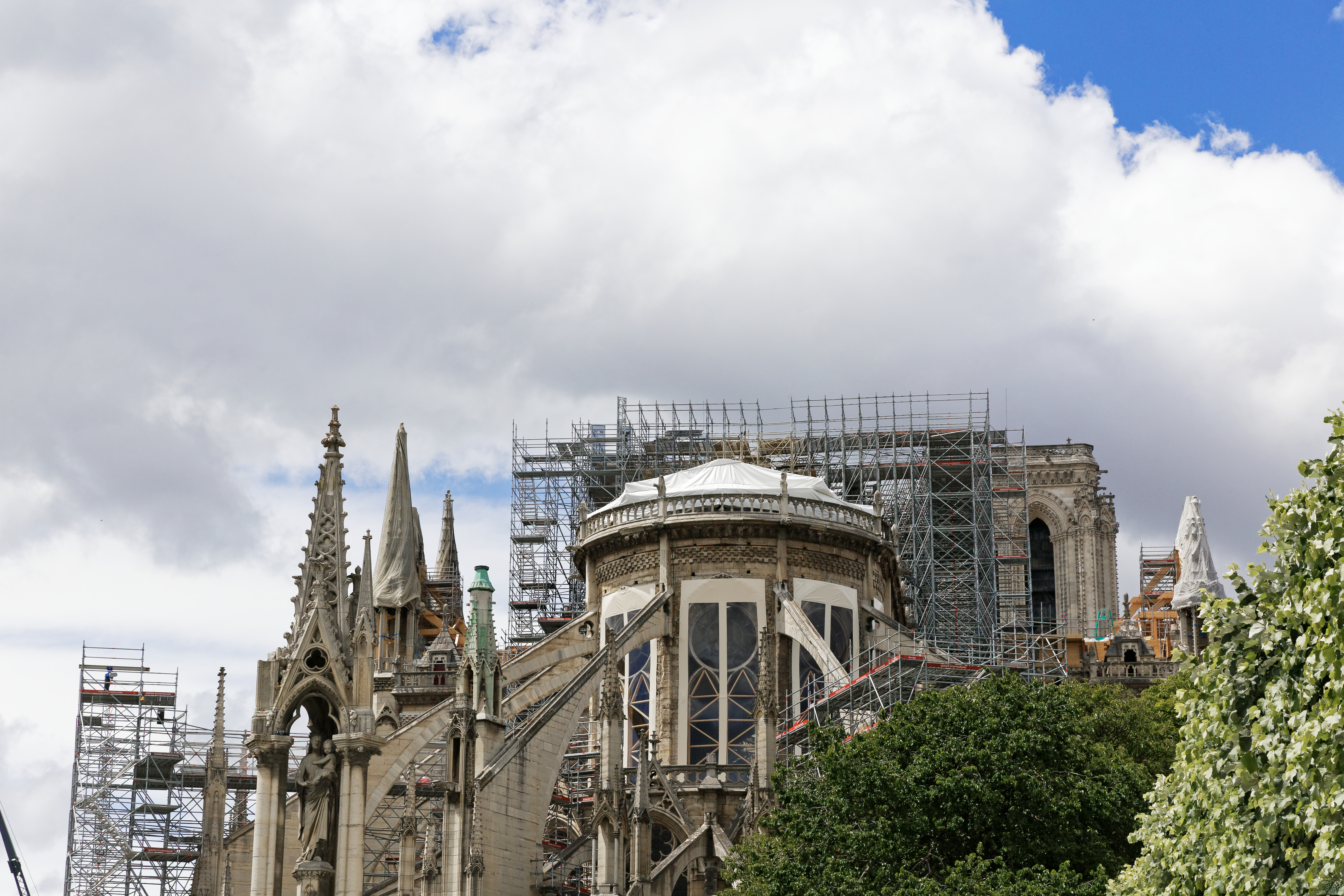
Consolidation du pignon nord (10 juin 2019).

Dans un second temps, le 19 avril, une phase d'évaluation et de sécurisation des œuvres encore présentes dans l'édifice est mise en place (tableaux, panneaux de bois sculpté, bas-reliefs…),. Les tableaux encore présents devraient être restaurés et entreposés au musée du Louvre.[réf. nécessaire]
Le 19 avril, quinze grands tableaux sont mis en sécurité et seuls quatre restent dans la cathédrale, intacts mais situés dans des zones dangereuses.
La statue Notre Dame de Paris est déposée le 25 avril 2019 pour être mise en sécurité.
Les trois statues - Saint Barthélémy, Saint Jude et Saint Simon - sont conservées à la Cité de l'architecture et du patrimoine (CAPA) pour être mises en sécurité.

Vue générale des travaux au 7 février 2020.
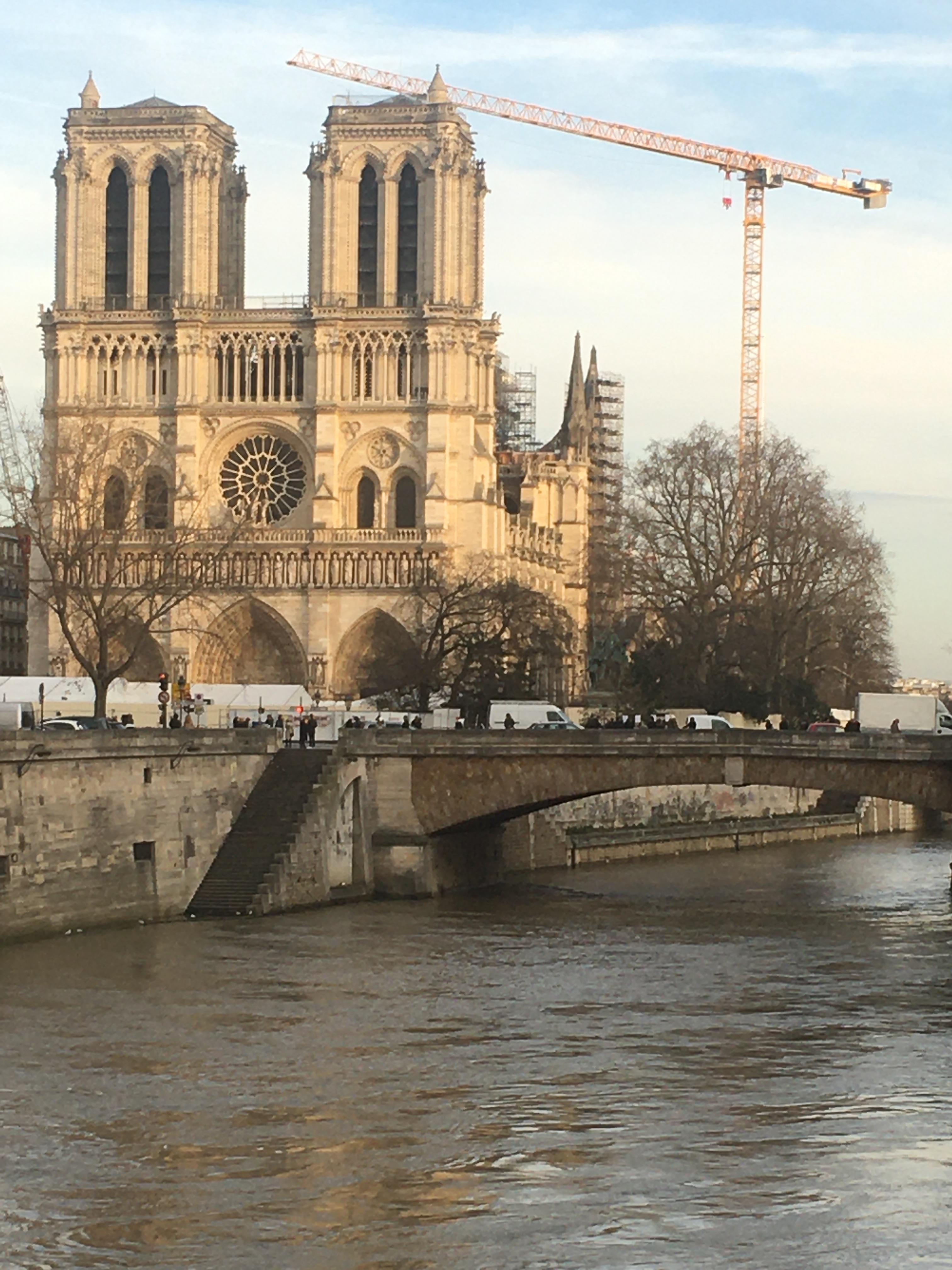
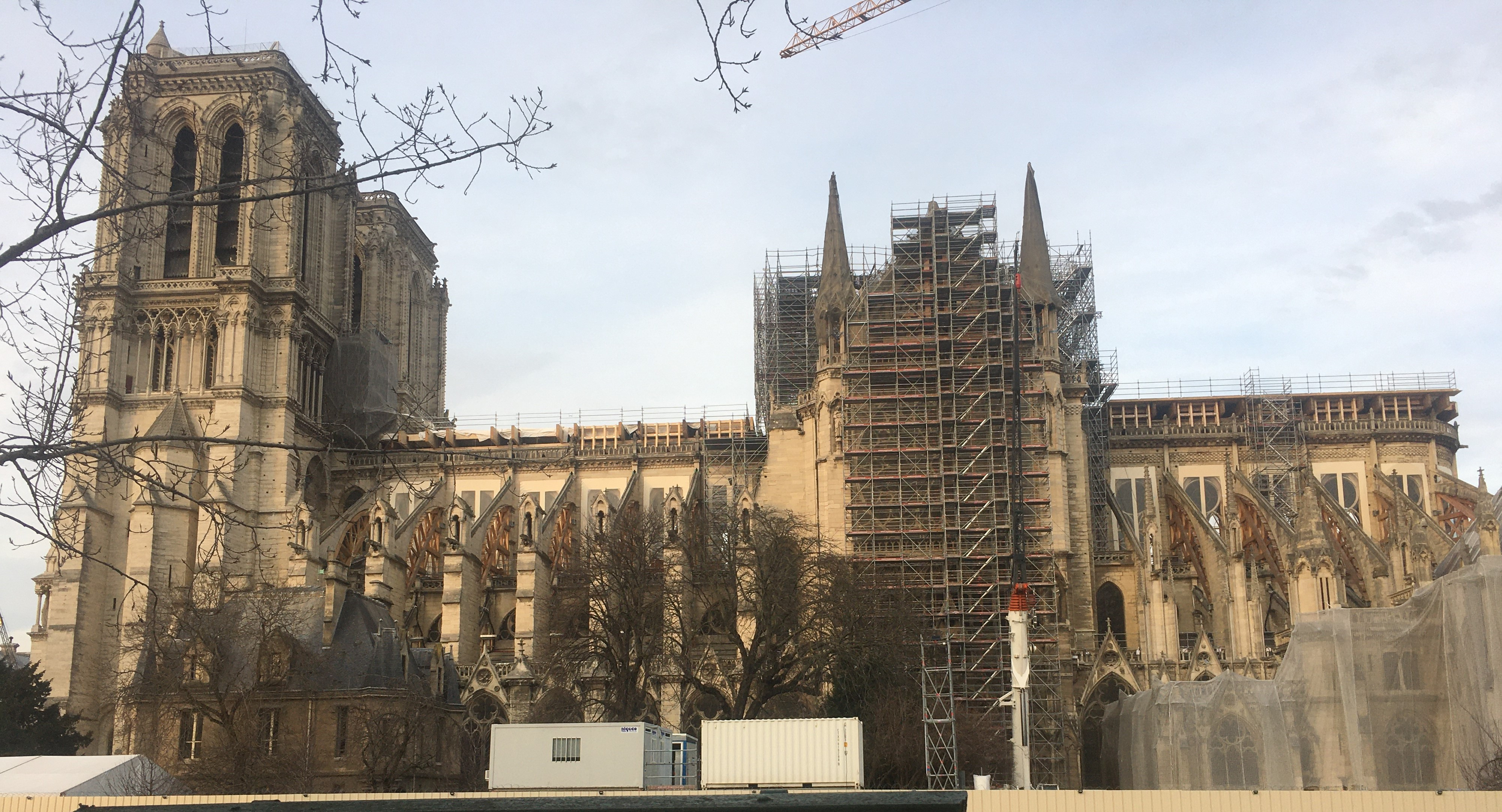
La voûte recouverte.
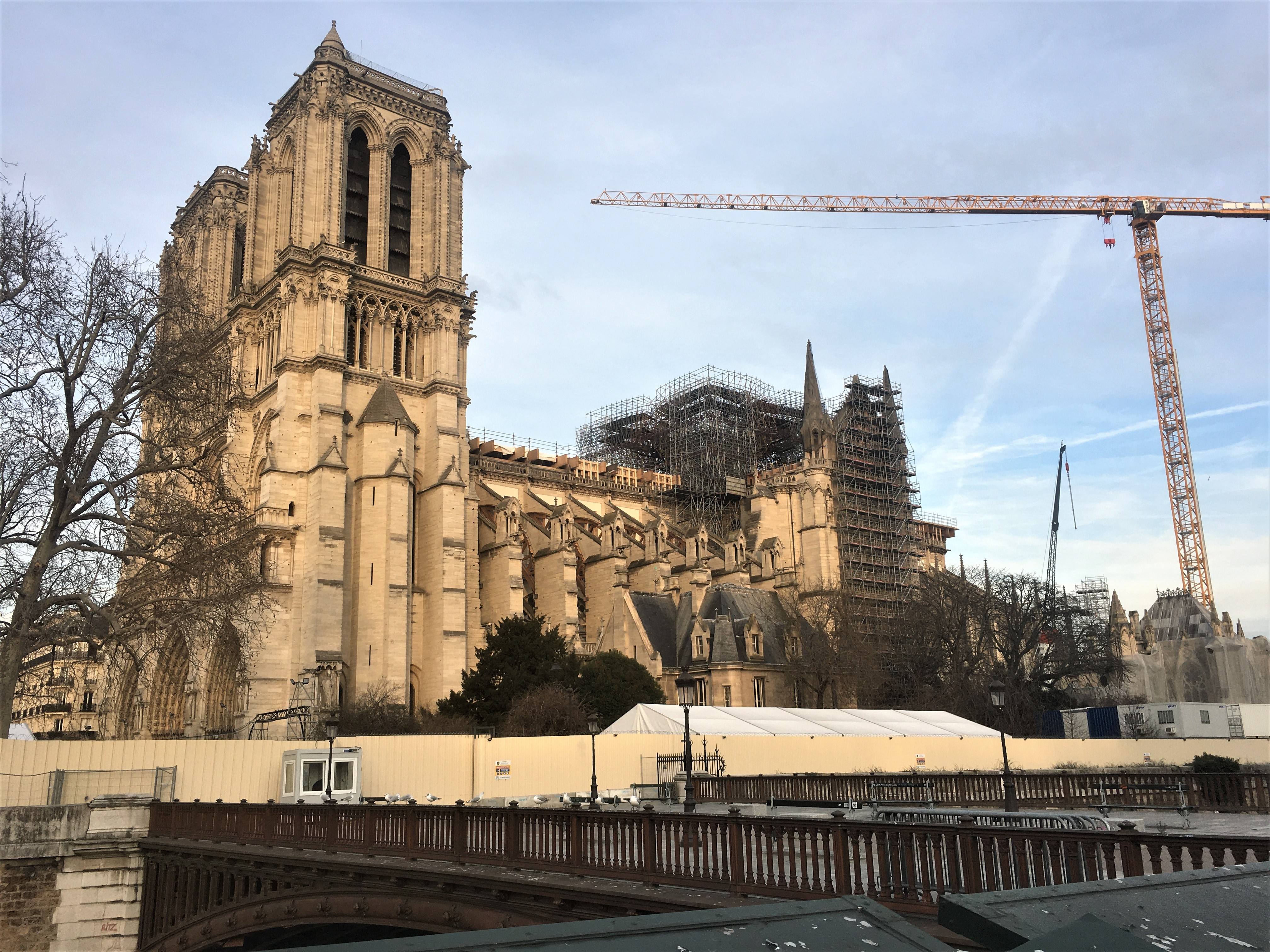
La grue permettant le démontage de l'échafaudage du pied de la flèche.
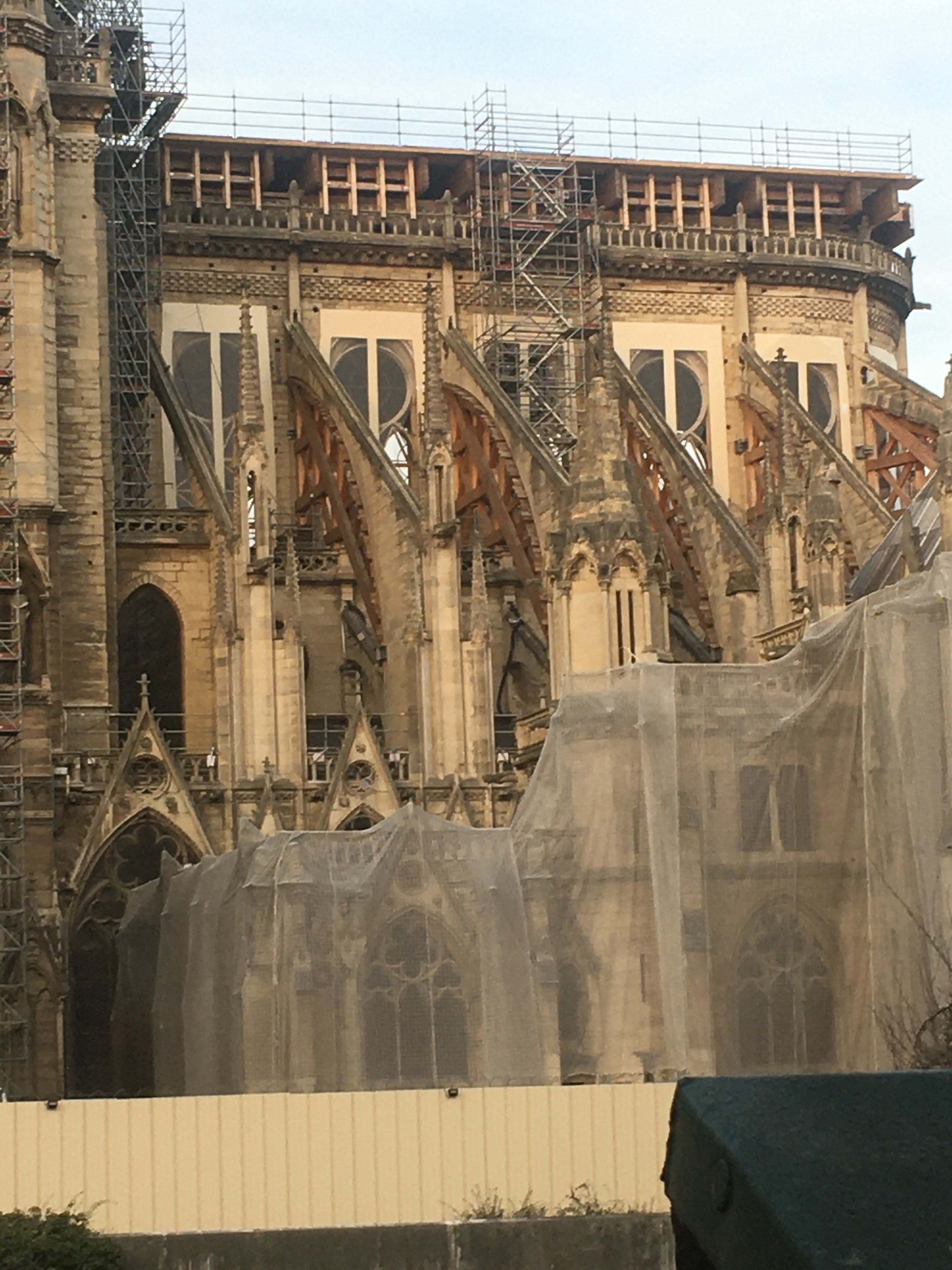
Les verrières démontées, les arcs-boutants étayés.
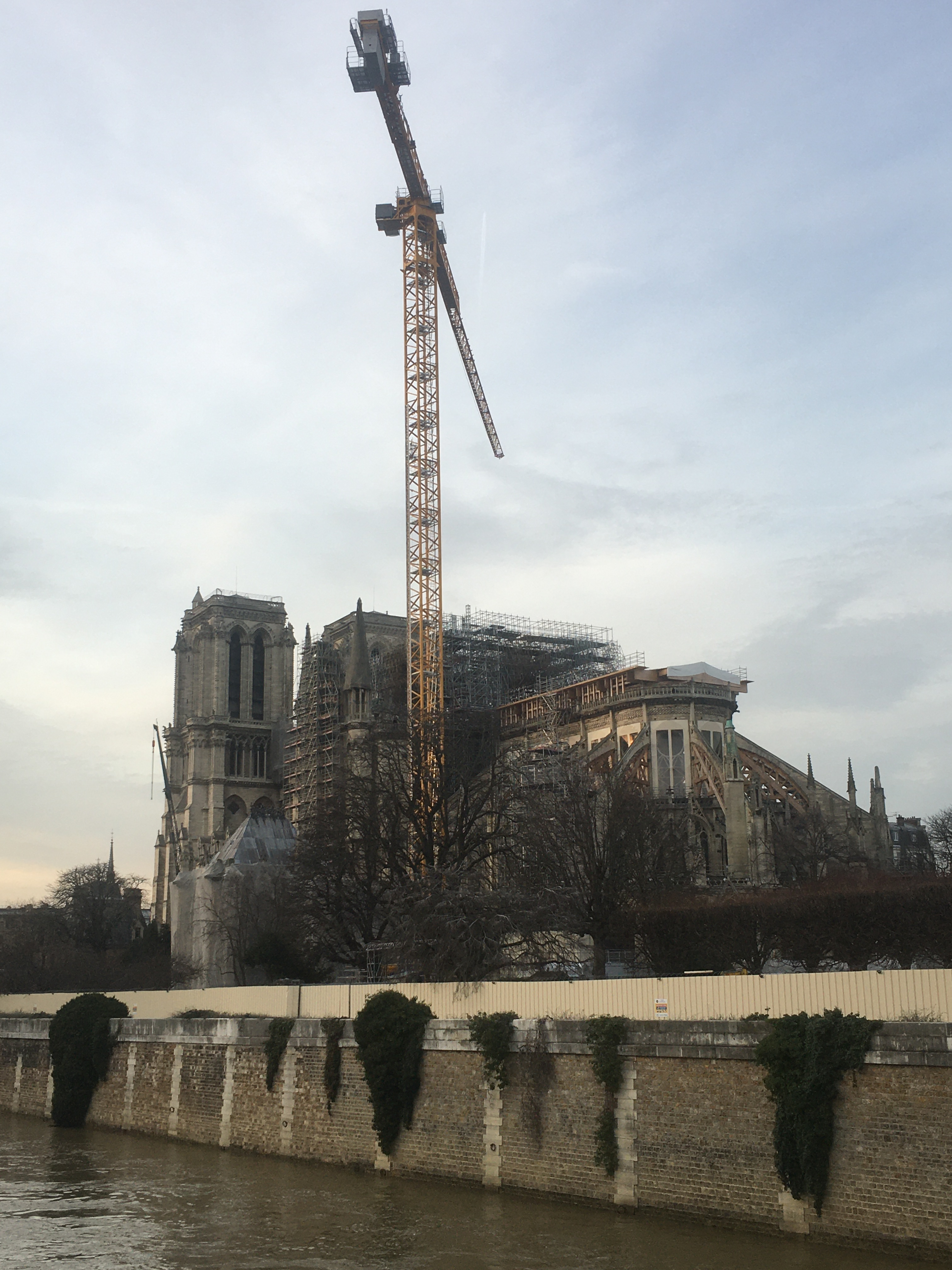

### Reconstruction et restauration

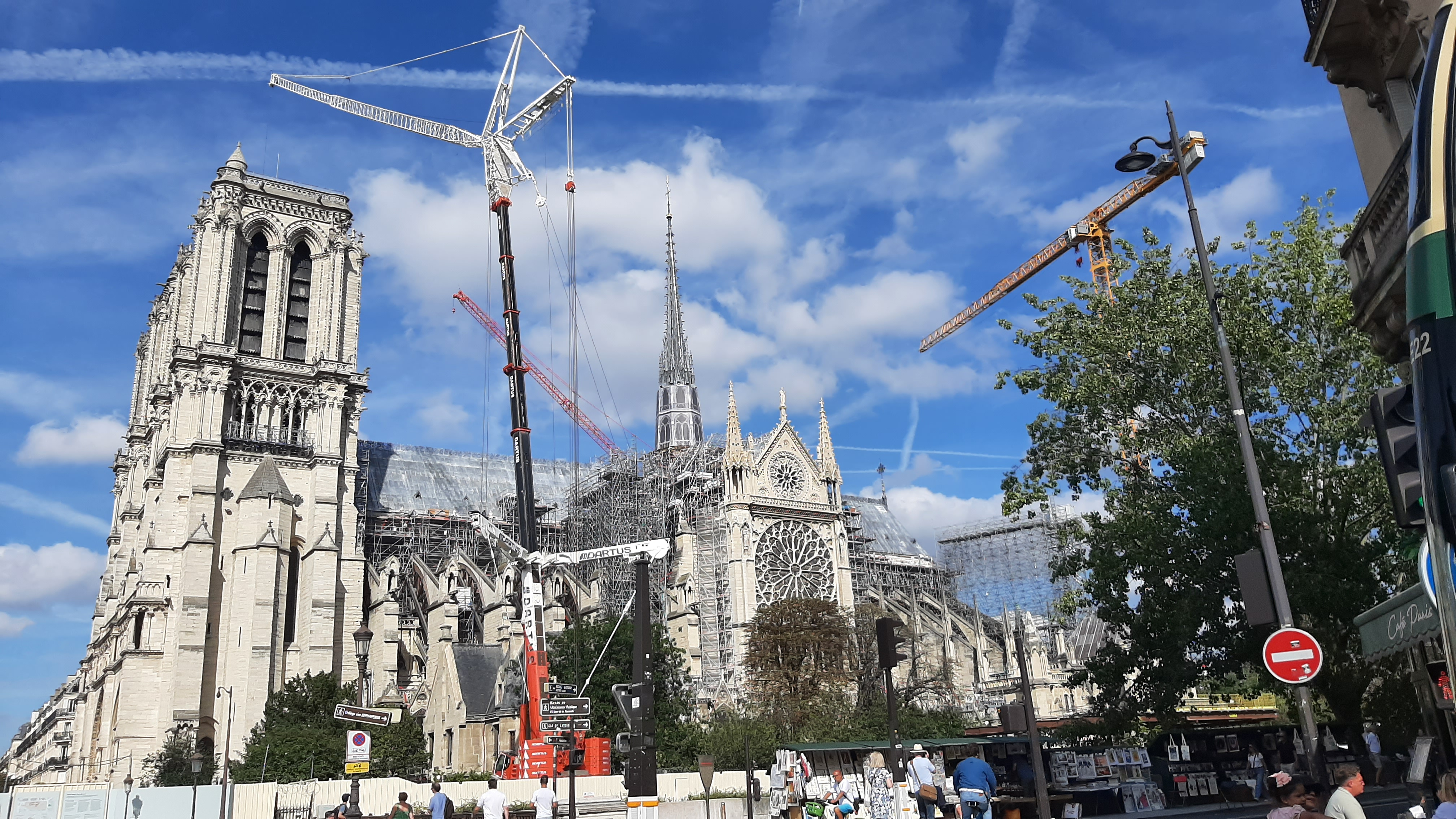
Lors de la pose de la couverture et des ornements en plomb par un groupement d'entreprises (UTB, Balas, Bourgeois et Coanus), de mars à octobre 2024, les couvreurs installent 2700 tables de plomb sur la charpente, 71 crêtes de faîtage au sommet, 4 lucarnes, 25 outeaux.

#### Enjeu politique et législatif
Le jour du sinistre, le président Macron, annonce que la cathédrale sera « reconstruite », et le lendemain, lors d'une allocution télévisée spéciale, il déclare : « Nous rebâtirons la cathédrale plus belle encore, et je veux que cela soit achevé d'ici cinq années ». Il déclarera plus tard à propos des considérations l’ayant conduit à choisir cette durée du chantier : « Cette décision n’a reposé sur aucune analyse détaillée ni aucune forme d’expertise et je l’assume totalement,. »
Le jour suivant, le Premier ministre Édouard Philippe annonce qu'un concours international d'architecture va être lancé pour « reconstruire » la flèche de la cathédrale. Puis le général Jean-Louis Georgelin est nommé à la tête d’une mission de représentation spéciale « afin de veiller à l'avancement des procédures et des travaux qui seront engagés ». Le gouvernement se donne aussi la possibilité de créer un établissement public pour porter cette restauration.
Pour sortir la cathédrale du périmètre de la législation sur les monuments historiques, le gouvernement annonce une proposition de loi d'exception « pour la restauration et la conservation de la cathédrale Notre-Dame de Paris ». Cependant, dans l'ordre juridique français, même la loi d'exception ne permettra pas de contrevenir à l'engagement international que constitue la Charte de Venise (qui est un traité) sur la restauration des monuments historiques.
Le projet de loi est présenté le 24 avril 2019 au Conseil des ministres, incluant la mise en place d'une souscription nationale, une majoration de la réduction d'impôt, la création d'un comité de contrôle du financement, la possibilité de créer un Établissement public spécifique chargé des travaux et « de prendre par ordonnance les mesures d’aménagement ou de dérogation à certaines dispositions législatives qui seraient nécessaires afin de faciliter la réalisation des travaux ». Une proposition de loi est également déposée au Sénat, par des membres du groupe Les Républicains, afin d’augmenter la déductibilité des donations effectuées par les personnes les plus modestes,. Une première version du texte est adoptée le 13 mai par l'Assemblée nationale, mais la commission sénatoriale de la Culture y a ensuite supprimé l'article permettant de déroger à la règlementation, jugé trop polémique.

#### Propositions architecturales et avis d'architectes

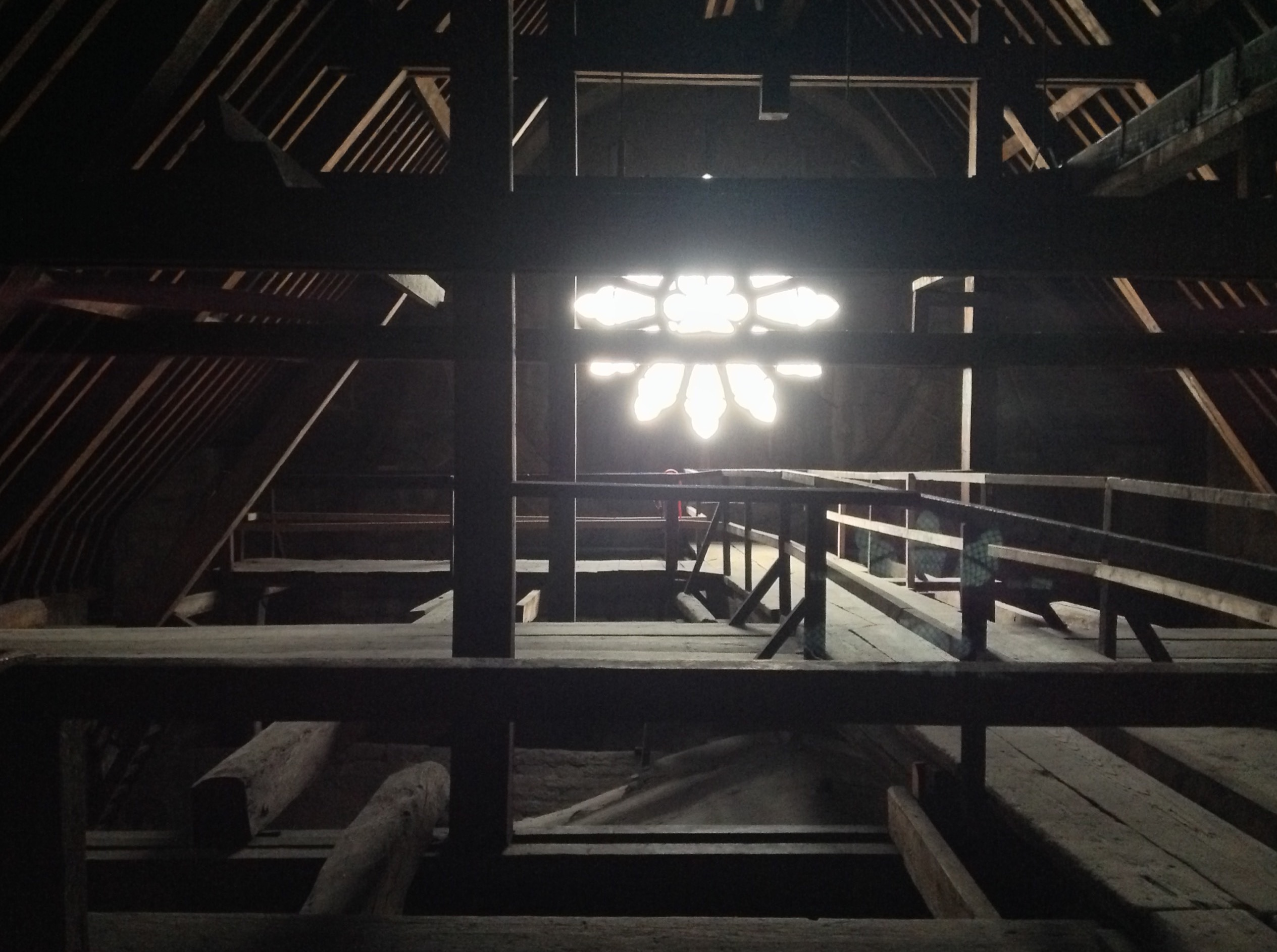
La charpente en bois de Notre-Dame, avant qu'elle ne soit complètement détruite par l'incendie.

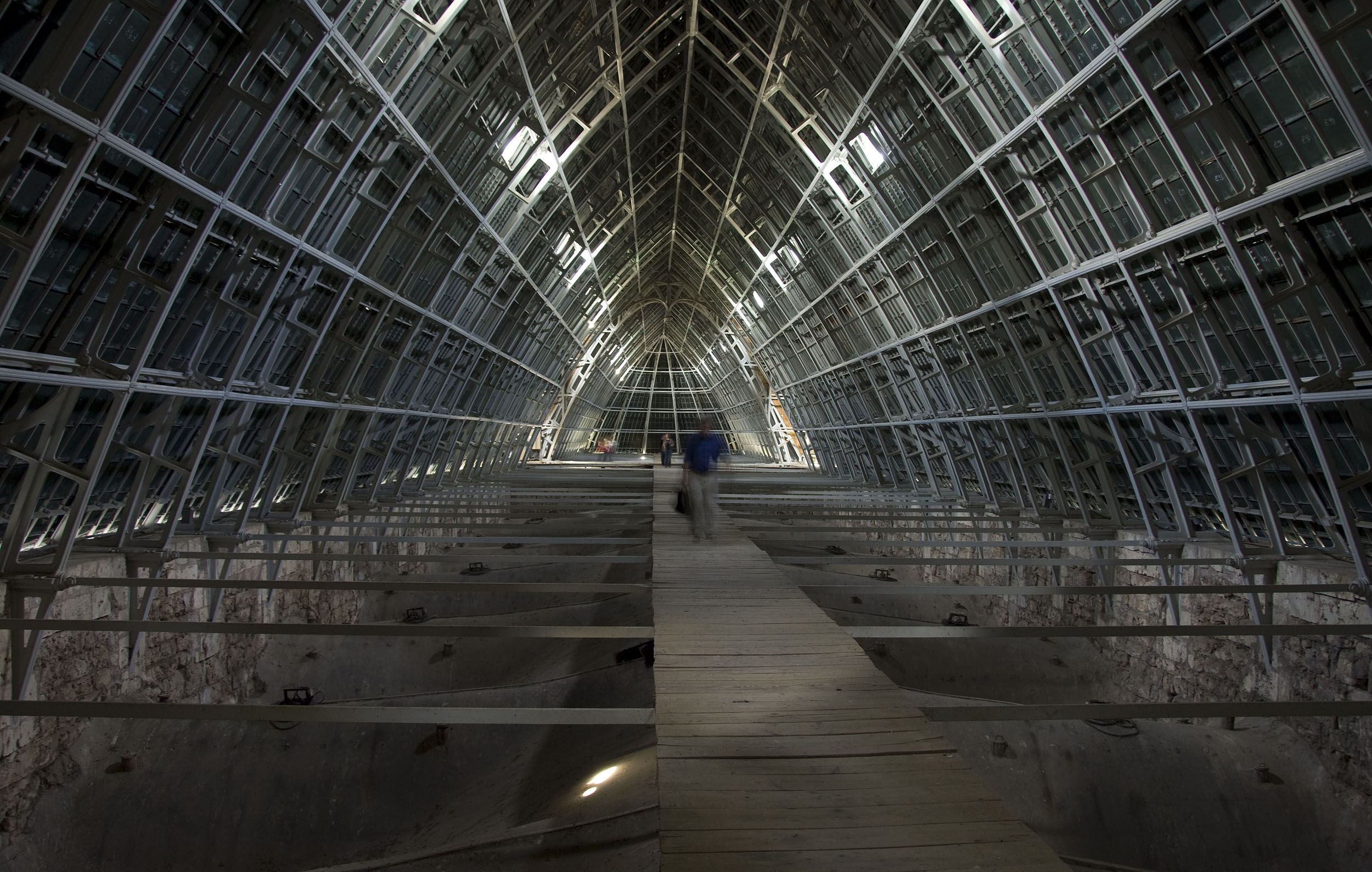
La charpente métallique de la cathédrale Notre-Dame de Chartres, reconstruite en 1837 après un incendie.

La charte de Venise impose en principe que la restauration des bâtiments anciens « se fonde sur le respect de la substance ancienne et de documents authentiques [et] s’arrête là où commence l’hypothèse », mais accepte que « Lorsque les techniques traditionnelles se révèlent inadéquates, la consolidation d’un monument peut être assurée en faisant appel à toutes les techniques modernes de conservation et de construction […] ». Cette exception peut être invoquée en particulier pour la restauration de la charpente, pour laquelle la reconstitution à l'identique de « la forêt » ne présente pas d'intérêt particulier (par définition elle n’est pas visitée, d'autres exemples existent dans d'autres monuments, cela consomme beaucoup de bois, on sait faire aujourd'hui bien plus léger, etc.)[réf. nécessaire].
Une délégation de l'Unesco, dirigée par sa directrice générale Audrey Azoulay, est reçue le 19 avril 2019 par la présidence de la République. Lors de cette entrevue, l'organisation s'engage à apporter son soutien à la reconstruction de la cathédrale, reconnaissant le droit à chaque génération d'édifier le patrimoine en « s'adaptant au processus naturel et historique de changement et de transformation » et aux « nouvelles possibilités offertes par l'évolution des technologies ».
Les architectes de la Direction régionale des Affaires culturelles proposent une charpente en métal pour respecter les délais annoncés par le président Emmanuel Macron. La compétence technique existe et ne pose pas de difficulté majeure, souligne le secrétaire général des Compagnons du Devoir.

#### Propositions architecturales novatrices

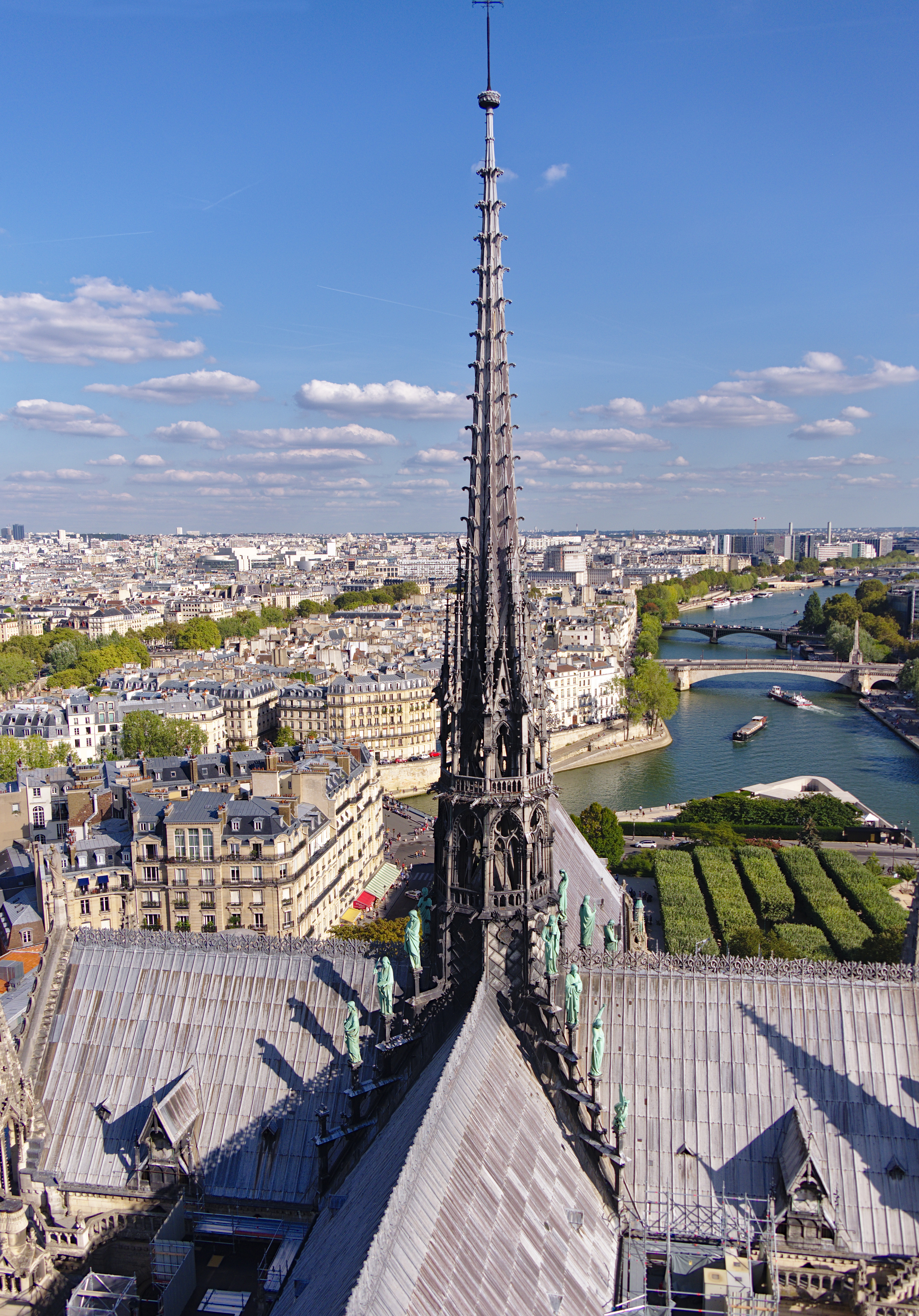
Toiture et flèche en 2018.

Dans les jours qui suivent, l'agence Foster + Partners de Londres propose une esquisse montrant une toiture en verre et une flèche en cristal et acier inoxydable. L'agence dijonnaise Godart + Roussel réagit dans le même temps et diffuse des esquisses proposant aussi un projet contemporain, avec une toiture vitrée et une flèche épurée en acier. Jean-Michel Wilmotte indique pouvoir tenir le délai de cinq ans en utilisant des matériaux contemporains comme une charpente en acier, une couverture en titane et une flèche en carbone. Dominique Perrault explique que « le patrimoine d'aujourd'hui est une superposition d'époques, chaque siècle ou presque aura laissé son empreinte sur la cathédrale ».
Roland Castro ne serait pas contre une flèche nouvelle, n'appréciant guère celle de Viollet-le-Duc, mais plaide pour une reconstruction à l'identique de la toiture, déclarant : « C'est un moment pour développer l'apprentissage, il y a par exemple des métiers formidables autour du plomb. Refaire la charpente bois serait également un moyen d'étudier l'histoire de cette technique ». Jean Nouvel ne voit pas d'incompatibilité à apporter de la modernité dans la reconstruction, mais souhaite que la flèche de Viollet-le-Duc soit reconstruite à l'identique, celle-ci faisant pour lui « partie des choses intangibles de la cathédrale ». Denis Valode est contre le concours international d'architecture et affirme : « Ayons le courage de reconstruire Notre-Dame à l'identique ». L'architecte belge Vincent Callebaut imagine un projet palingenèse avec une géométrie originale à conception écologique à énergie positive,,.

#### Plans existants
Des plans de la charpente sont réalisés en 2015 par les architectes Cédric Trentesaux et Rémi Fromont avec une précision d'un à deux centimètres,. 
L'Américain Andrew Tallon a réalisé un relevé en trois dimensions par balayage laser de plus d'un milliard de points de référence afin d'offrir un outil moderne aux architectes,.

#### Techniques et artisanat
Les techniques modernes savent reproduire avec rapidité et précision celles des compagnons charpentiers et des tailleurs de pierre. Les robots à commande numérique peuvent être équipés de différents outils de taille et de découpe.
En mars 2021, huit chênes de la forêt de Bercé (Sarthe) sont choisis pour la reconstruction de la charpente de la cathédrale. Ils ont environ 230 ans. Au total, environ 2 000 arbres prélevés à travers la France seront nécessaires pour les travaux.
Des essais de résistance mécanique à travers la technique de tests non destructifs développée par Jean-Luc Sandoz sont réalisés en scierie.

#### Délai
Le délai de cinq ans, diversement évalué par les spécialistes pour sa faisabilité, correspond à la tenue des Jeux olympiques de Paris en 2024. Philippe Plagnieux, professeur d'histoire de l'art du Moyen Âge à l'université Panthéon-Sorbonne estime qu'il faudrait cinq à dix ans et Frédérick Grevet, architecte du patrimoine, allonge le délai à vingt ans. Mais selon Alain-Charles Perrot, architecte en chef des monuments historiques, il est peu probable que la charpente en bois soit reconstruite à l'identique en raison de la durée annoncée des travaux. Nonobstant l'étendue exacte des dégâts, le délai fixé par le président de la République exclut a priori la construction d'une nouvelle charpente en bois, copie de la précédente. Seule une charpente avec des matériaux actuels (acier ou béton) permettrait de tenir la date de livraison. Jack Lang, ancien ministre de la Culture, appelle même à une reconstruction encore plus rapide que le président : « Il faut se donner un délai court, comme on l'a fait dans le passé pour des chantiers d'exception […] non pas dix ans, quinze ans, mais trois ans ».
La réouverture au public de Notre-Dame de Paris pour le culte et les visites est prévue en décembre 2024, après les Jeux olympiques d'été de Paris 2024.
En juin 2022, le paysagiste Bas Smets remporte le concours pour réaménager les abords de la cathédrale Notre-Dame de Paris. Le projet prévoit notamment l'unification des abords de la cathédrale par une importante végétalisation et l'aménagement de l'ancien parking en une promenade intérieure intégrant les activités de service au visiteur et une nouvelle entrée de la crypte archéologique de l'île de la Cité ; les travaux sont prévus pour la période 2024-2027.

#### Décision

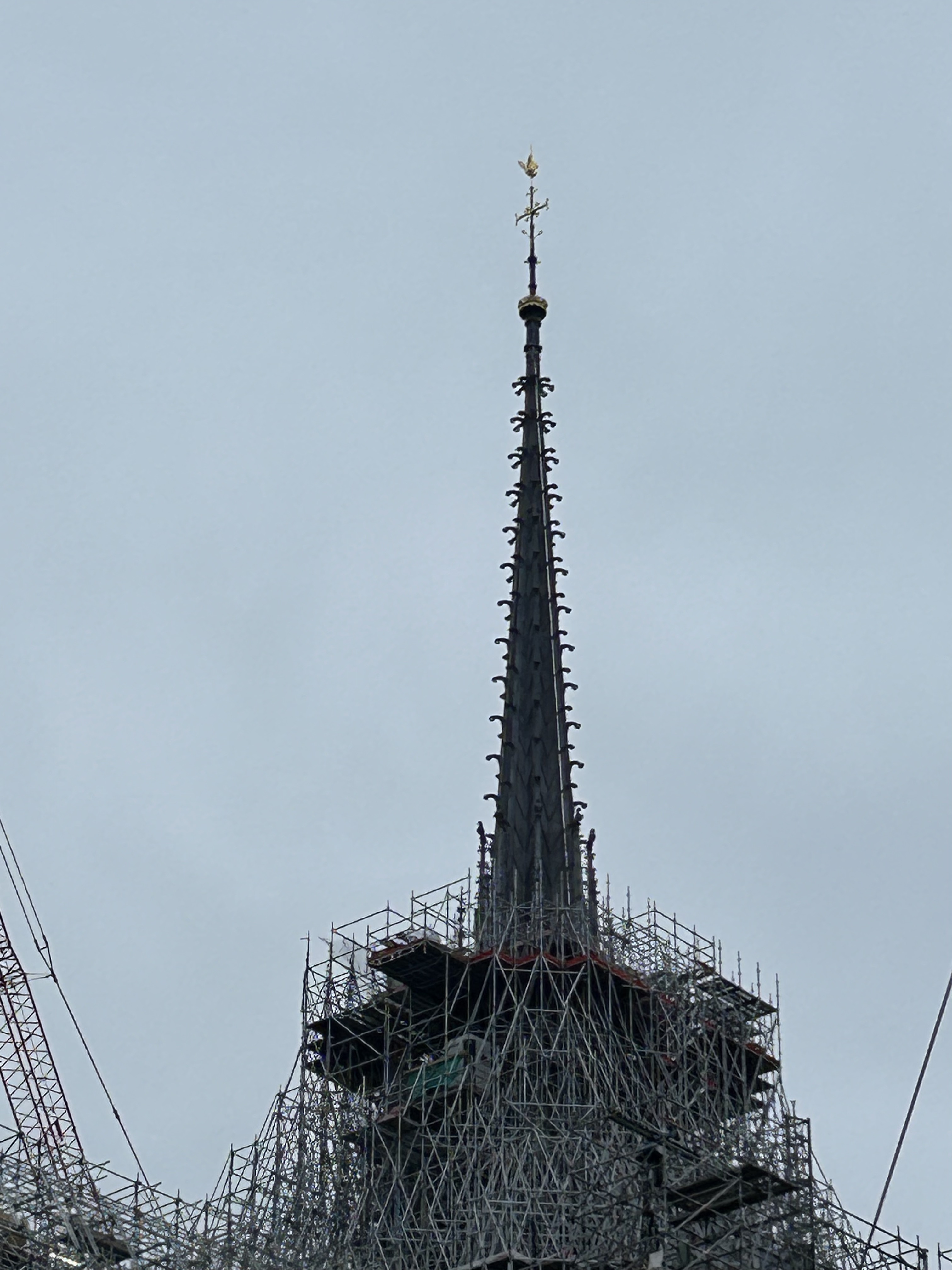
Le 28 novembre 2023, le montage de la flèche (reconstruite à l'identique) est terminé.

Le 9 juillet 2020, il est annoncé que le chef de l’État a acquis « la conviction » qu’il faut restaurer la flèche à l’identique.

#### Validation du projet
À la suite des décisions de plusieurs instances, dont la Commission nationale du patrimoine et de l'architecture (CNPA), le projet de restauration de la charpente est validé, et des arbres de forêts publiques ou privées sont abattus. Le début des travaux de restauration est annoncé par l'établissement dès l'hiver 2022.

#### Travaux et réaménagement intérieur
Le lancement des travaux de reconstruction de la flèche intervient à la mi-avril 2023, avec la pose du tabouret de la flèche, un socle de 80 tonnes constitué d'un assemblage de pièces en chêne réalisé en Lorraine.
Certains vitraux sont rénovés par une équipe allemande des ateliers de la cathédrale de Cologne.
Le projet de réaménagement intérieur de la cathédrale, souhaité par le diocèse de Paris, intègre des œuvres d'art contemporaines. Controversé, il est validé en décembre 2021 par les membres experts de la Commission nationale du patrimoine et de l'architecture. Des concours sont lancés et les lauréats retenus sont : Guillaume Bardet pour le mobilier (baptistère, autel, tabernacle et ambon en bronze) et les objets liturgiques (une trentaine de pièces en argent martelé), Ionna Vautrin pour les assises (1 500 chaises en chêne massif pour la nef, complétées par 170 agenouilloirs, 40 bancs et 80 prie-Dieu pour les chapelles), Jean-Charles de Castelbajac pour les 700 vêtements liturgiques aux dessins stylisés et aux couleurs vives, et Sylvain Dubuisson pour la conception de la châsse-reliquaire se présentant sous la forme d'un retable en bois de cèdre et pavé de verre formant une auréole.

## Dans la culture populaire

### Humour
Les dessinateurs et humoristes de presse écrite rendent hommage avec leur style dans leurs rédactions dès le lendemain du drame.
Le concours proposé par le Premier ministre relatif à la création d'une nouvelle flèche suscite de nombreuses réactions humoristiques des citoyens, dont les médias relatent l'humour ainsi déployé notamment sur les réseaux sociaux,,,.
Au niveau mondial, les dessinateurs font connaître leur émotion dans leur presse,.

### Infox, photomontage et théories du complot
Les fausses nouvelles sont abondantes sur les réseaux sociaux. Les médias les relatent pour tenter d'enrayer leur propagation. Certains sites expliquent qu'il y a un lien avec l'incendie de la Mosquée al-Aqsa à Jérusalem qui a eu lieu au même moment,,. Des internautes estiment que cet incendie est dû à un complot, partageant parfois sur les réseaux sociaux des vidéos censées démontrer que le vieux bois ne brûle pas. Certaines théories du complot accusent des islamistes d'avoir mis le feu à la cathédrale pour s'en prendre aux chrétiens, en représailles aux attentats de Christchurch (des attentats commis par un terroriste australien d'extrême-droite contre les mosquées de Christchurch en Nouvelle-Zélande qui ont fait 52 morts). D'autres accusent les Gilets jaunes d'avoir provoqué l'incendie, en se basant sur une photographie mal interprétée d'un pompier dans la cathédrale portant son gilet de haute visibilité,. D'autres encore accusent le gouvernement d'avoir mis le feu pour détourner l’attention des Gilets jaunes et de la contestation sociale, et/ou pour repousser un important discours télévisuel du président Emmanuel Macron sur le grand débat national qui était prévu pour la soirée et qui a été de fait annulé[réf. nécessaire].
Le 28 octobre 2019, Claude Sinké, un ancien membre du Front national et candidat pour ce parti aux élections départementales de 2015 commet l'attentat de la mosquée de Bayonne. Il tente de mettre le feu à cette mosquée puis blesse gravement deux fidèles en leur tirant dessus avant de prendre la fuite. Il est arrêté à son domicile peu après. Lors de son audition, il déclare avoir voulu « venger la destruction de la cathédrale Notre-Dame de Paris », en tenant les musulmans comme responsables de l'incendie.
Certaines personnalités politiques ont dans un premier temps relayé ces thèses, ou a minima fait part de leur doute, comme Meyer Habib, Philippe Karsenty, Jean Messiha et Jordan Bardella,. Nicolas Dupont-Aignan s'interroge sur l'hypothèse d'un attentat, soutenant qu'« il y a plus de 1 000 incidents ou actes de malveillance anti-chrétiens » chaque année en France.

### Produits dérivés
De nombreux produits dérivés relatifs à l’incendie apparaissent dans les commerces et sur internet, particulièrement des tee-shirts, ou même de prétendus débris de l'incendie,.

### Cinéma et télévision
En mars 2021, moins de deux ans après l'incendie, le réalisateur-scénariste Jean-Jacques Annaud commence le tournage d'un long métrage relatant l'incendie, Notre-Dame brûle, dont la sortie a lieu le 16 mars 2022.
En attendant la sortie du film, Philippe Lacheau a parodié dans son film Super-héros malgré lui un nouvel incendie de la cathédrale le jour de son inauguration après avoir été reconstruite à la suite du véritable incendie[réf. nécessaire].
Quelques mois après la sortie du film, la série Notre-Dame, la part du feu est disponible sur Netflix.